# Biserica de lemn din Goila

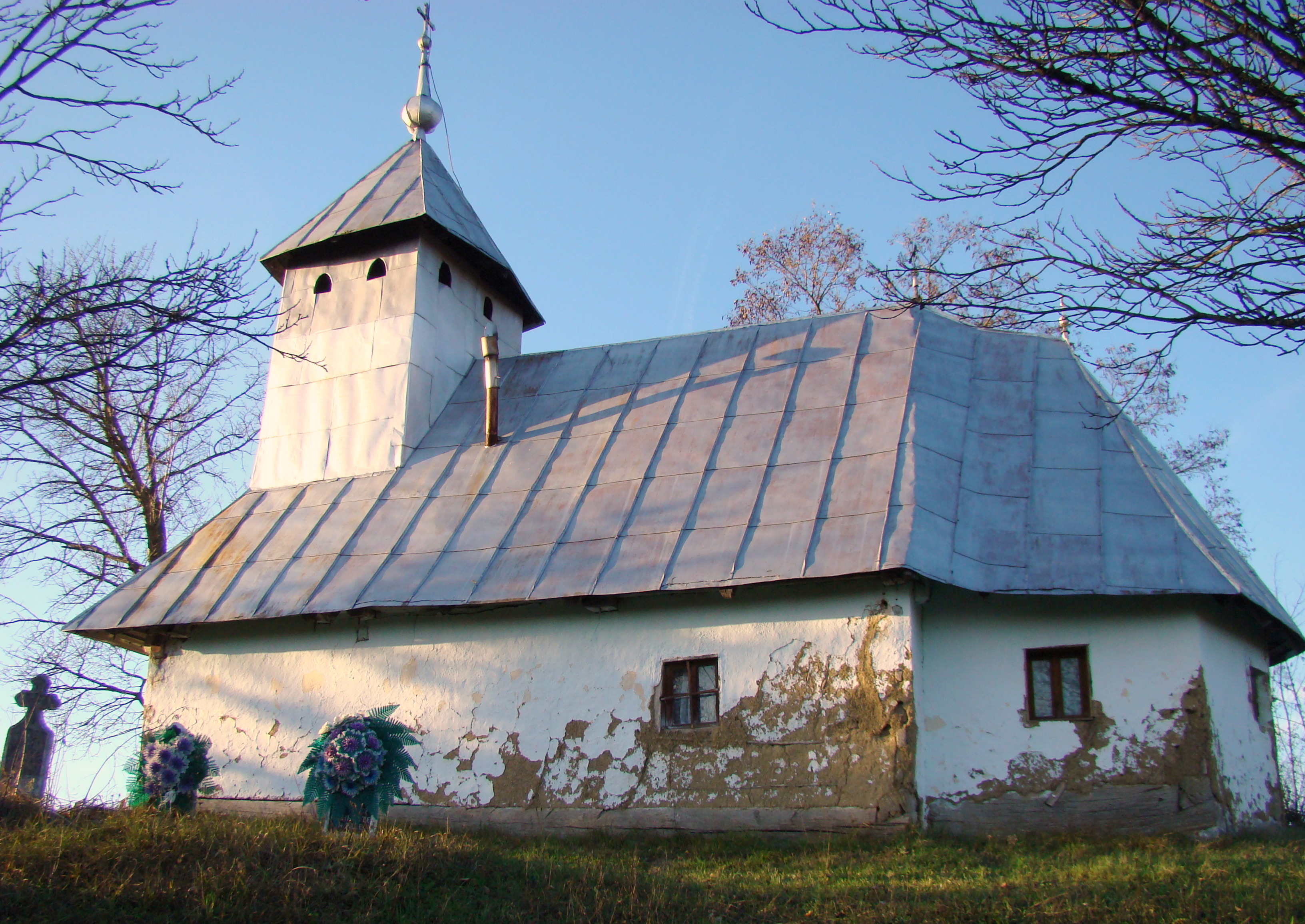
Biserica de lemn „Adormirea Maicii Domnului” din Goila, comuna Căbești, județul Bihor, foto: noiembrie 2009.

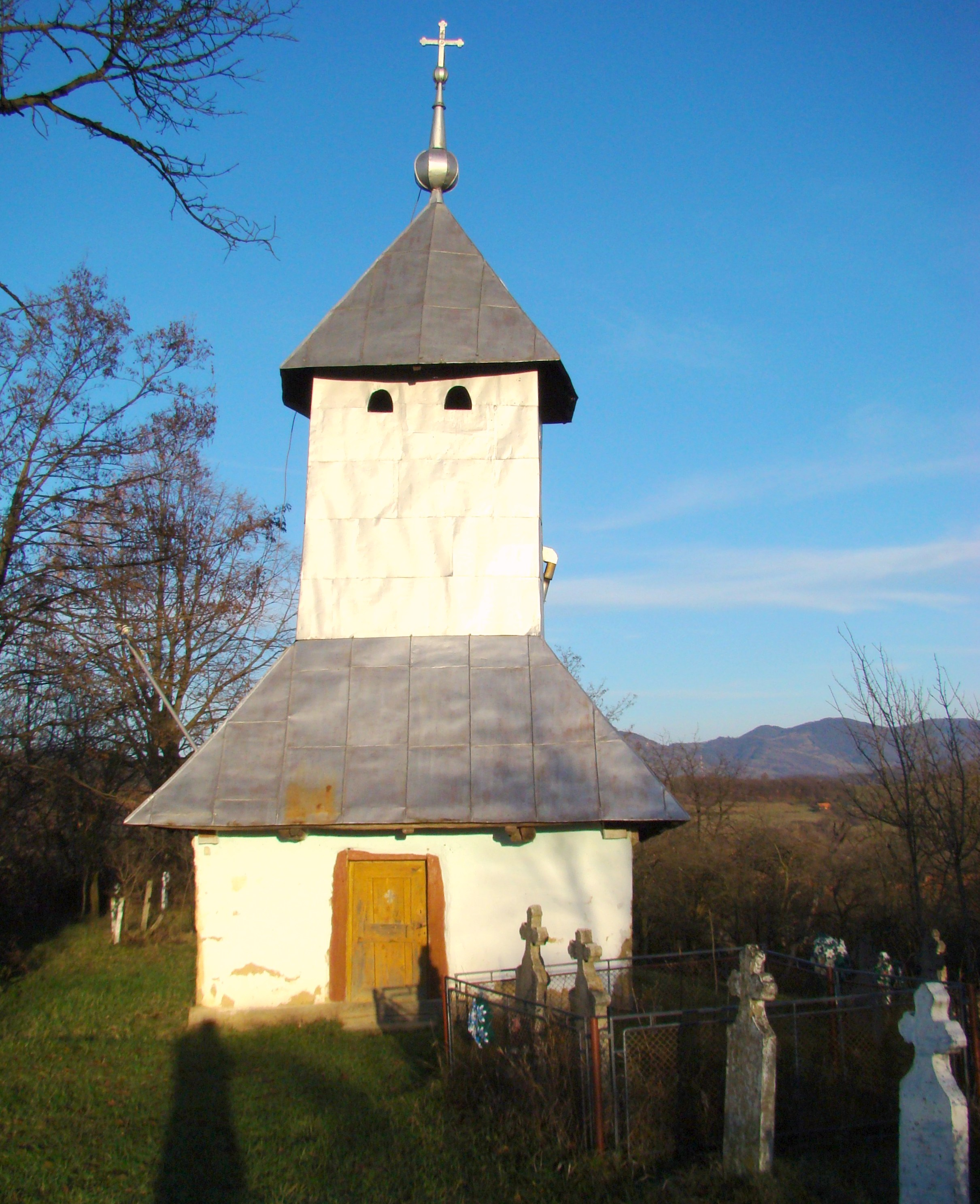
Biserica (vest)

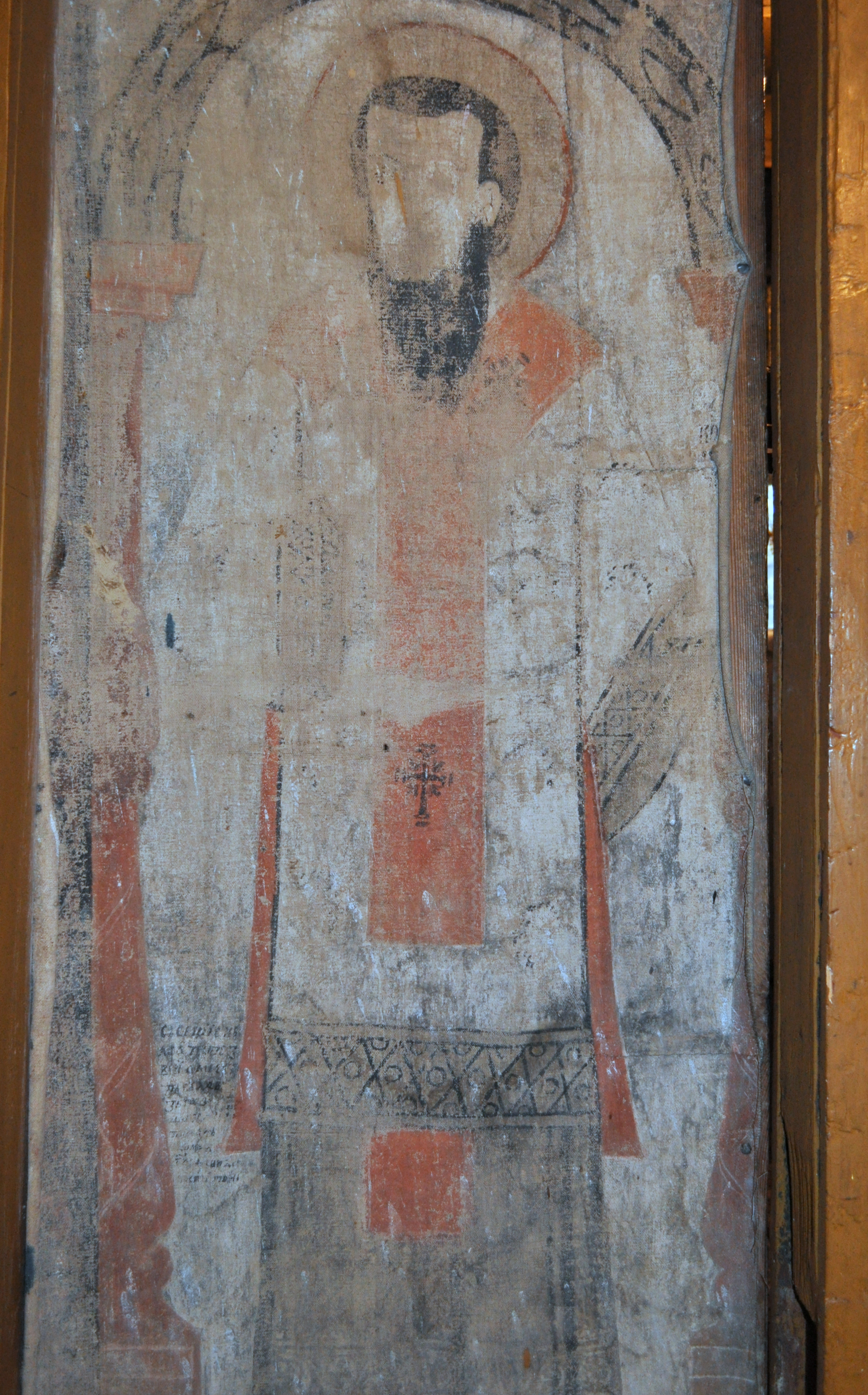
Ușă diaconească

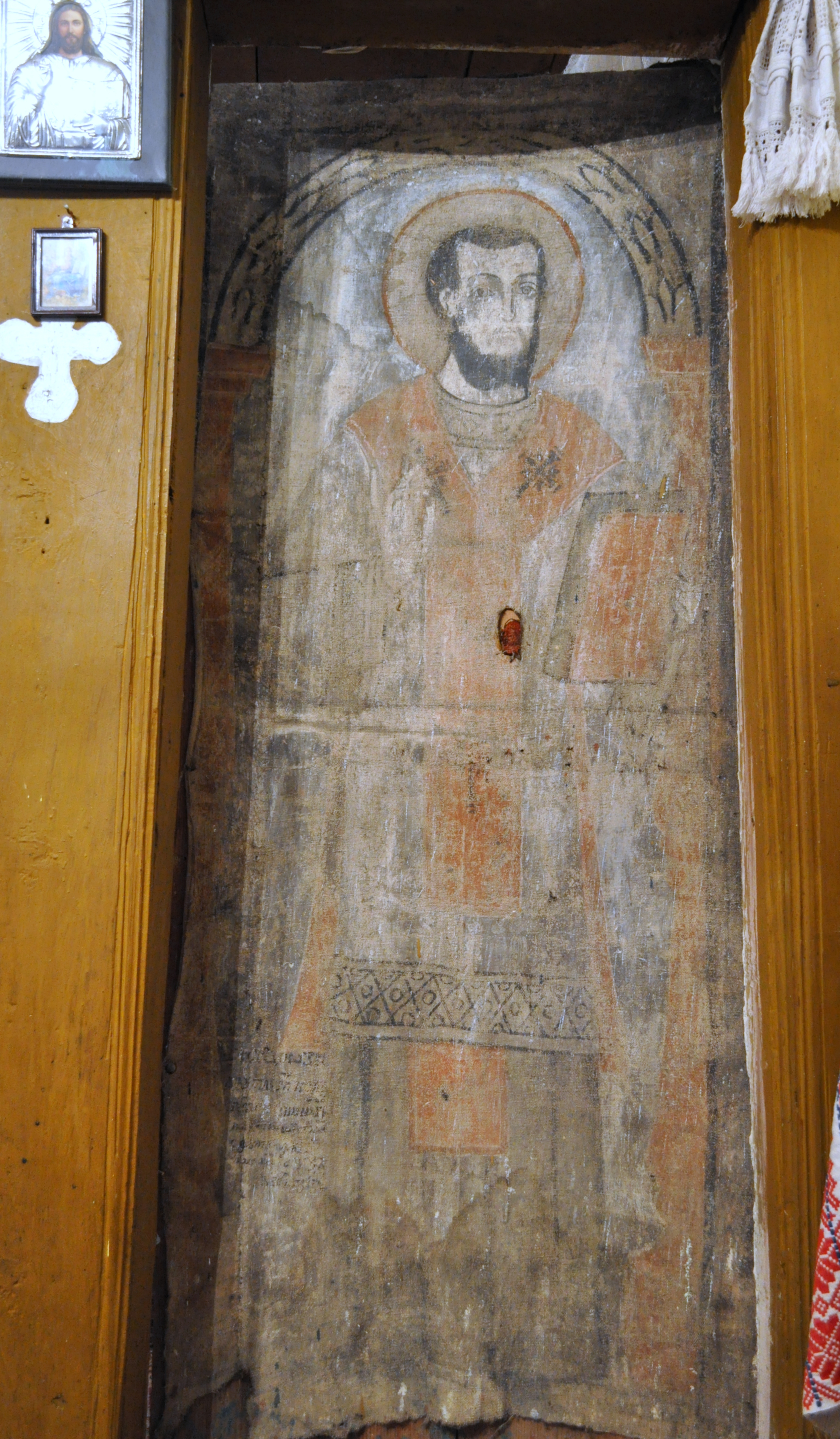
Ușă diaconească

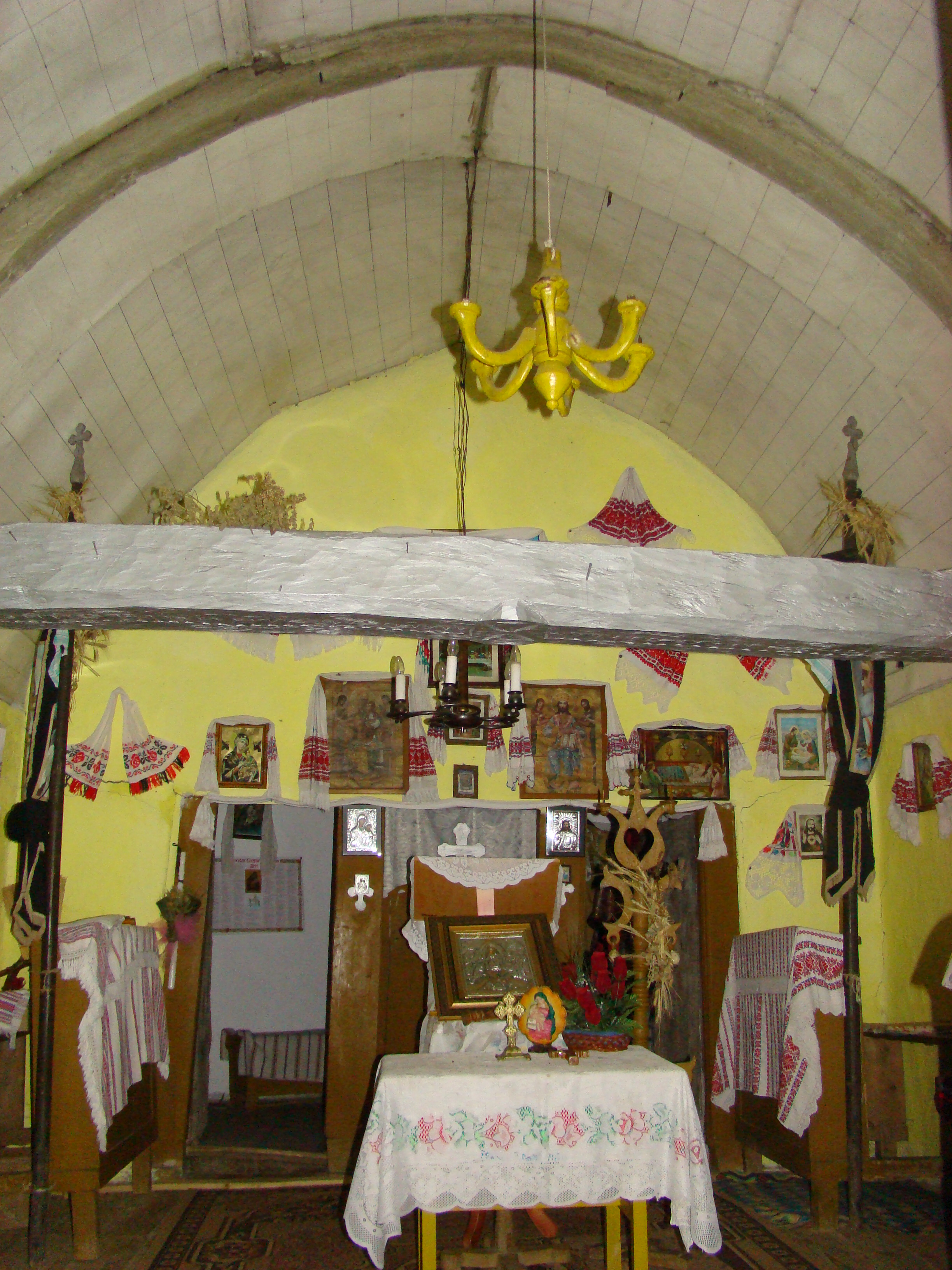
Interiorul navei

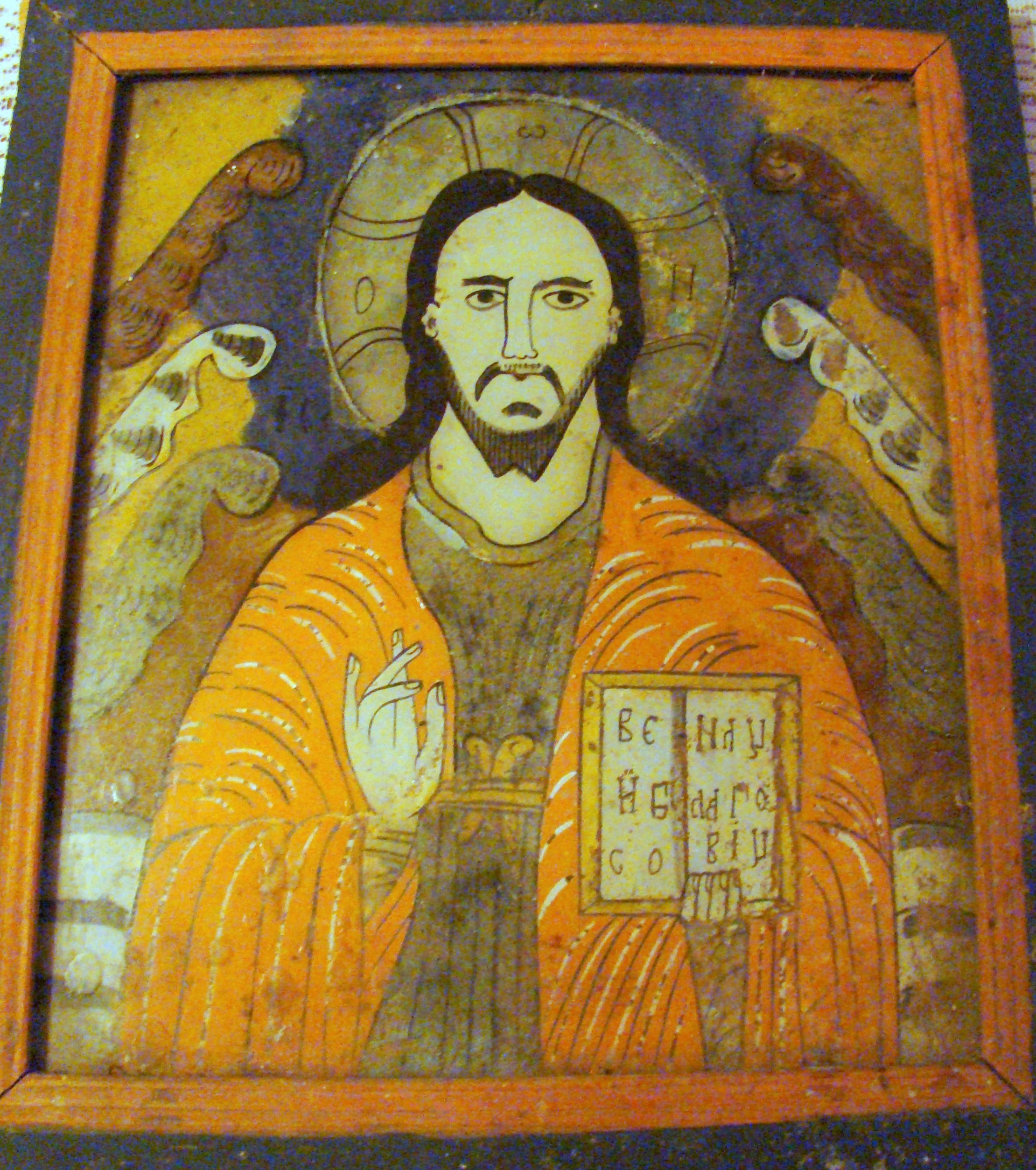
Iisus binecuvântând

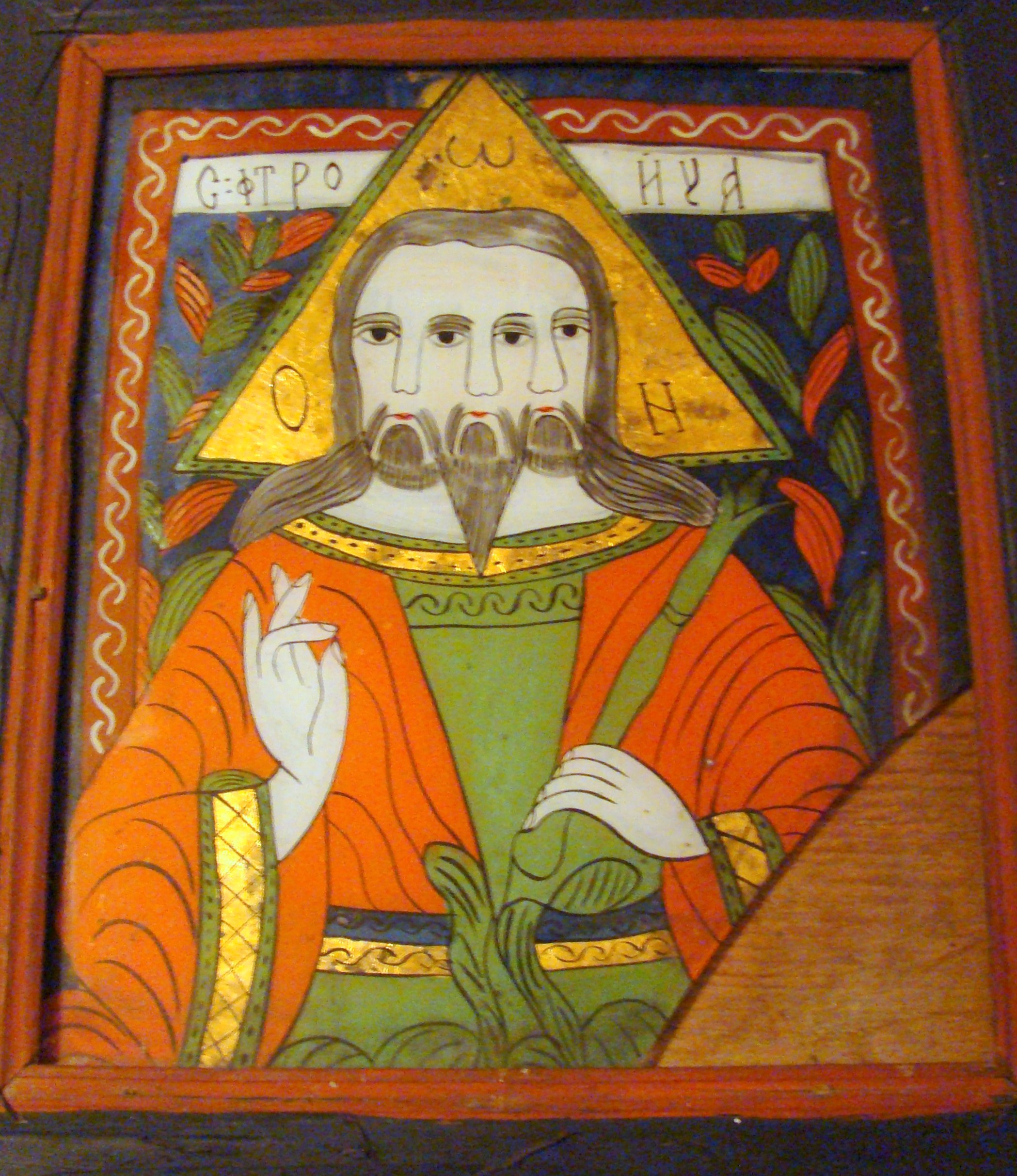
Sfânta Troiță

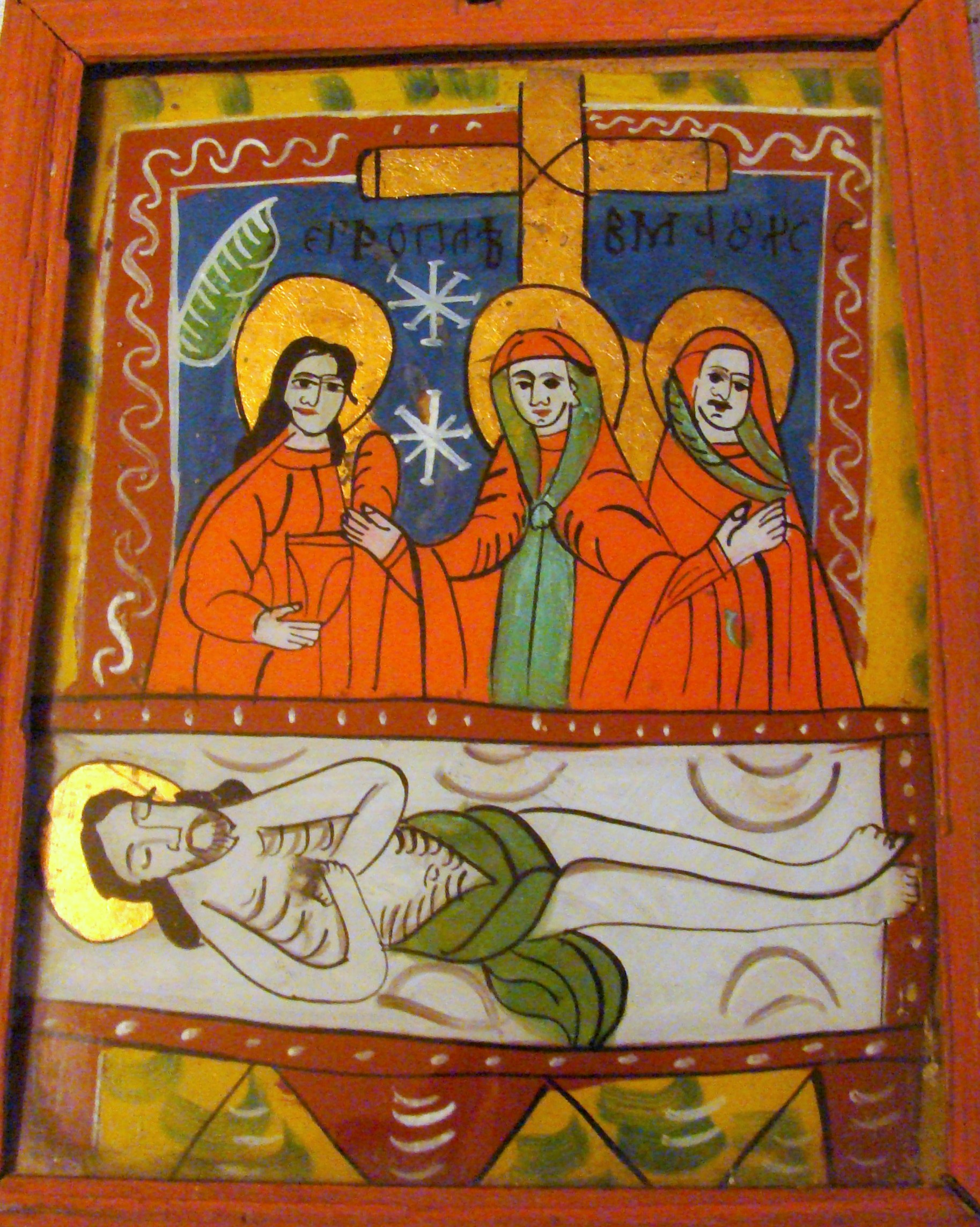
Prohodul Domnului

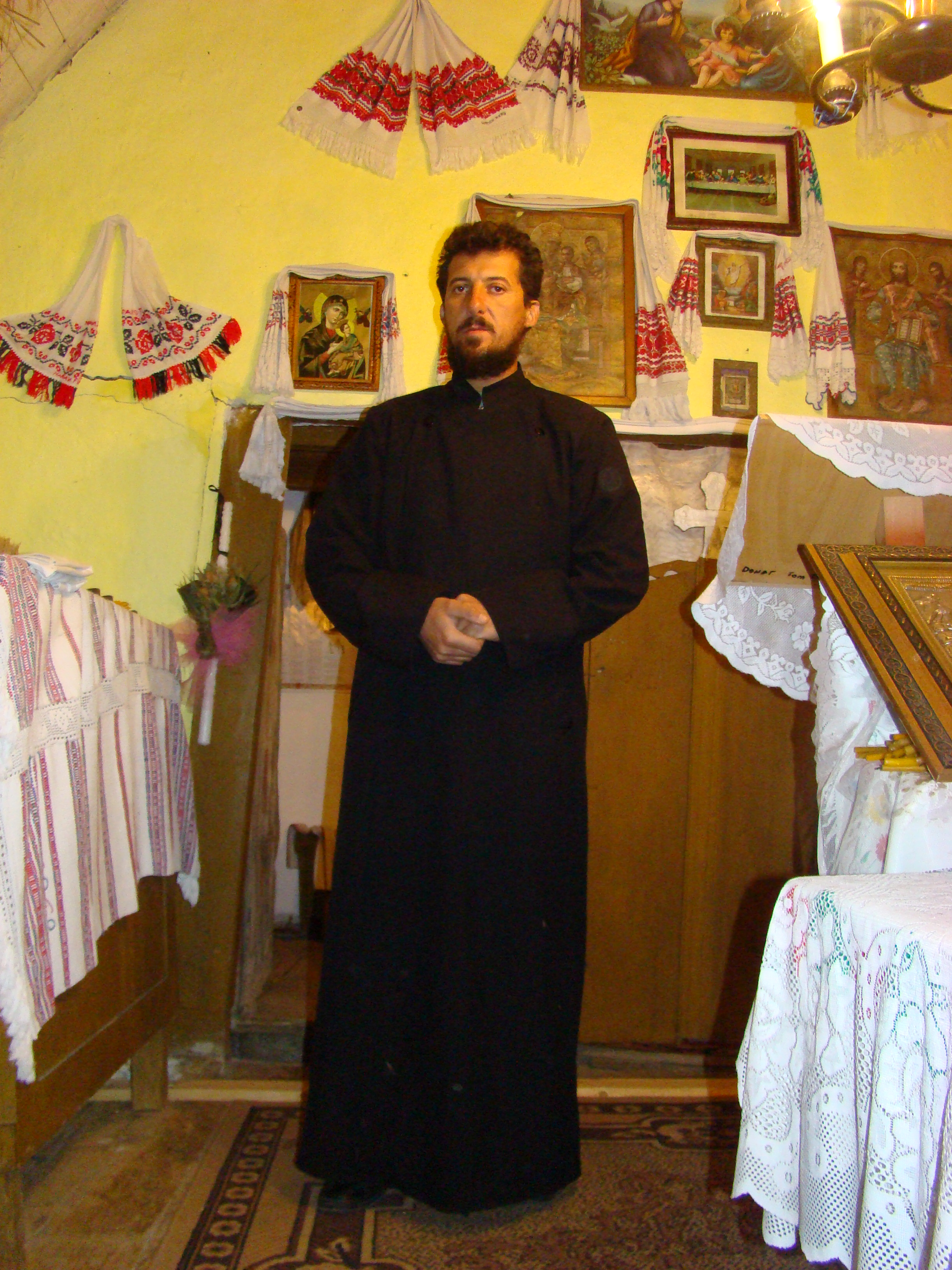
Preotul paroh Jute Mihai

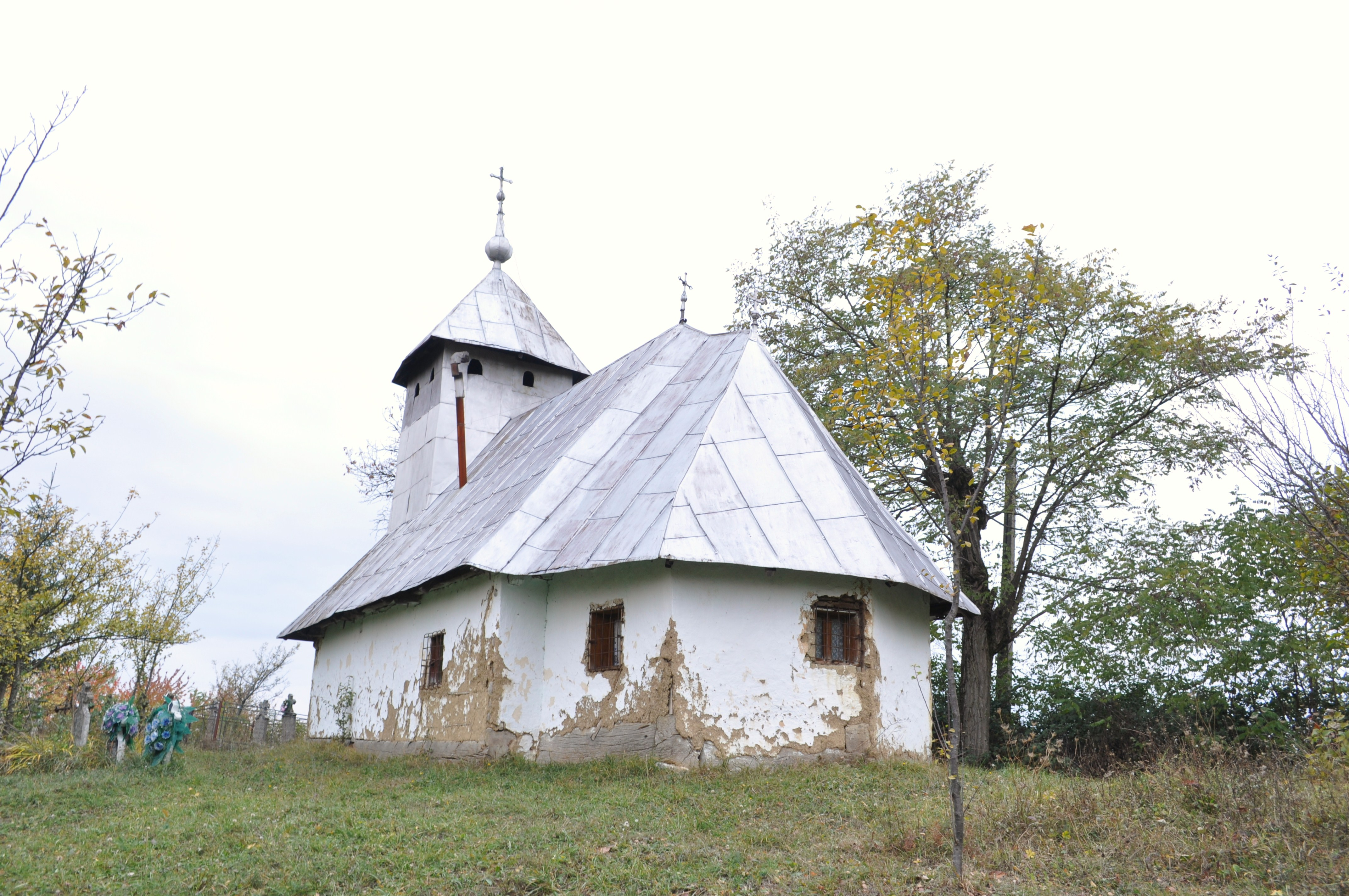
Biserica (sud-est)

Biserica de lemn din Goila, comuna Căbești, județul Bihor, datează din secolul XVIII. Are hramul „Adormirea Maicii Domnului”. Biserica se află pe noua listă a monumentelor istorice sub codul LMI:  BH-II-m-B-01154.

## Istoric și trăsături
Îndată după anul 1750, cei câțiva locuitori ai satului Goila și-au construit o bisericuță modestă de lemn pe care au înzestrat-o cu toate cele necesare rânduielii creștine. Au păstrat-o până în zilele noastre, după ce, din vechime, i-au mai adăugat câte ceva, fără a schimba prea mult din înfățișarea pe care a avut-o dintru început. 
Bisericuța din Goila este una modestă și aproape neschimbată de la momentul construcției. Altarul are un plan pentagonal, cu pereții longitudinali ușor retrași spre interior, iar laturile de răsărit se încheie în vârf ascuțit. Deasupra altarului, acoperișul este ușor denivelat față de coama acoperișului navei. Crucea din vârful turnului se ridică doar cu puțin peste acoperiș, deoarece clopotnița are un coif piramidal, terminat cu un glob, fără obișnuita săgeată. Pereții bisericii nu au linie verticală, ci una oblică, amintind parcă de funcțiile unor contraforturi, și sunt acoperiți azi cu un strat gros de ceamur, peste care s-au așternut straturi succesive de var. Grinda-tirant din naos prinde pereții de nord și sud, asigurând stabilitatea bolții semicilindrice, făcută din bârne mai subțiri, legate prin cuie de lemn în arcul dublou median. Console nu există, acoperișul pornind direct din cununa superioară a pereților, iar cheotorile sunt ascunse. Lipsa elementelor decorative este suplinită prin piesele de mobilier, specialitatea locuitorilor satului.
Ușile altarului pictate pe pânză, au fost realizate de David Zugravu. Inscripția de pe ușa diaconească atestă:"...s-au zugrăvit la anul 1764. David Zugravu". La ușa „proscomidiei”, inscripția reamintește numele talentatului pictor de biserici: „să se știe că acsete dveri amu zugrăvitu eu David zugravu ...”  Precizările anului și numele zugravului sunt date deosebit de importante pentru conturarea  vieții și activității celui care a fost cu adevărat un mare artist al vremii sale. 
Un număr de 14 icoane pe sticlă, toate lucrate de pictorii iconari de la Nicula, împodobesc pereții bisericii.  Dintre icoanele pe sticlă, o „Sfântă Troiță” este  cu totul ieșită din comun, artistul popular contopind într-o figură trei fețe distincte încadrate în nimbul triunghiular. O imagine similară nu se întâlnește în Bihor decât pe un perete al altarului bisericii de lemn din Șebiș. Cele mai multe din icoanele de la Goila datează din secolul al XVIII-lea. 
Mai mulți cercetători amintesc că la biserica din Goila se afla înainte vreme o Cazanie scrisă la 1724 de copistul „Popa Ioan din Țara Leșească lăcuitoriu în Bălaia”. Nu se știe nimic de urmele acestui manuscris. 

## Imagini din exterior

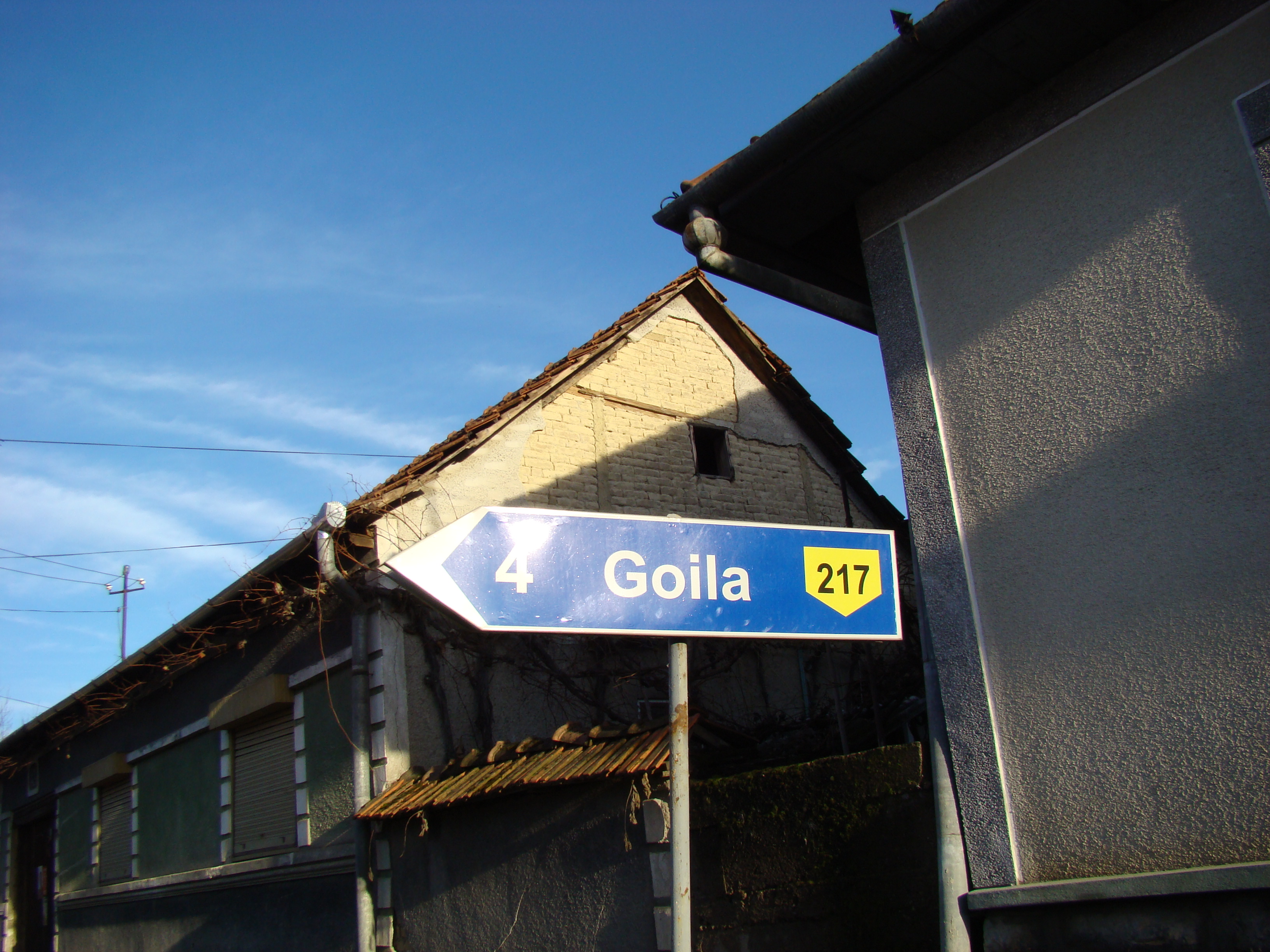
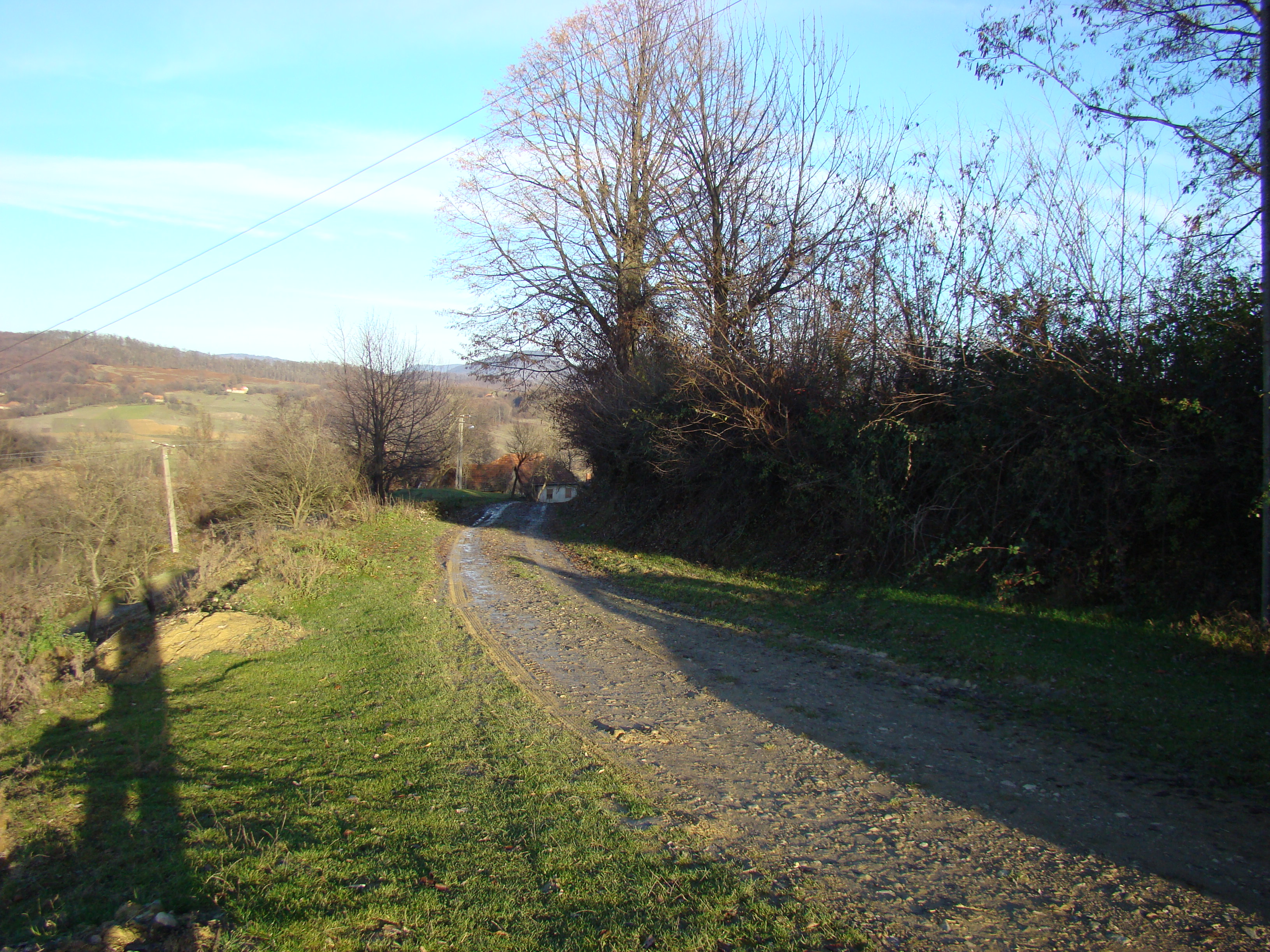
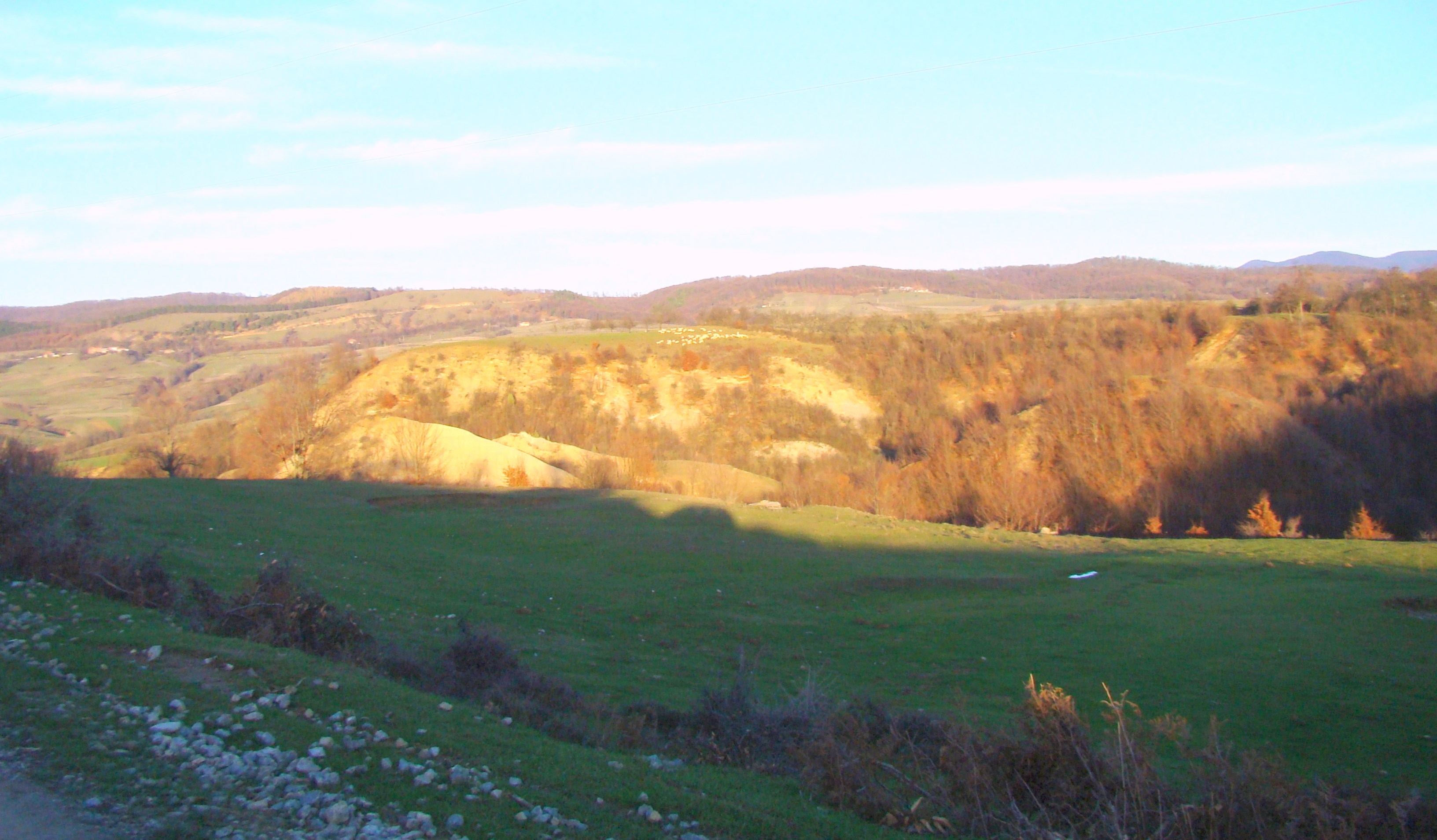
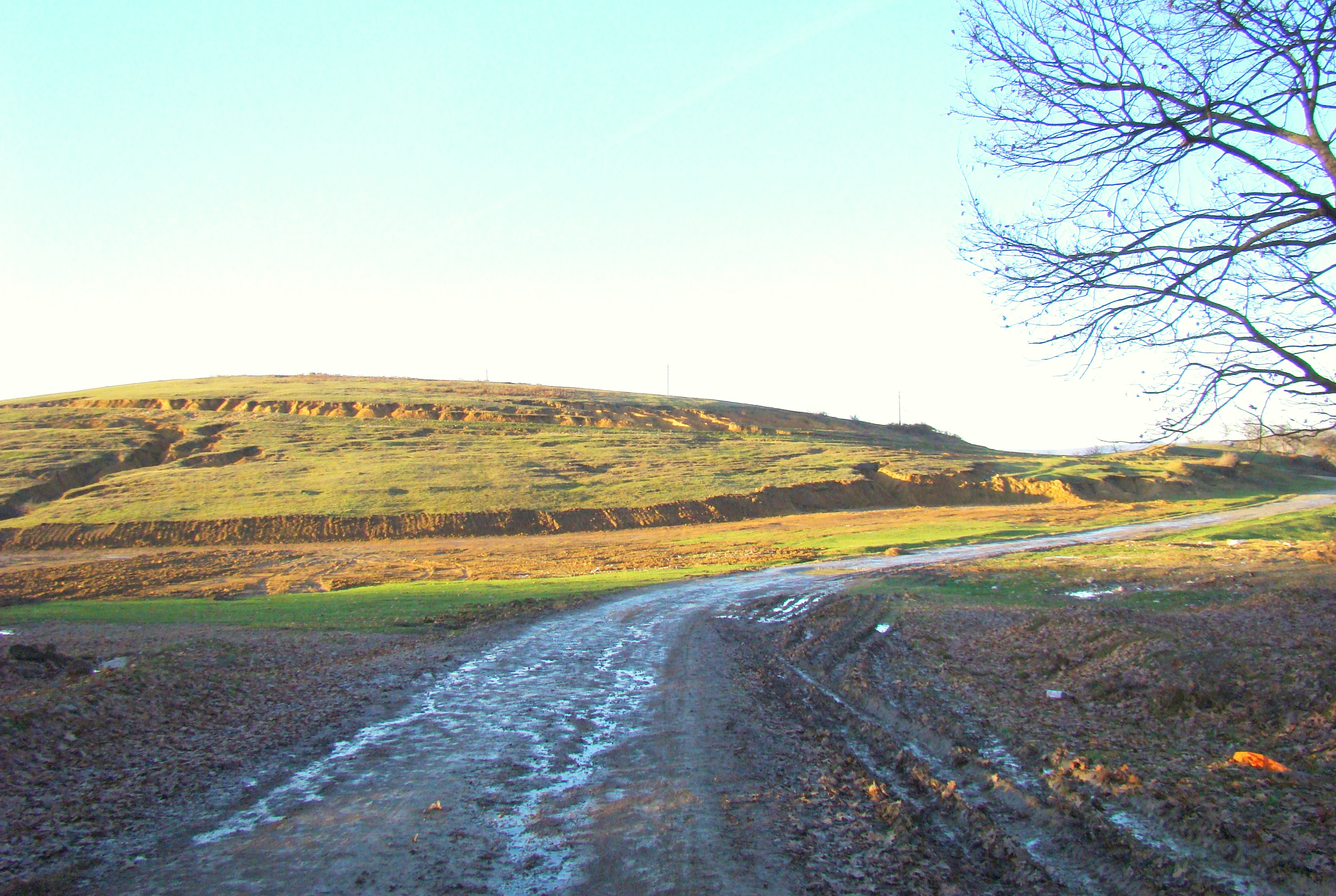
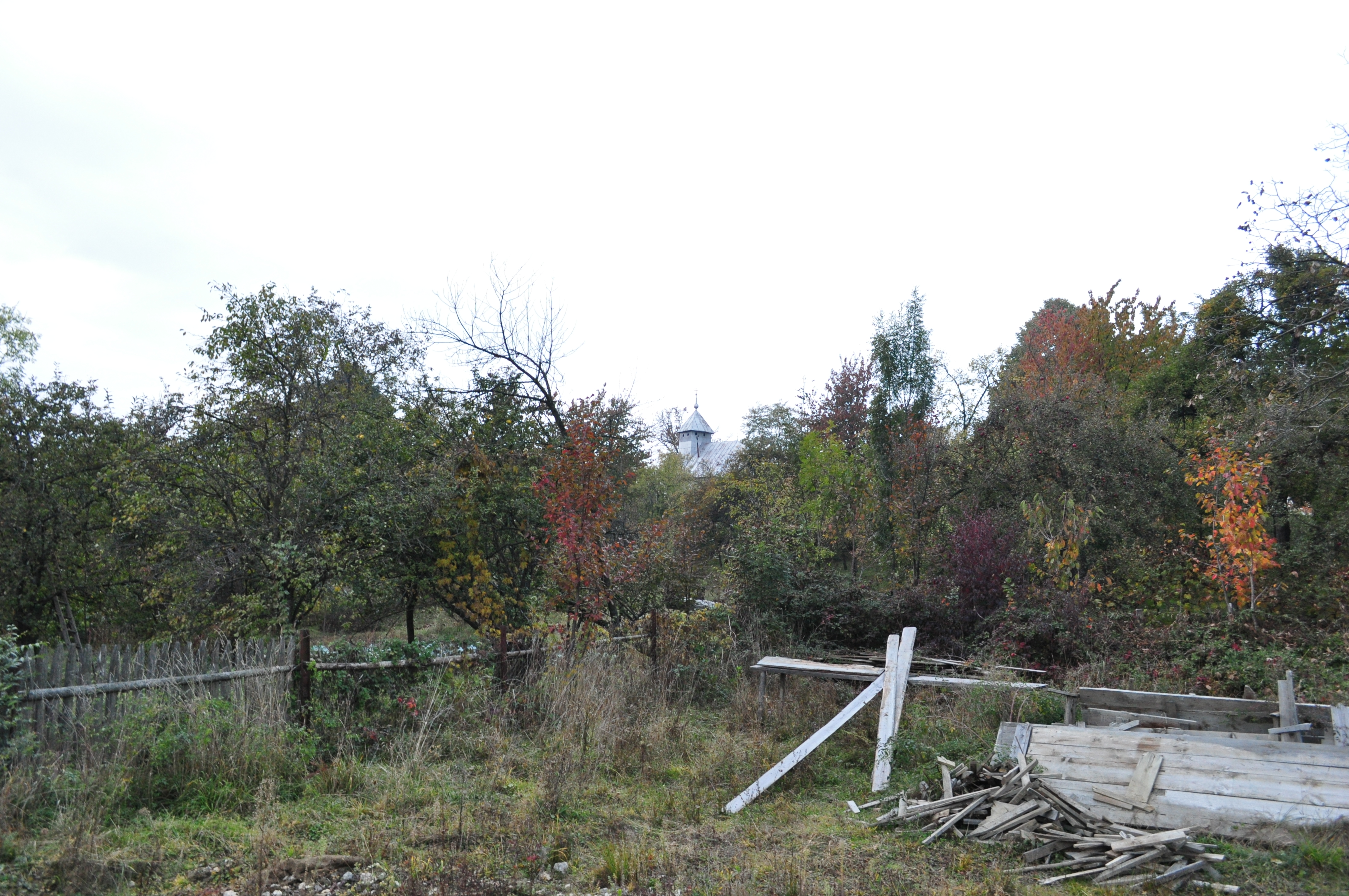
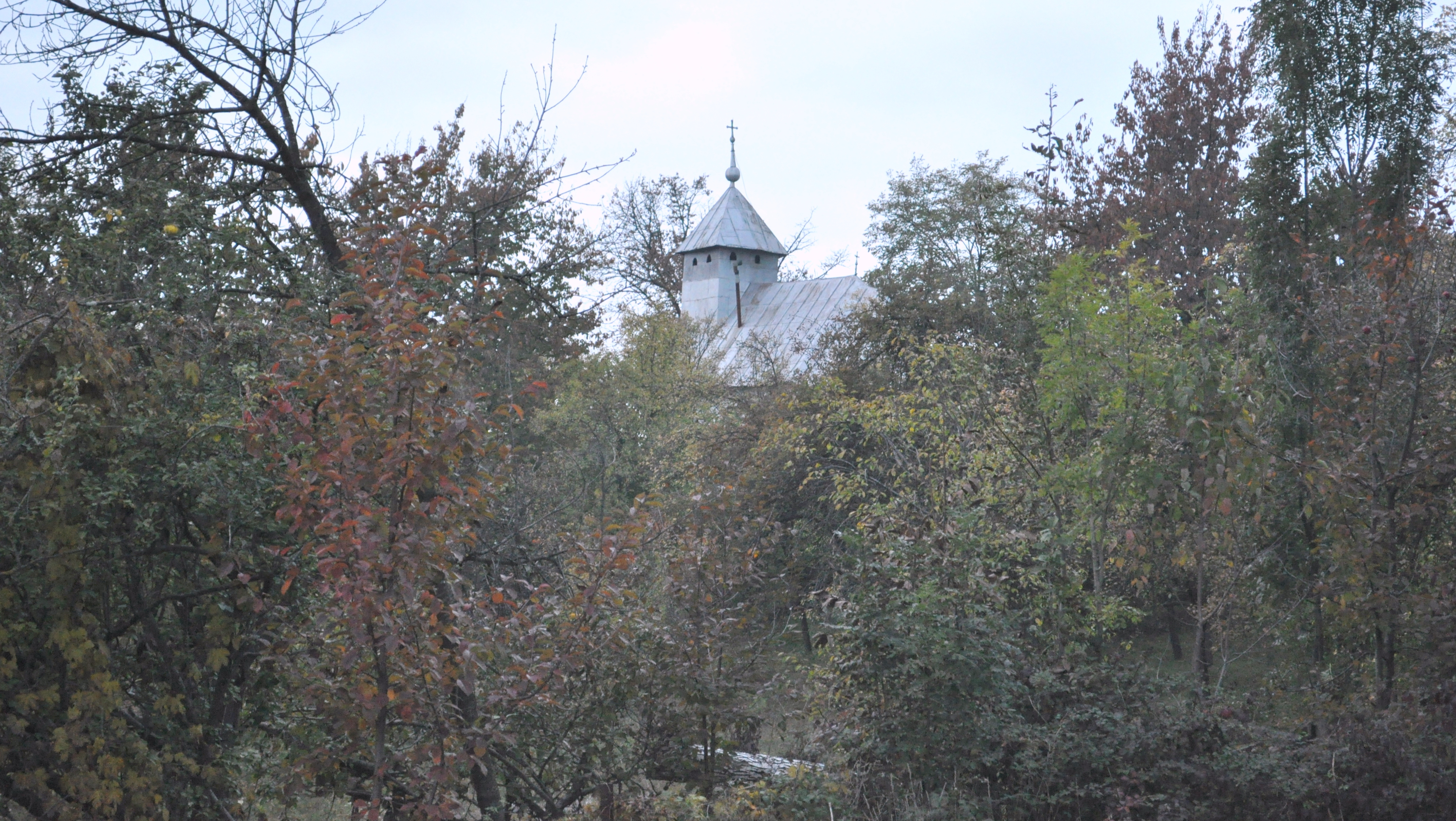
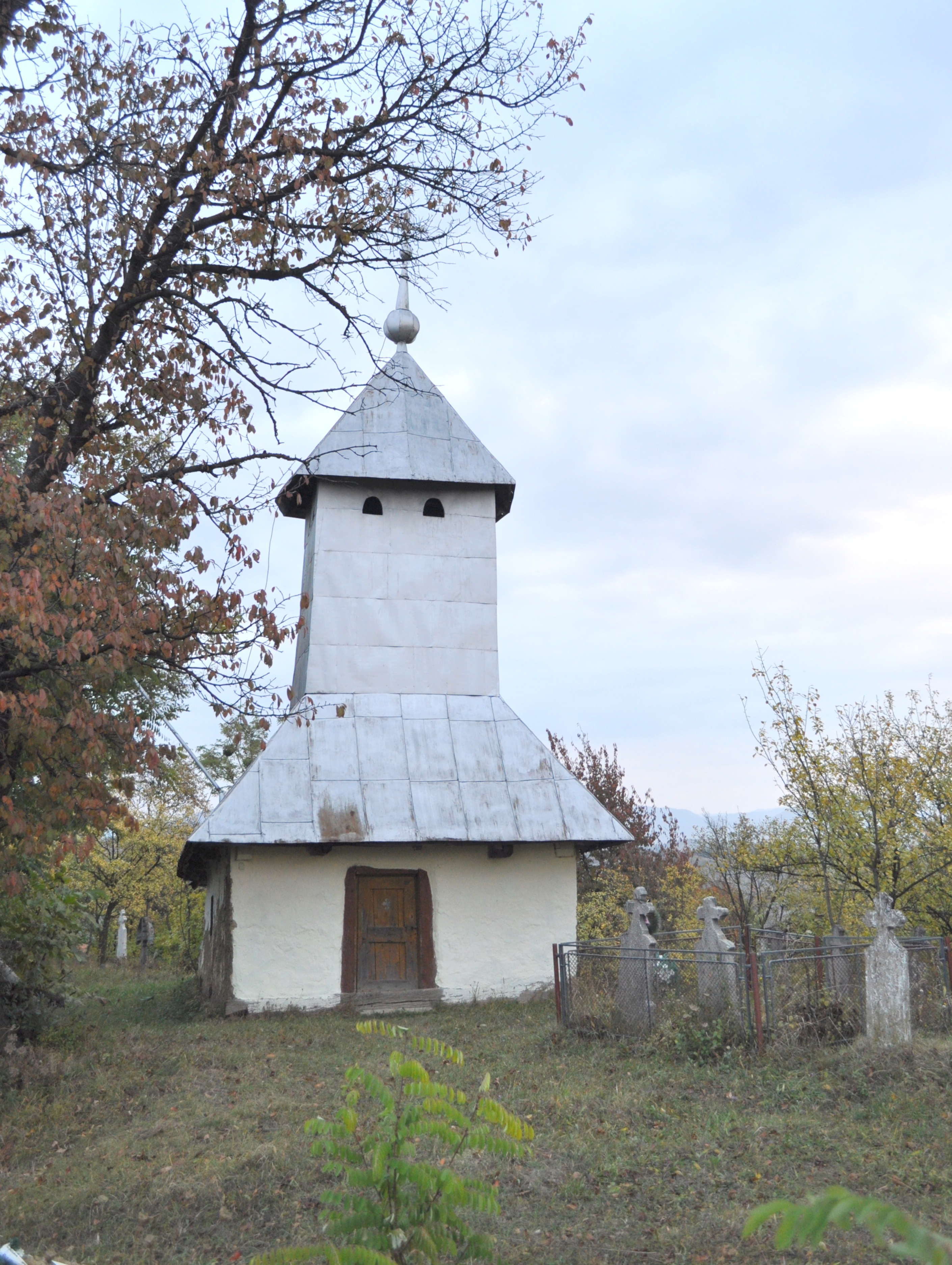
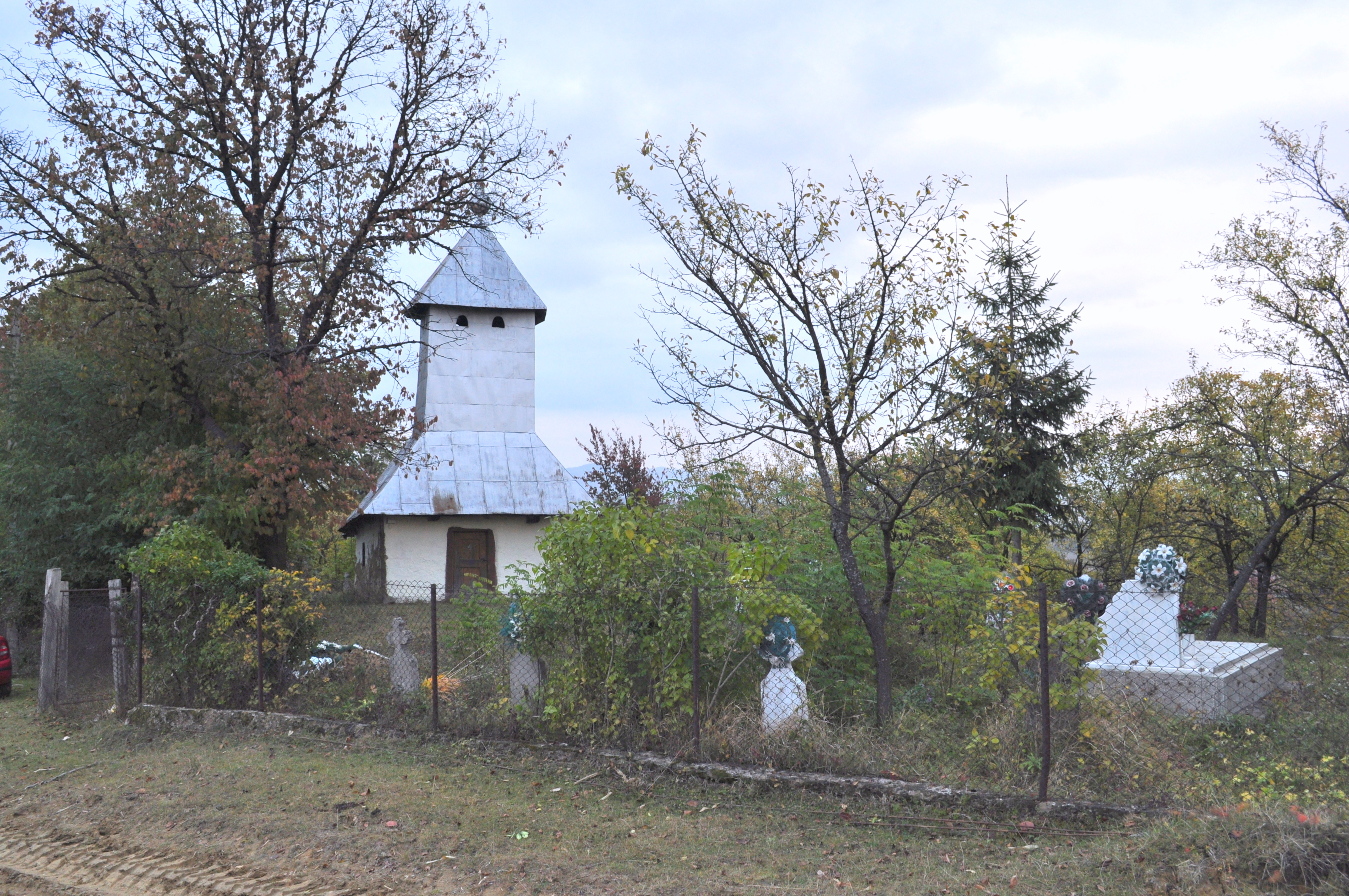
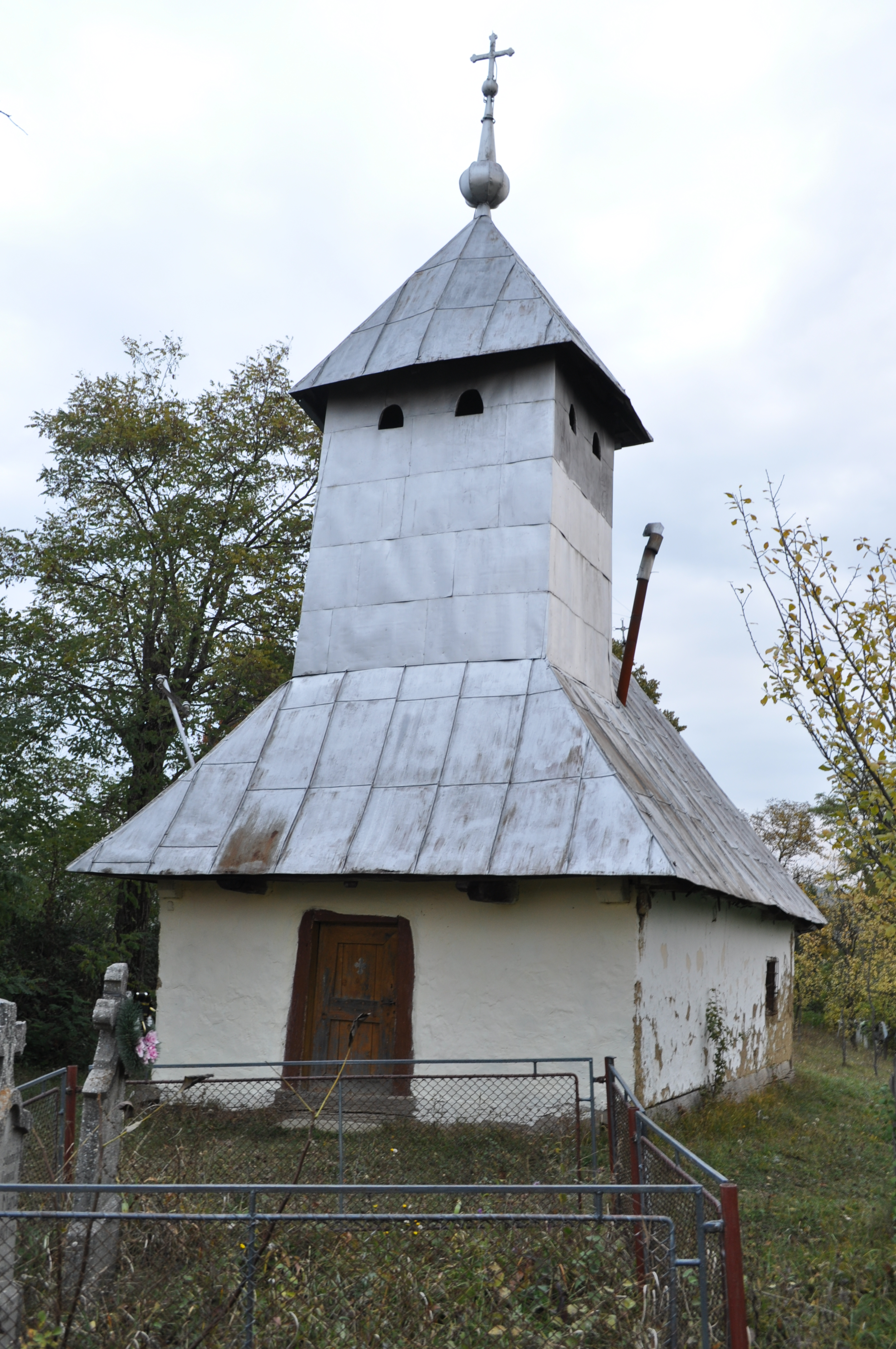
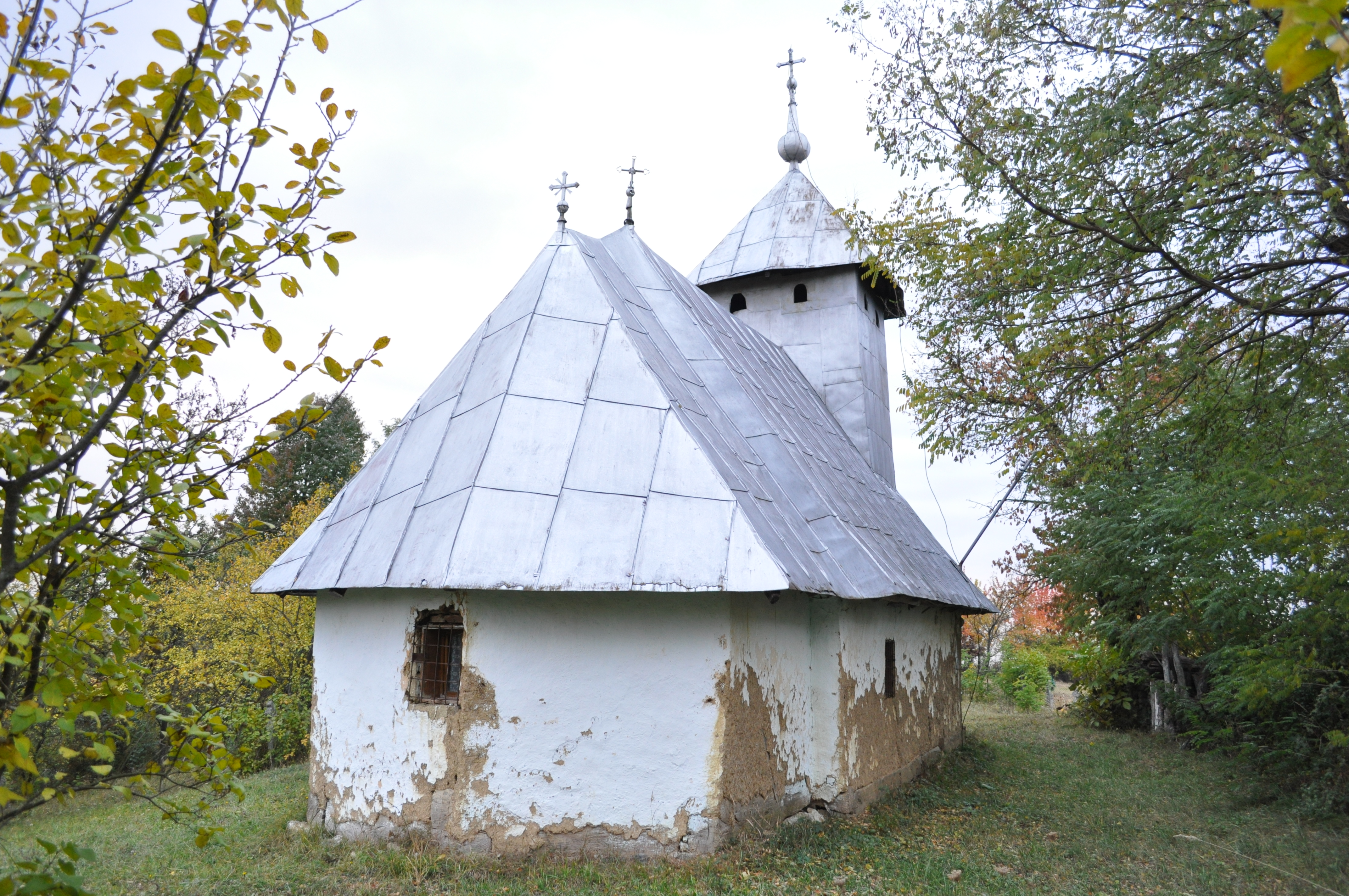
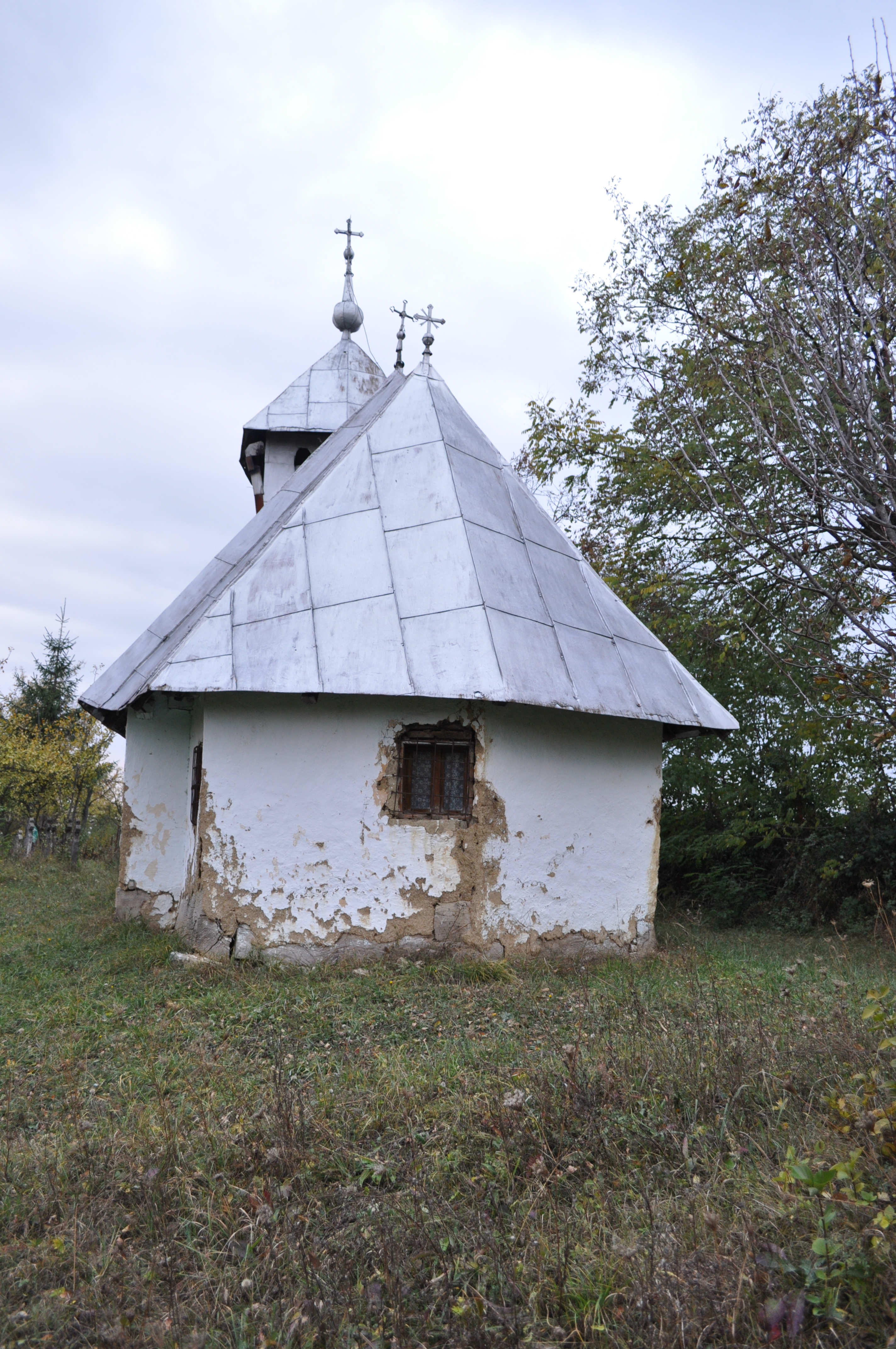
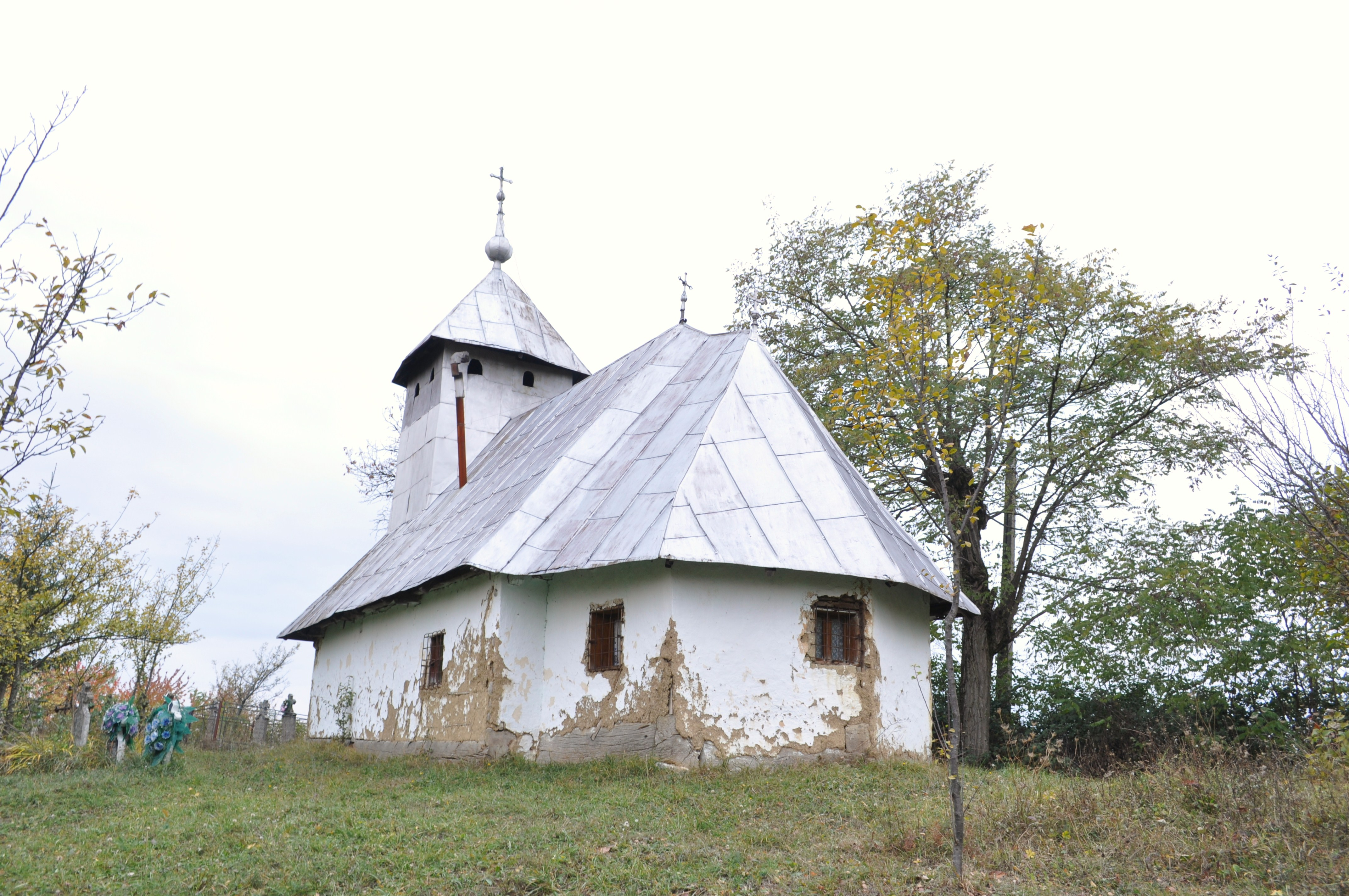
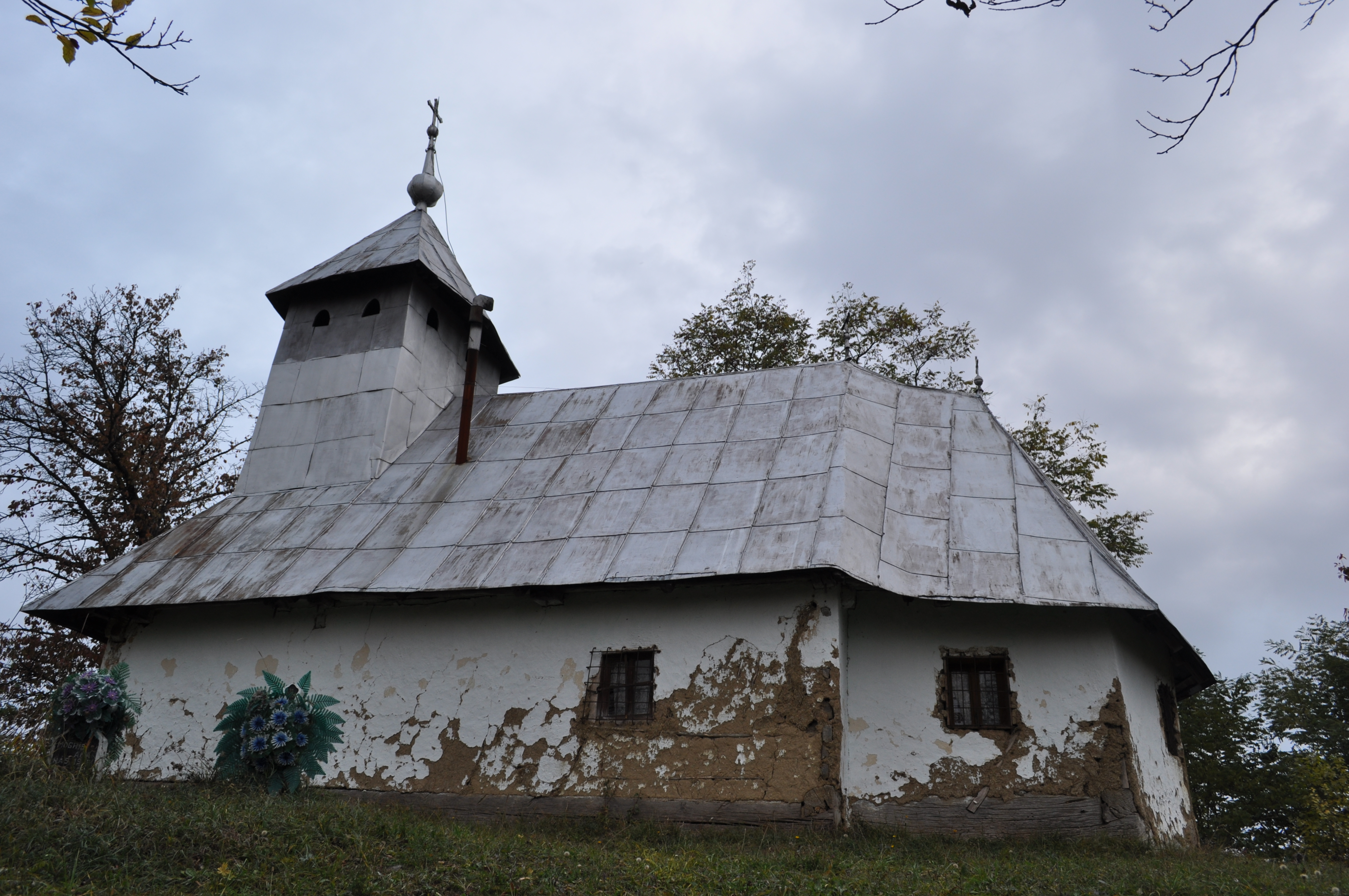
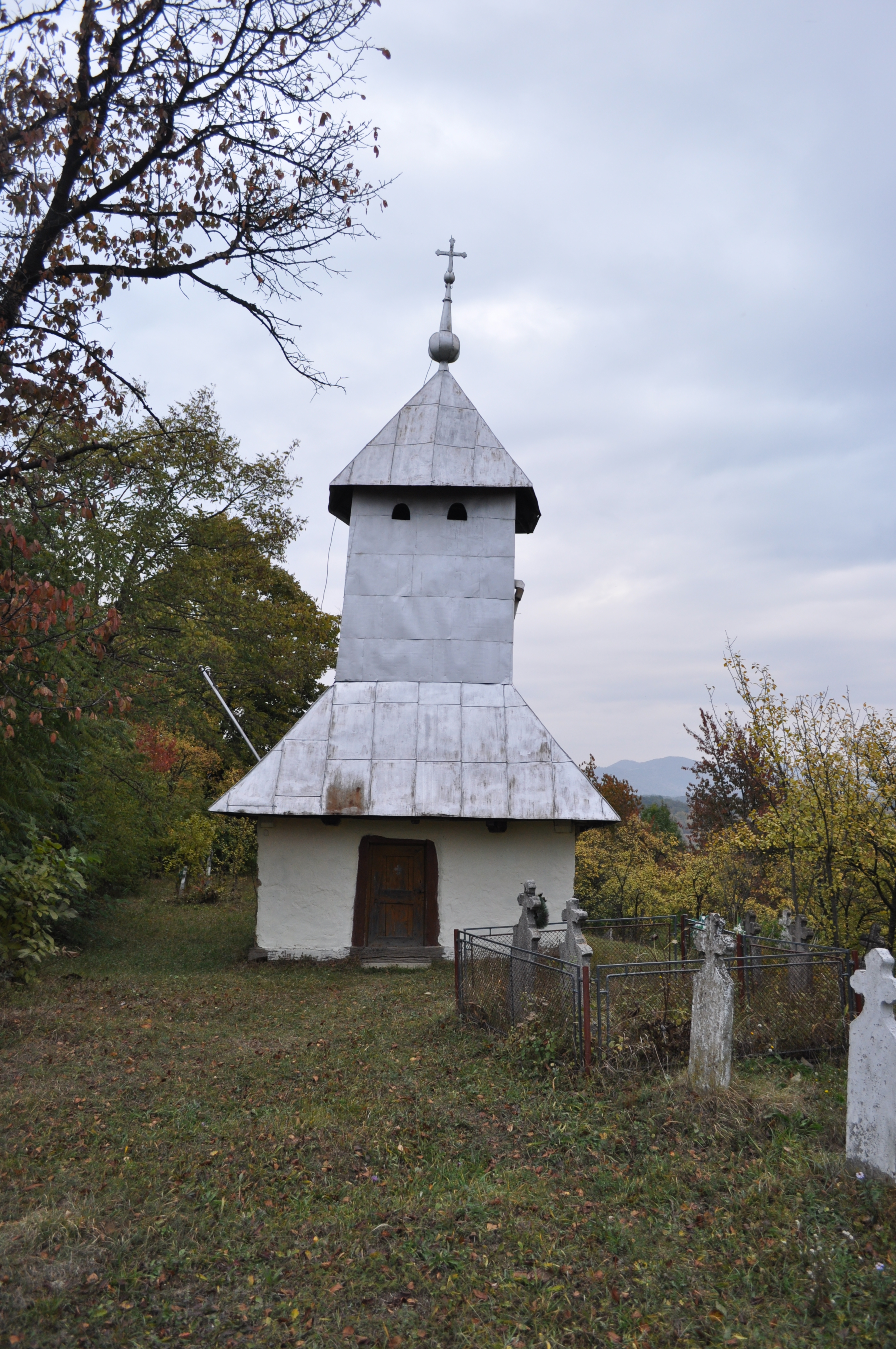
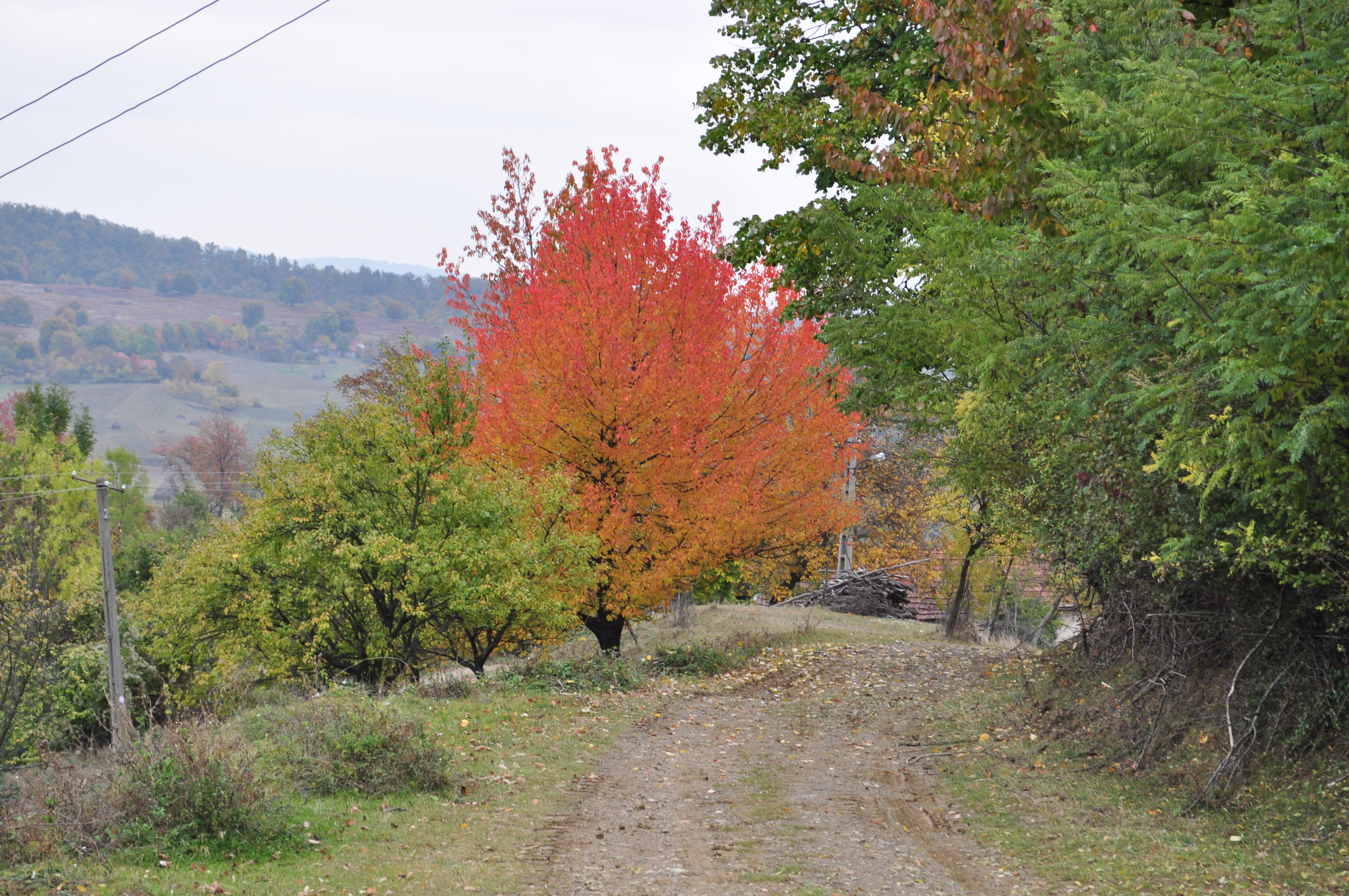
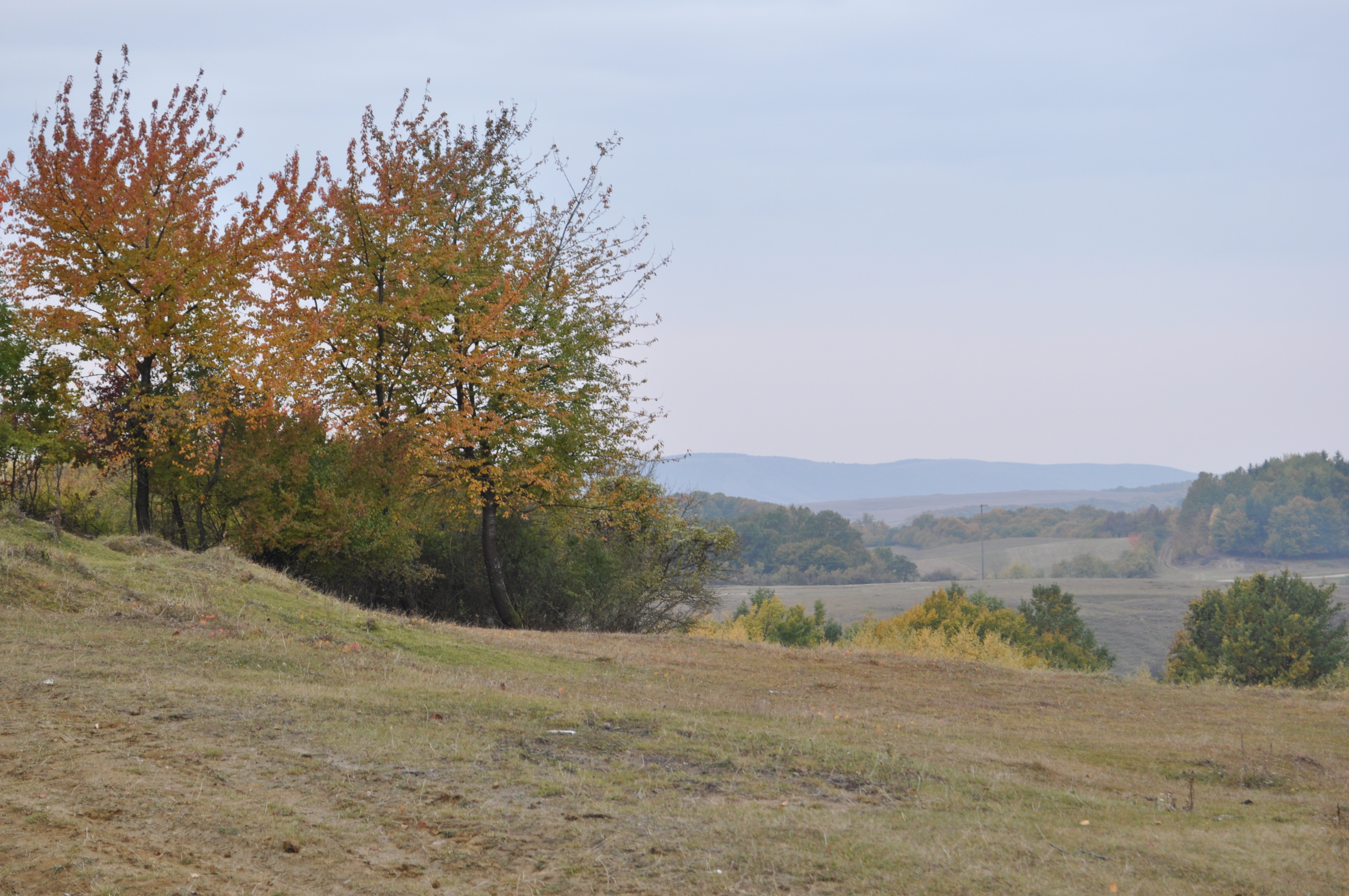
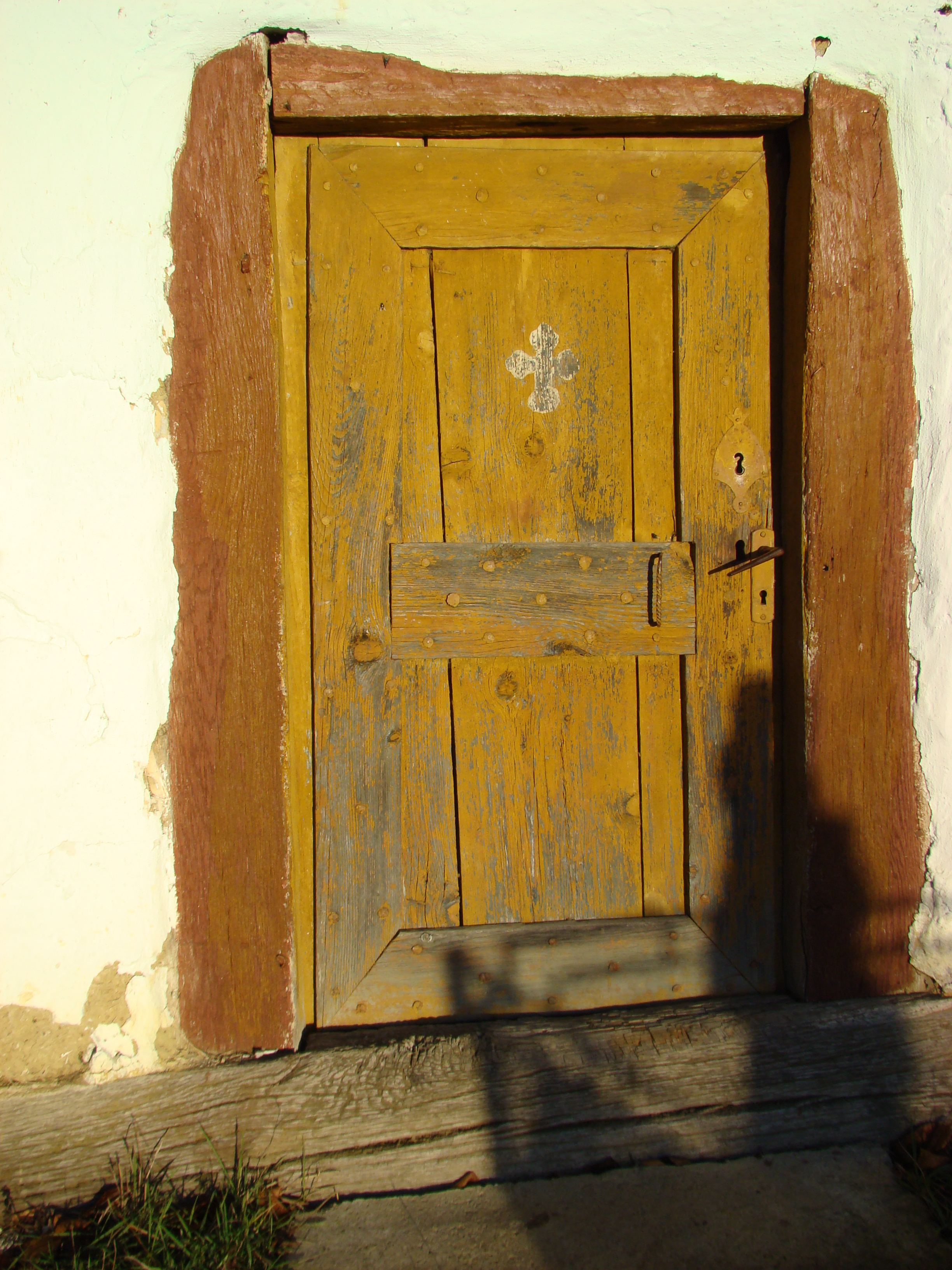
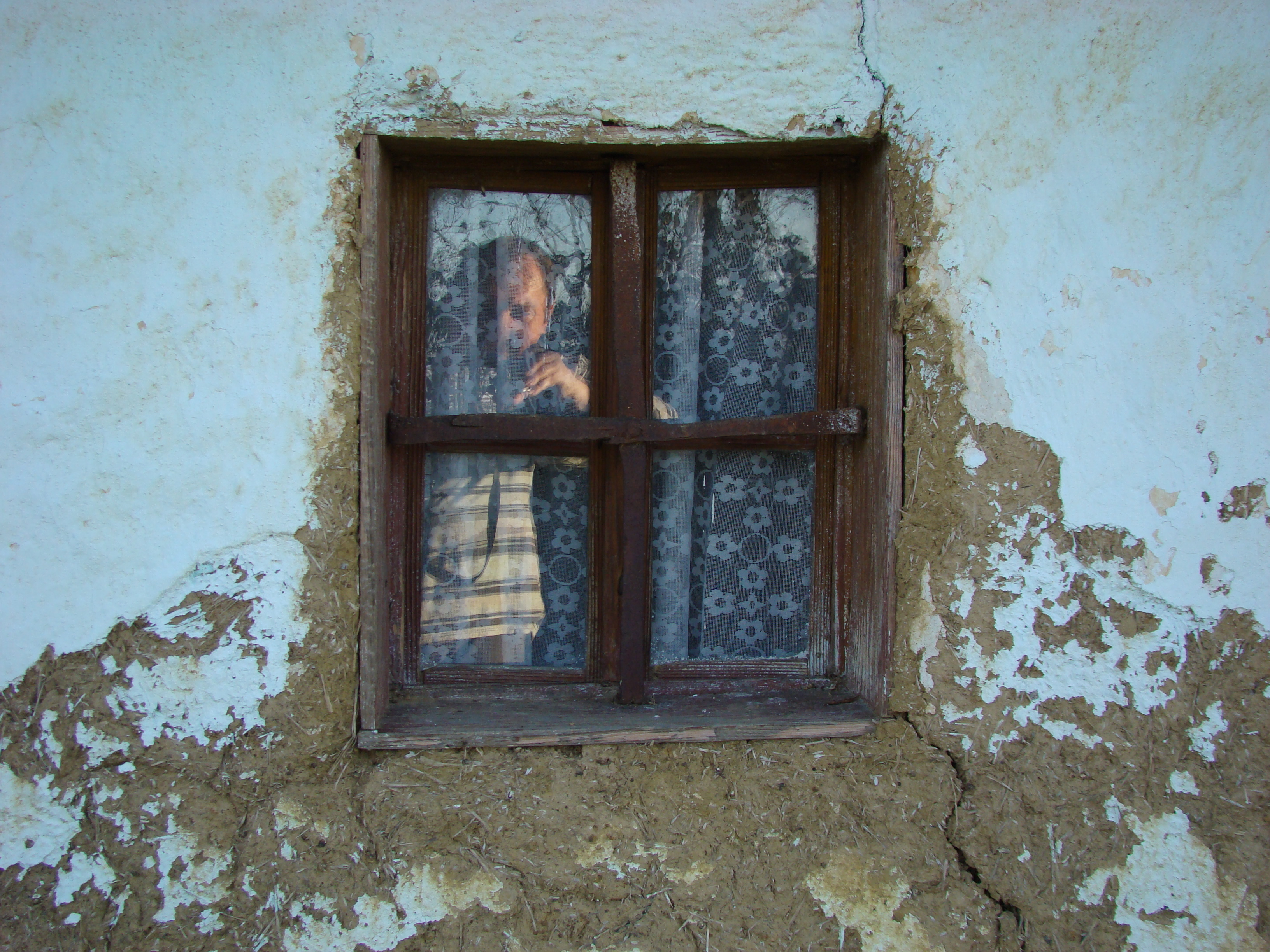
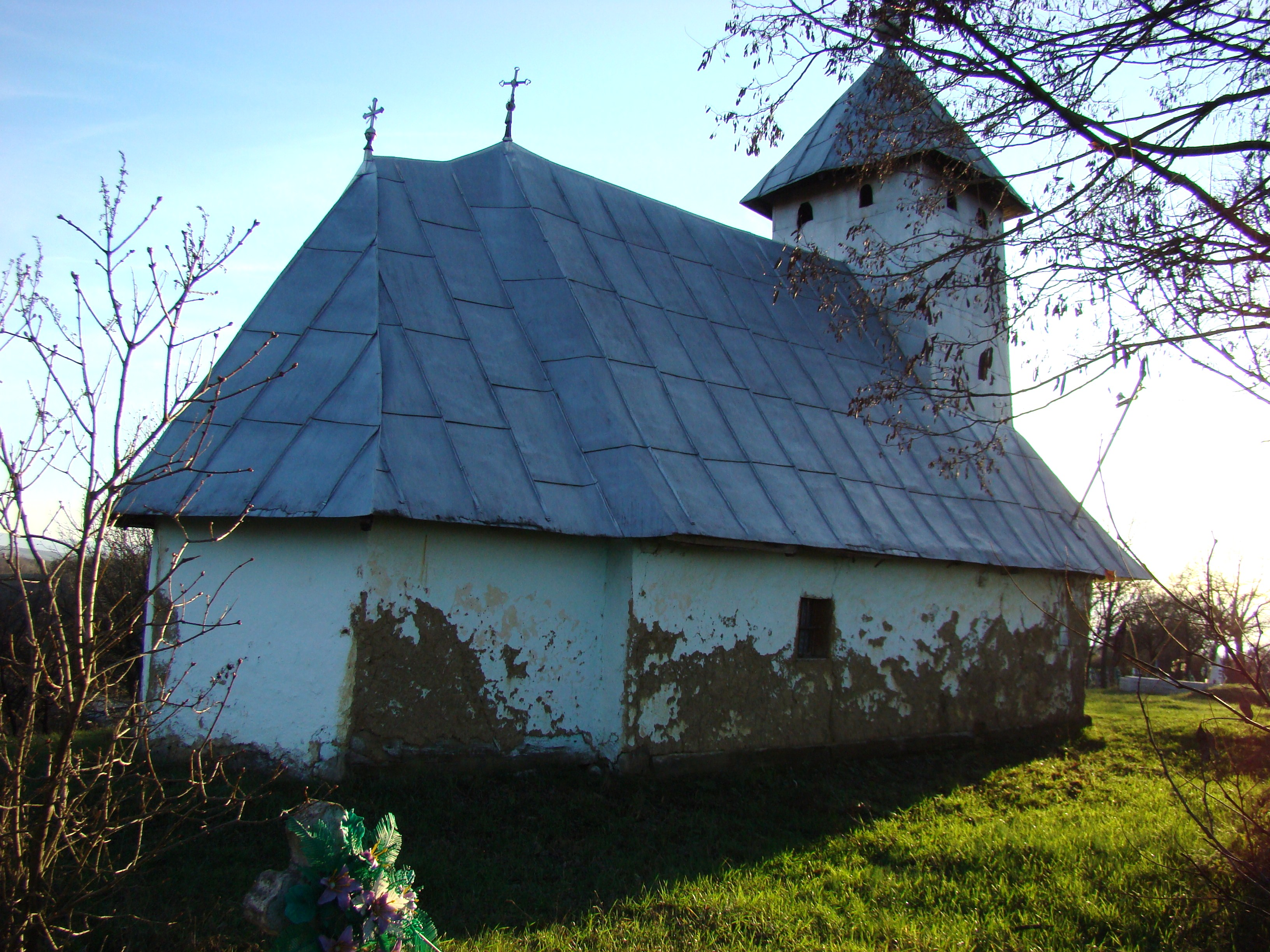
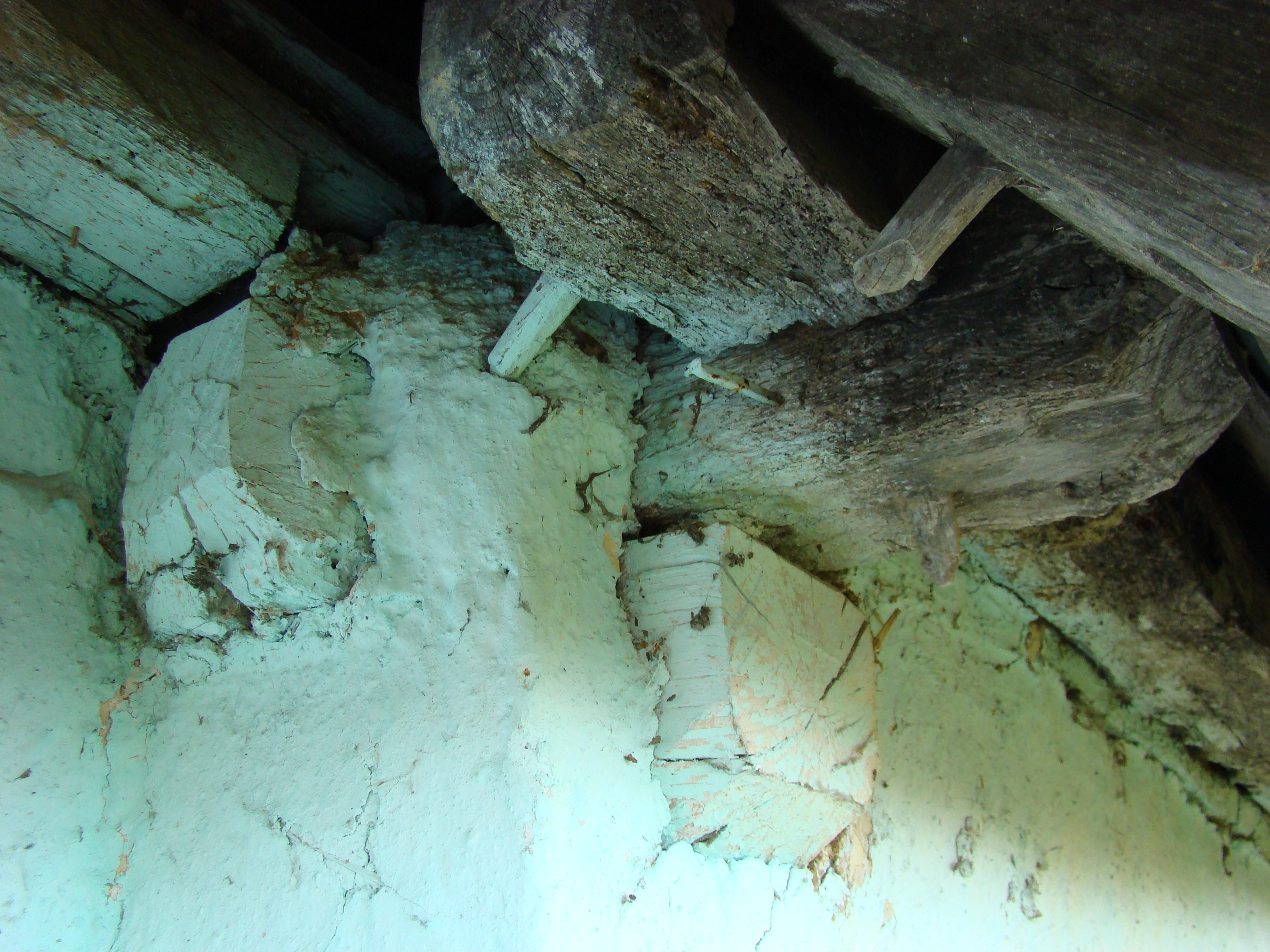
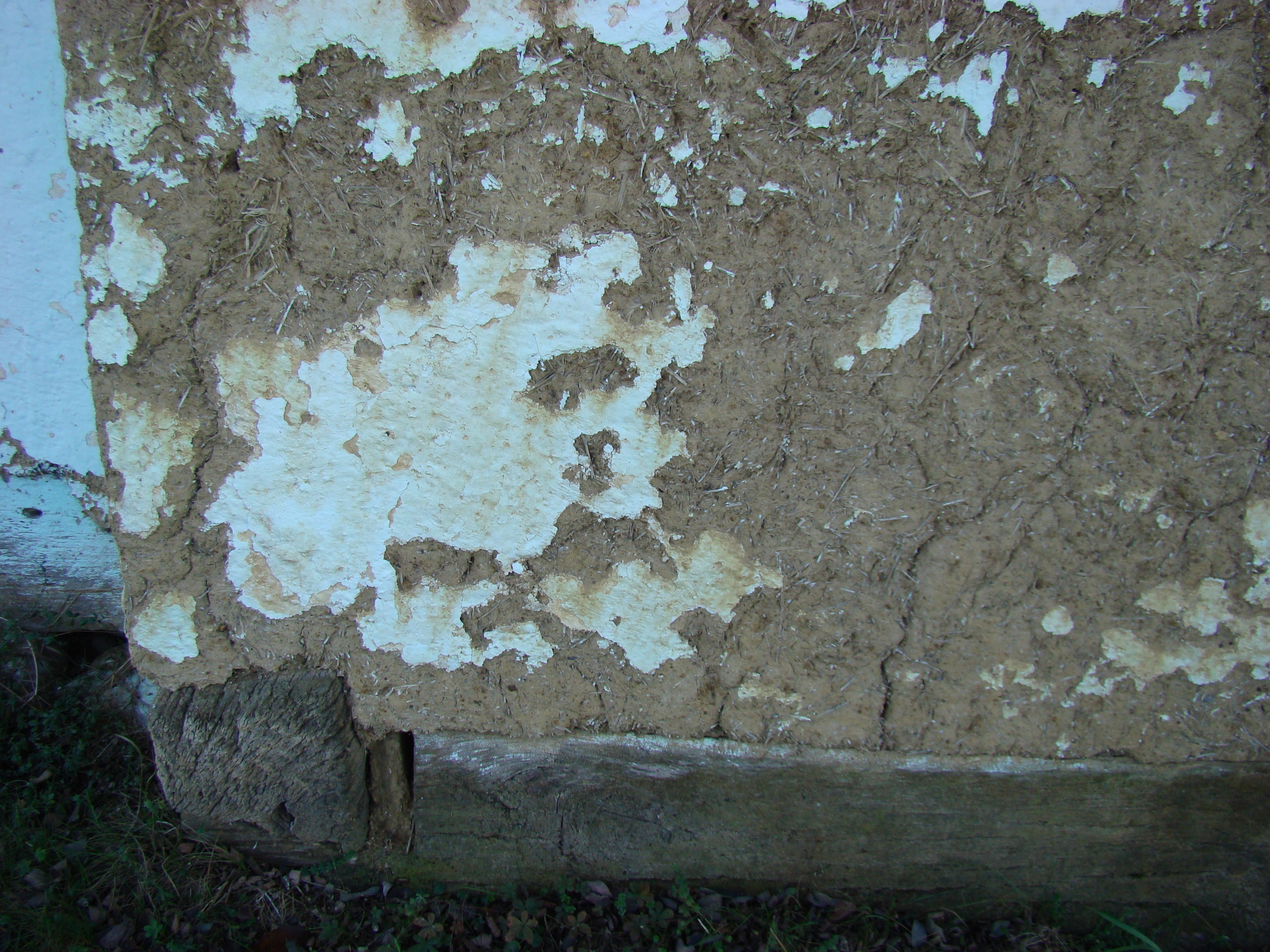
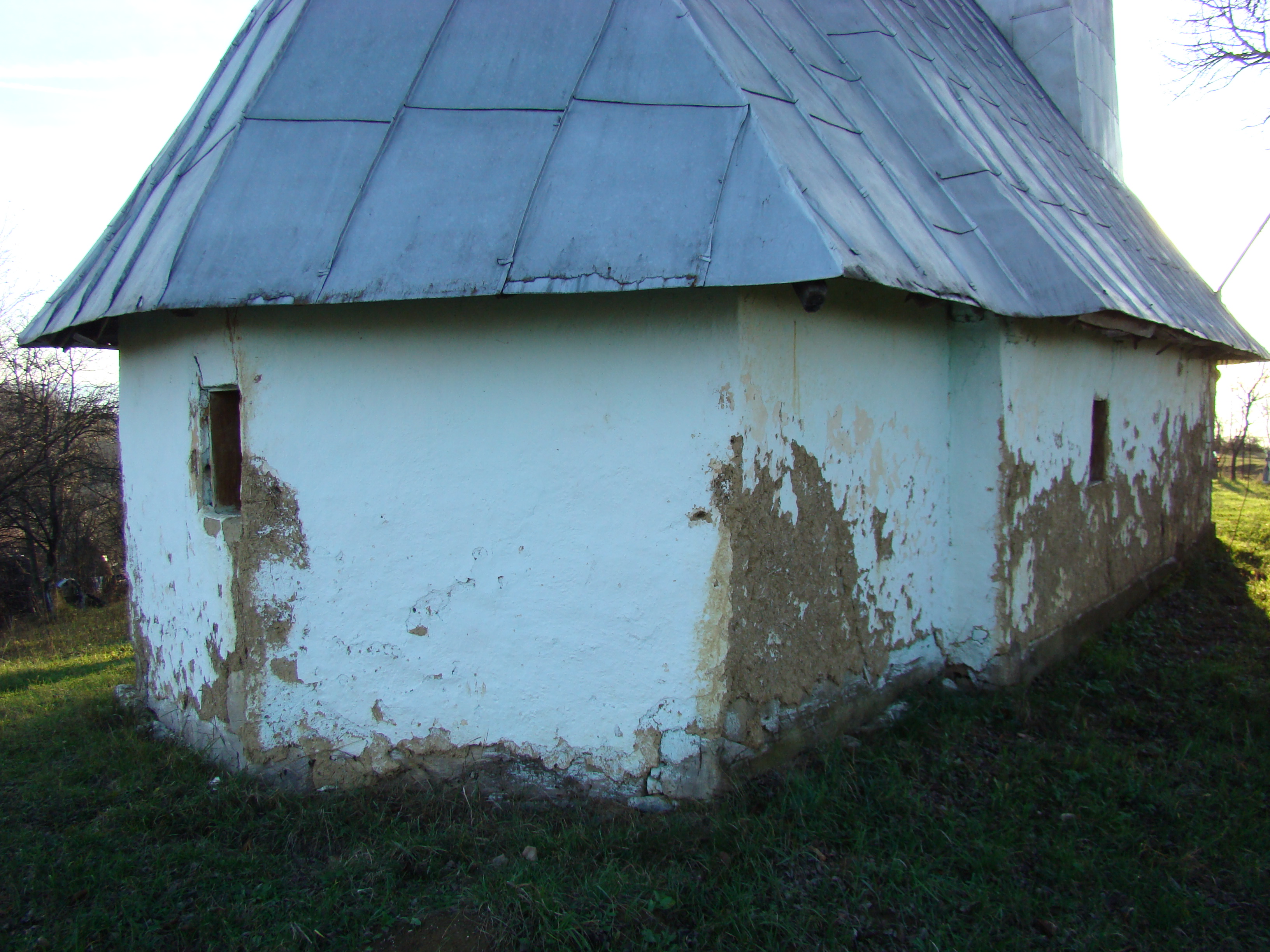
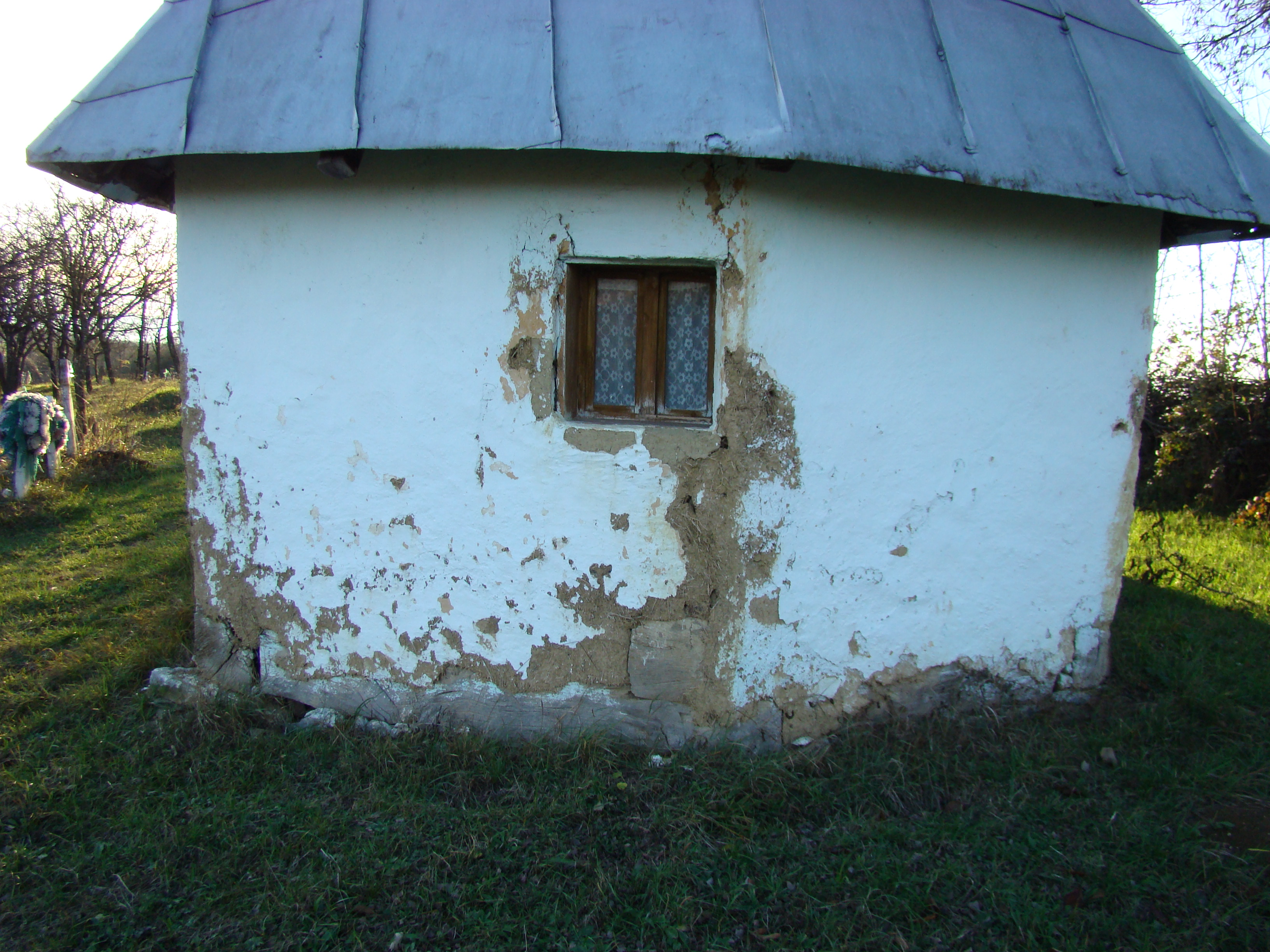
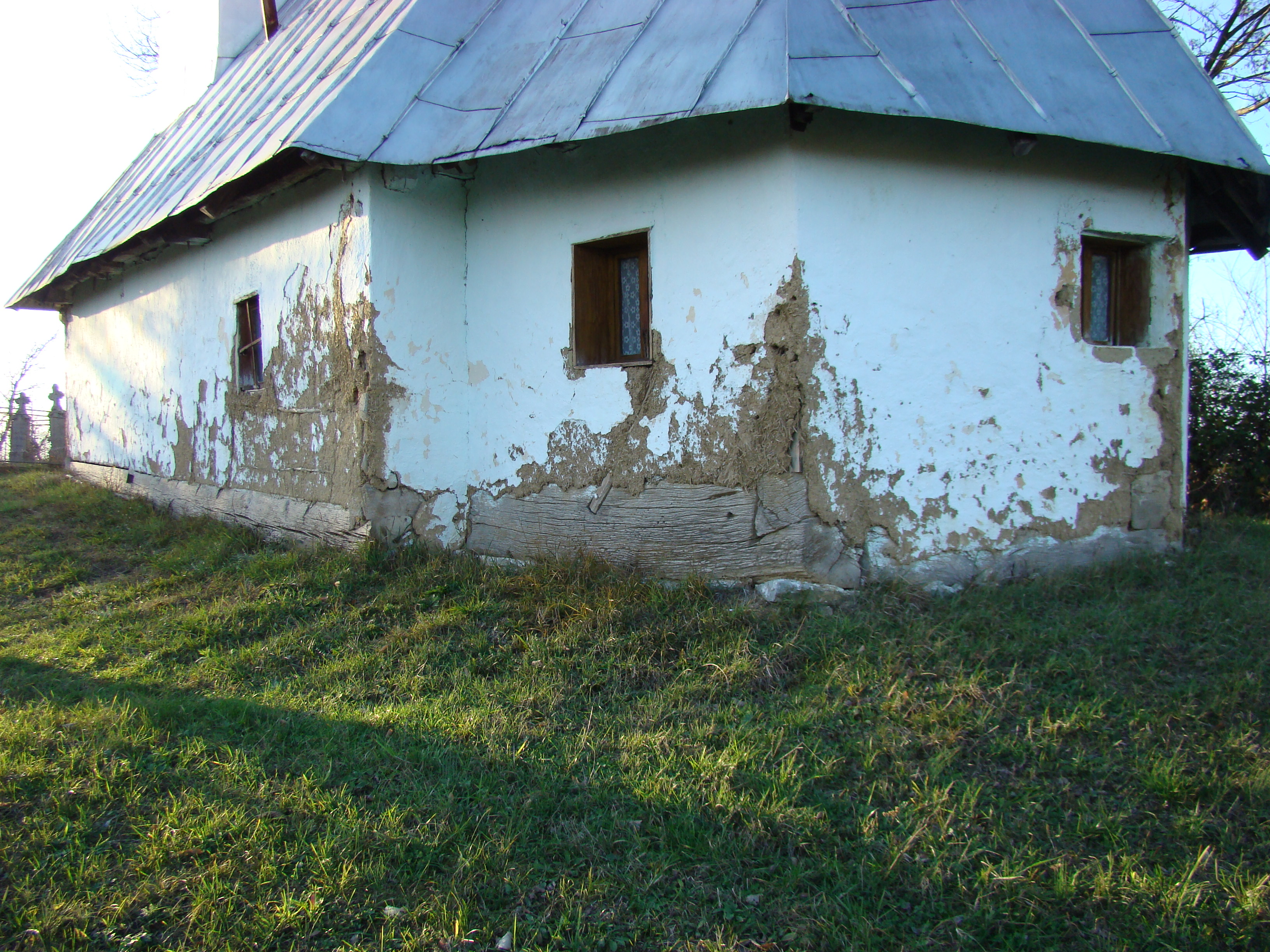
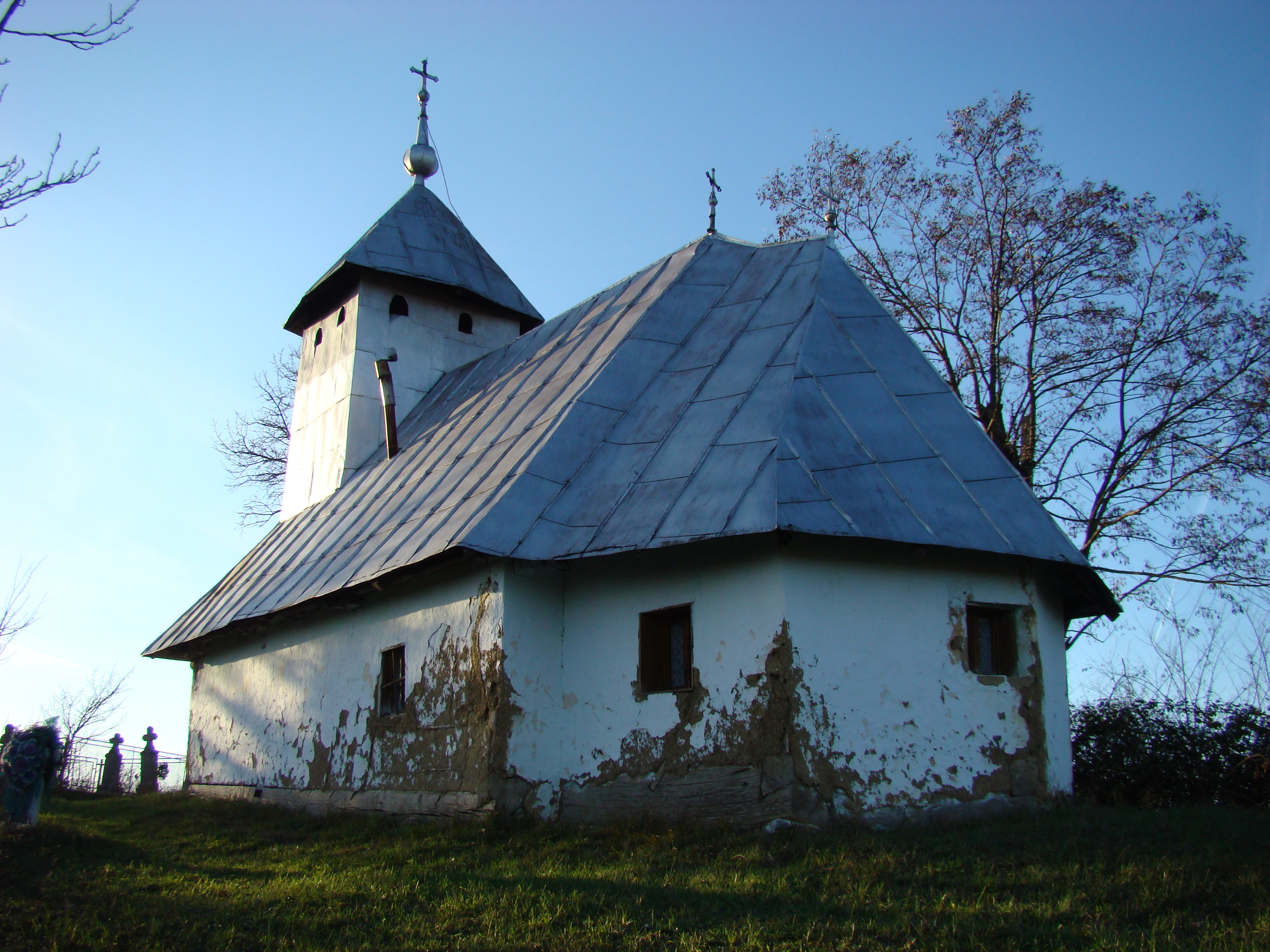
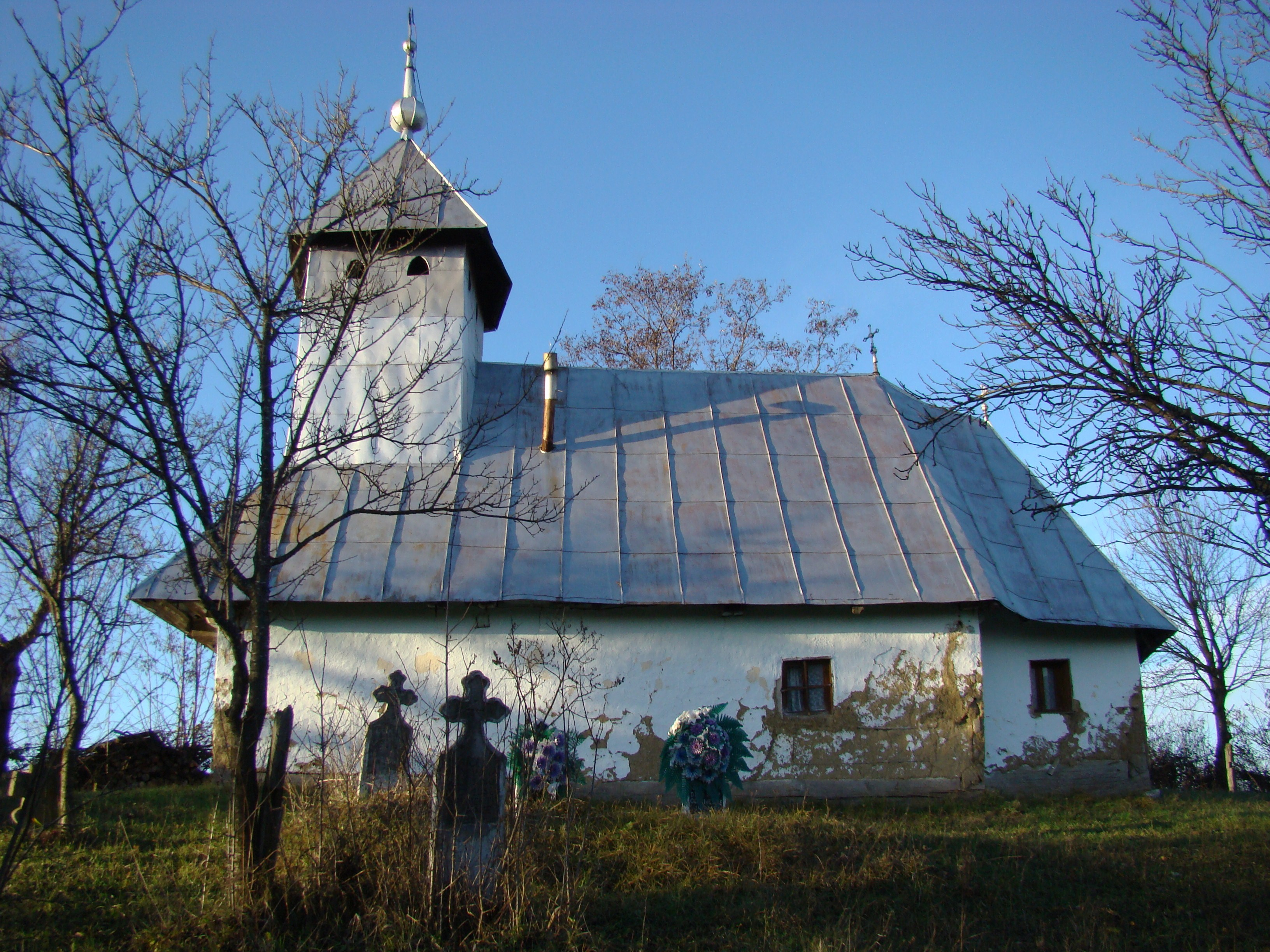
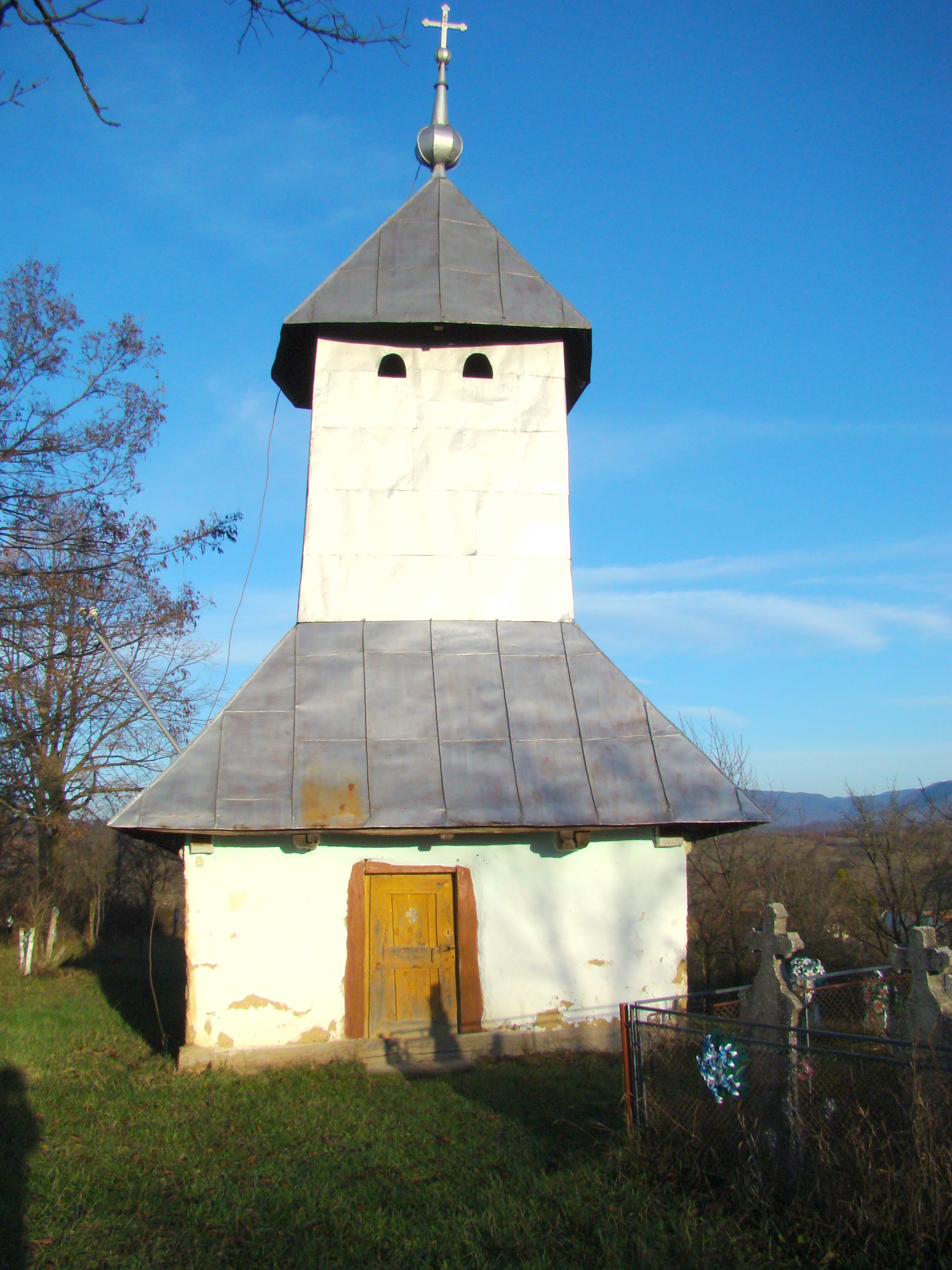
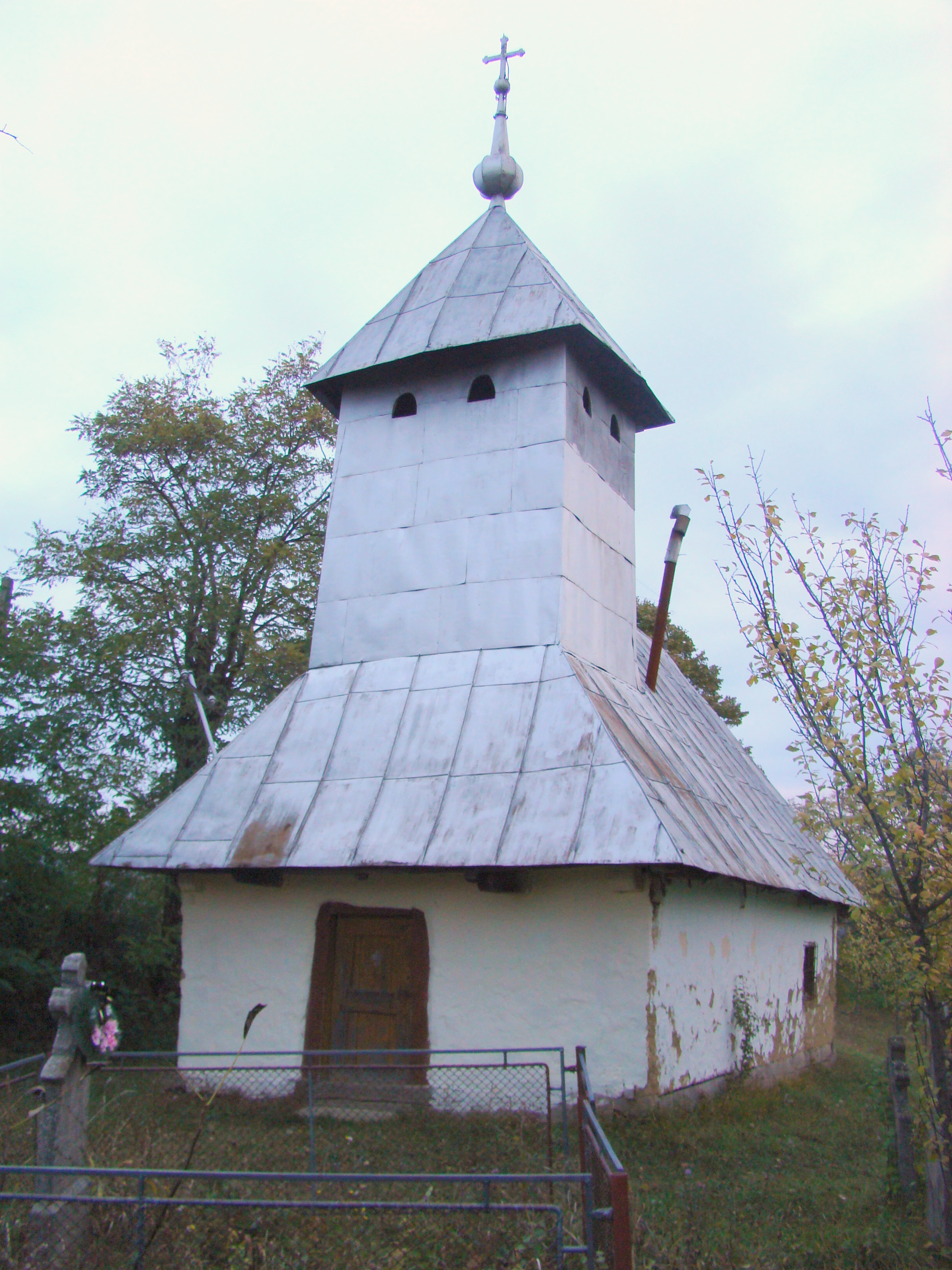
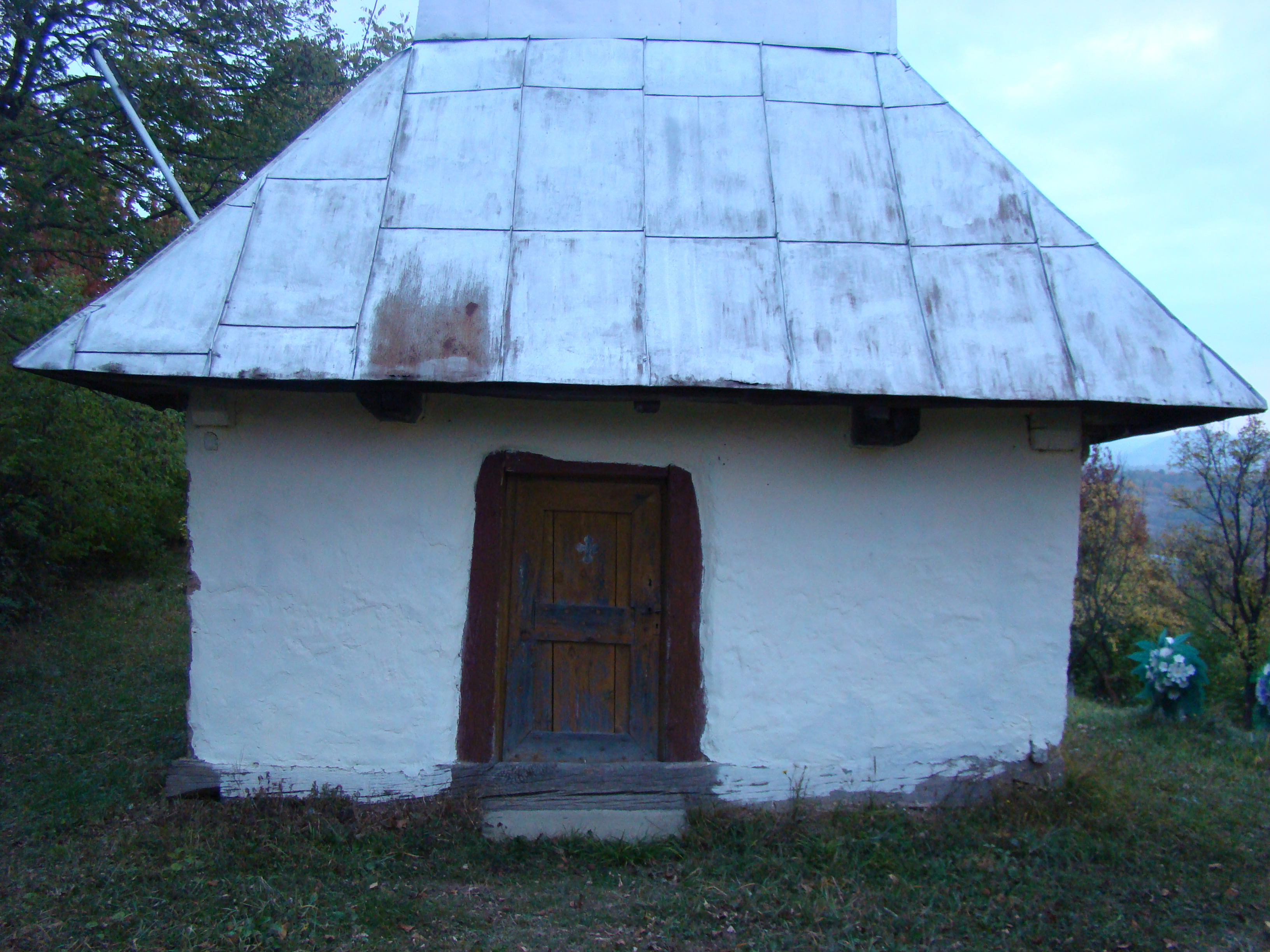
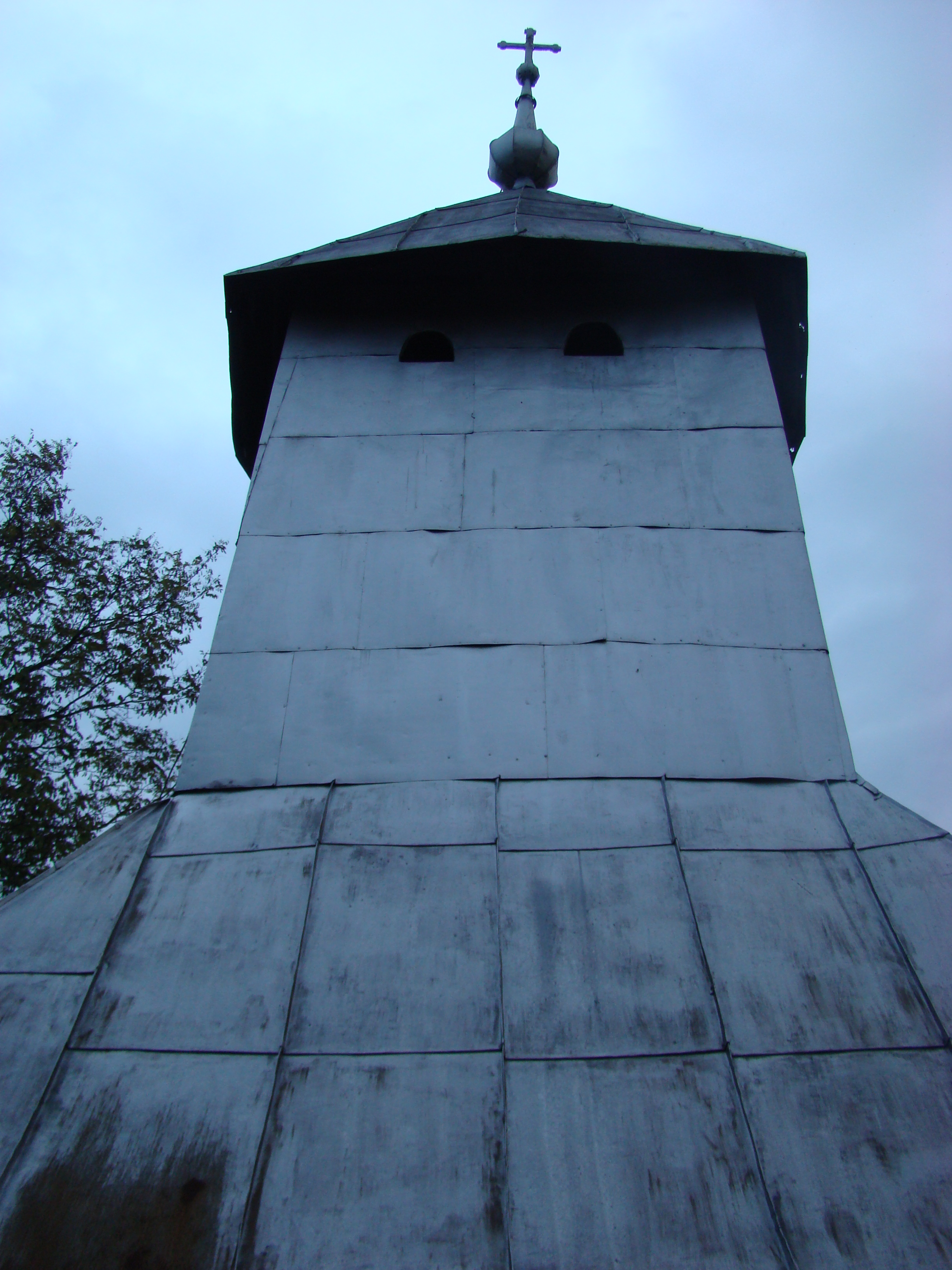
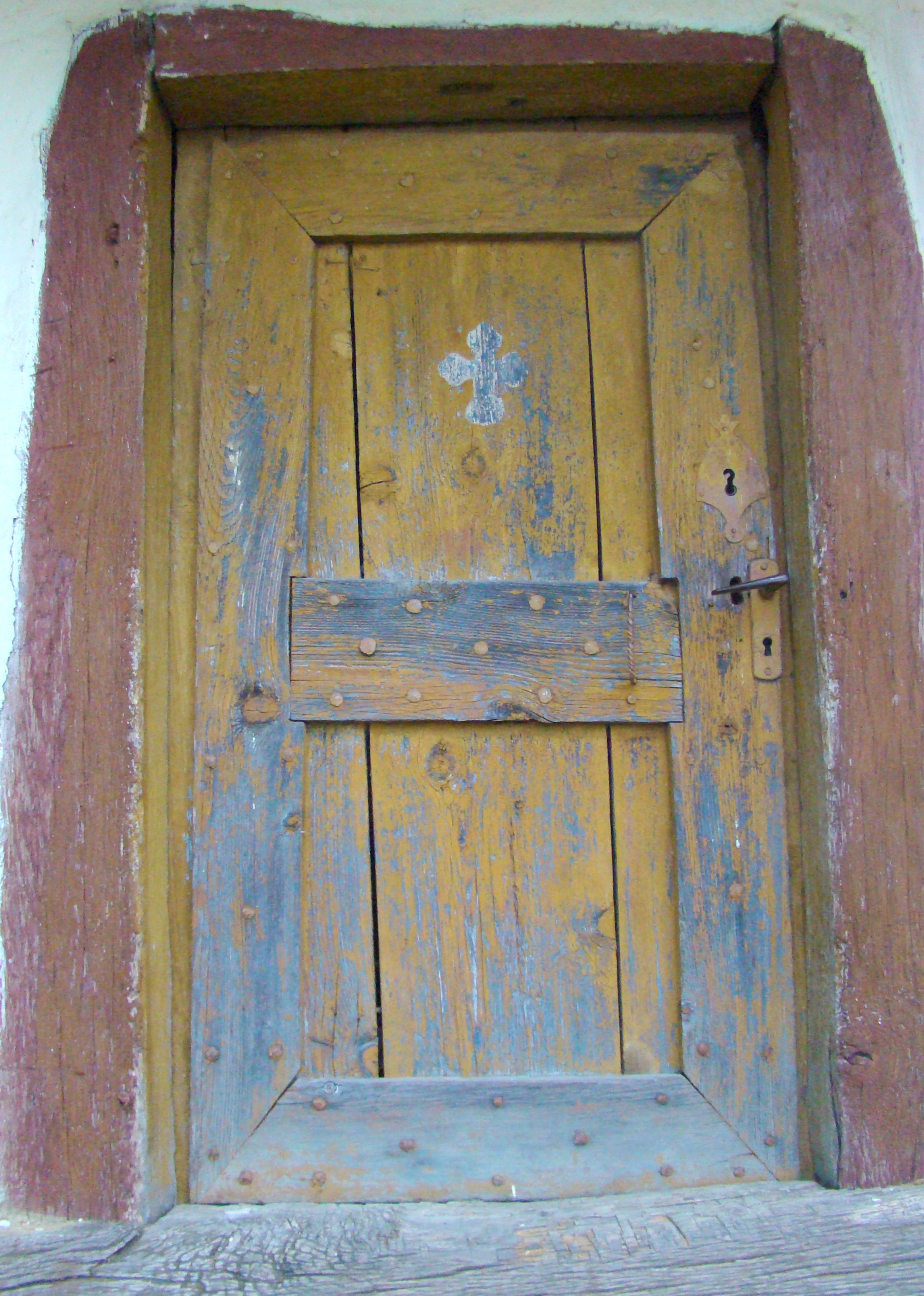
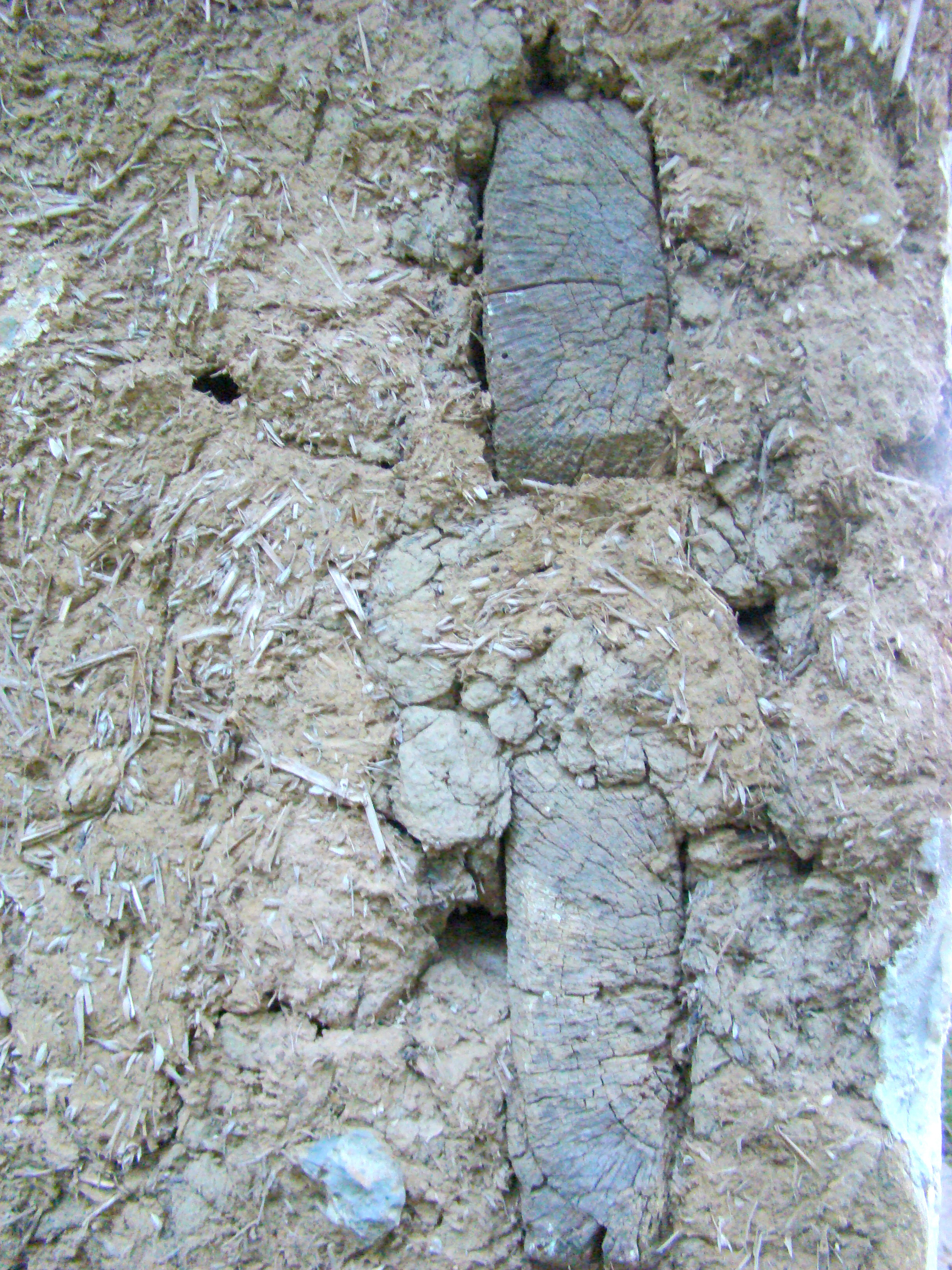
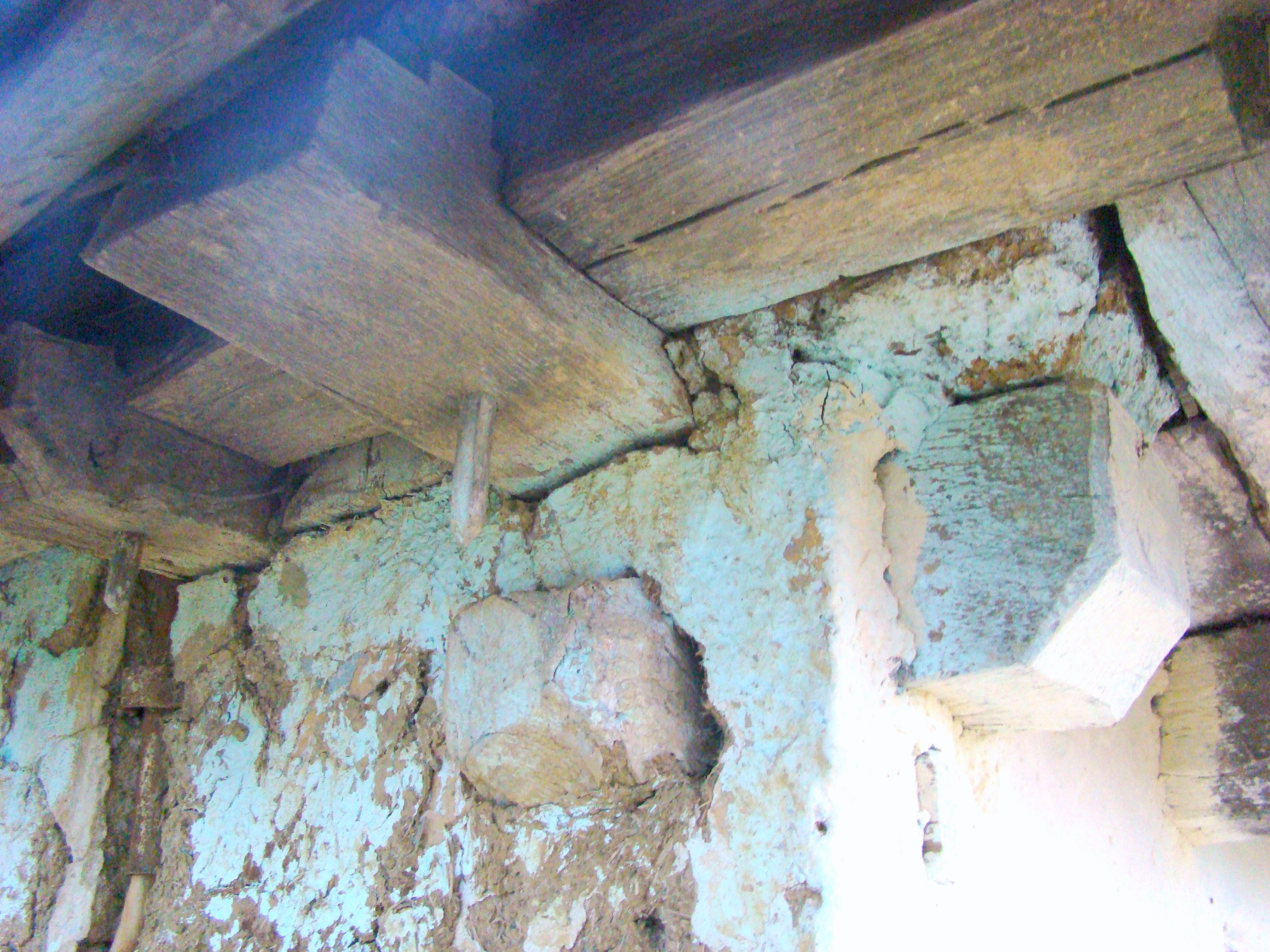
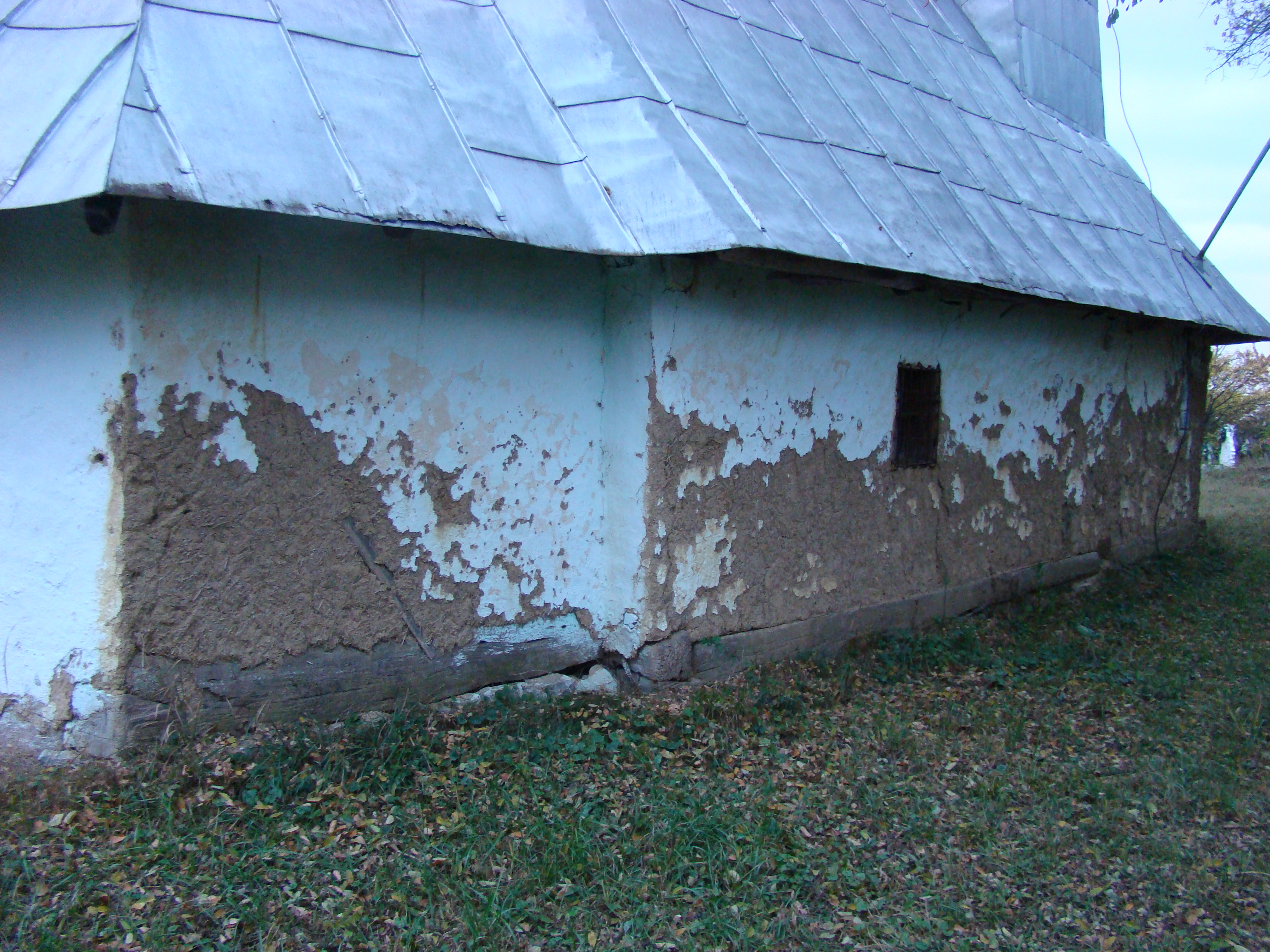
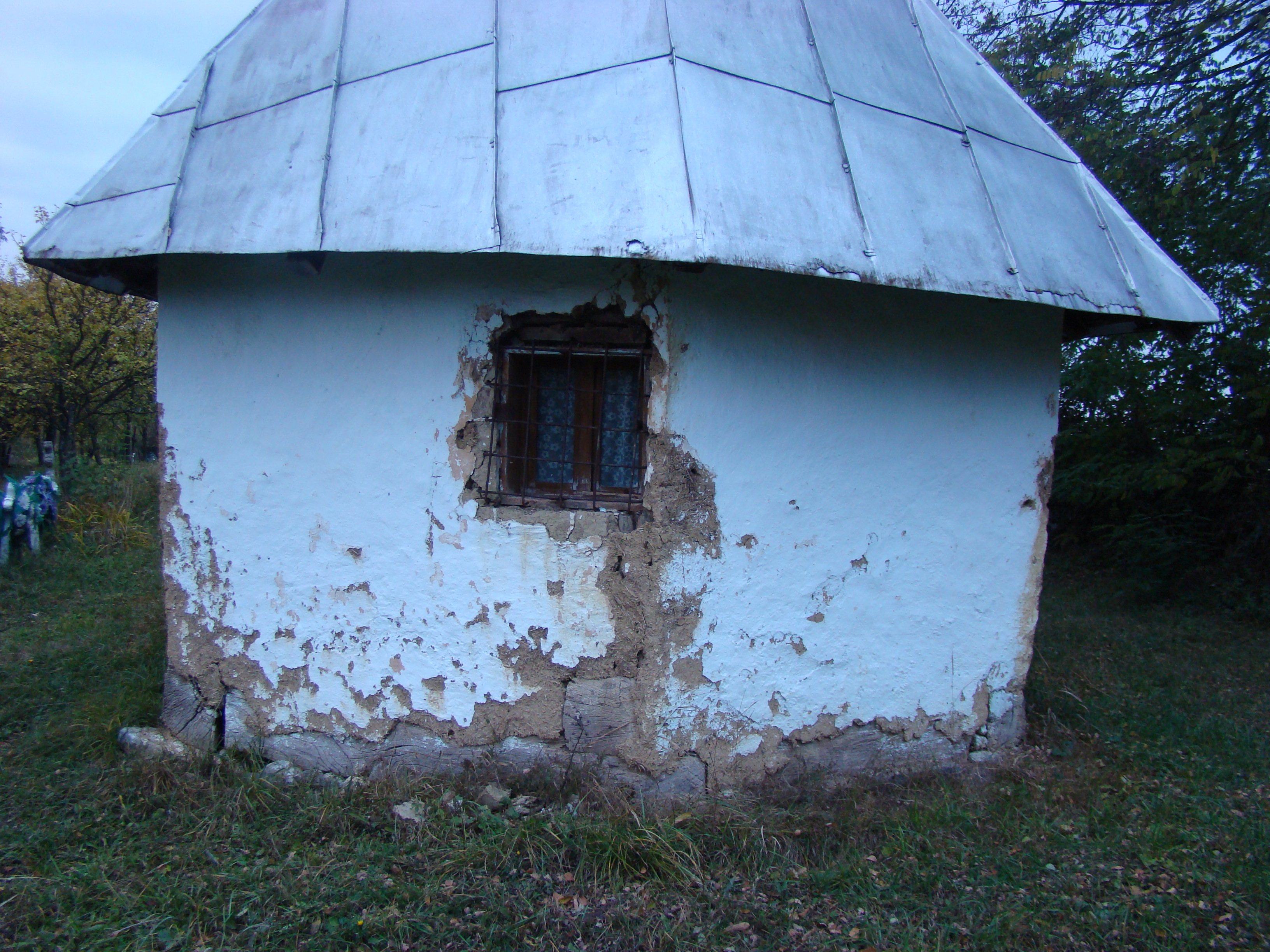
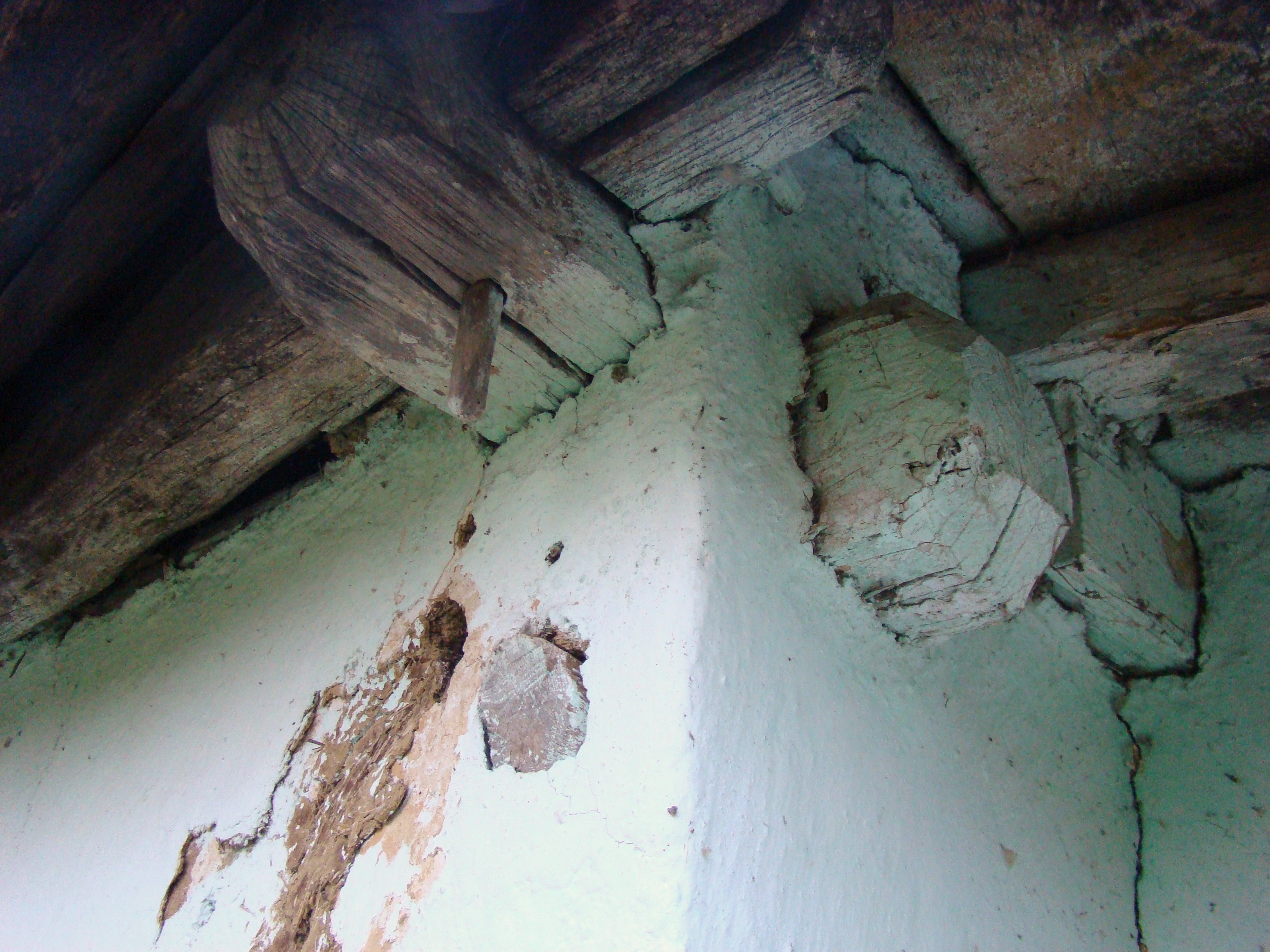
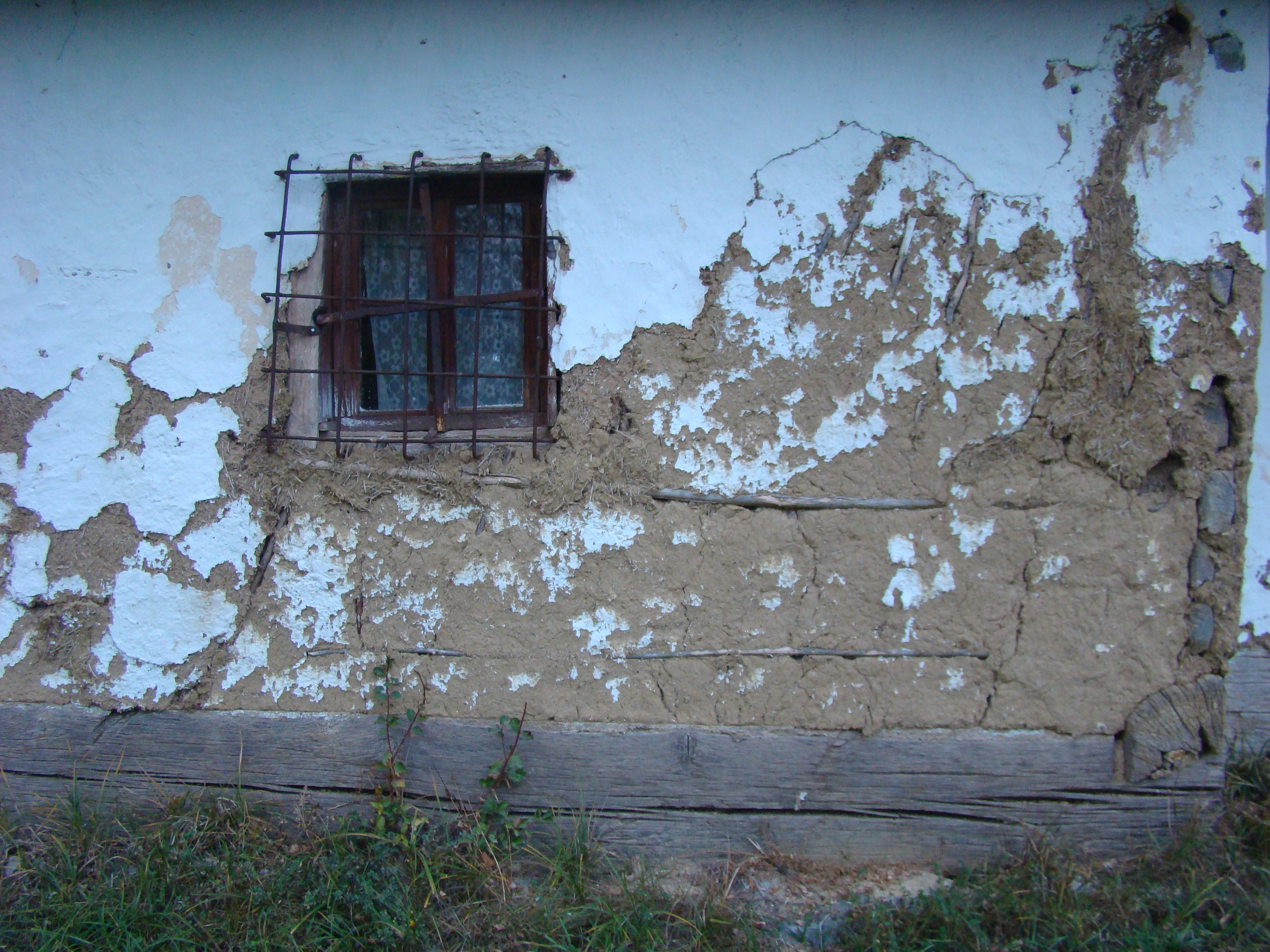
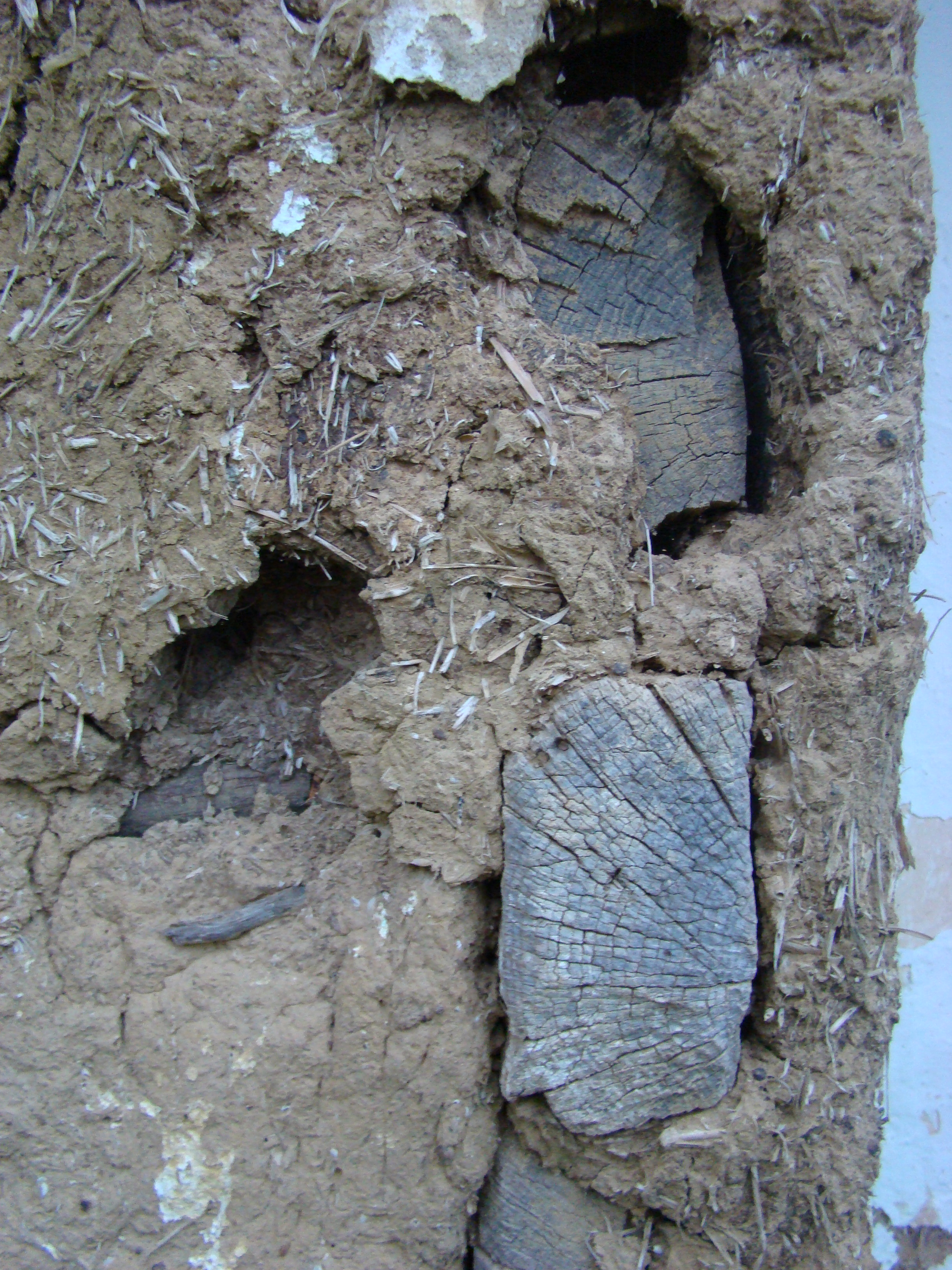
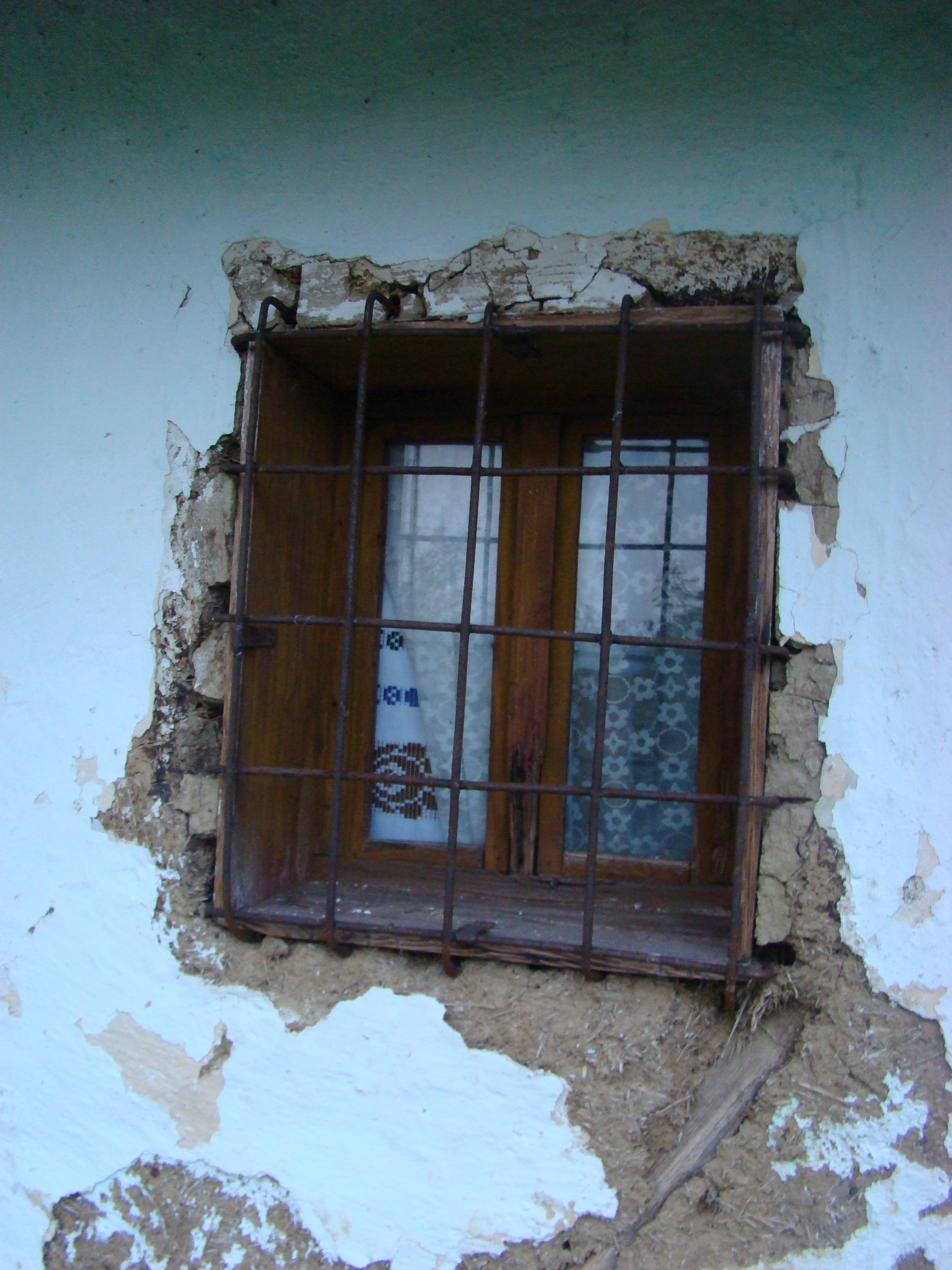
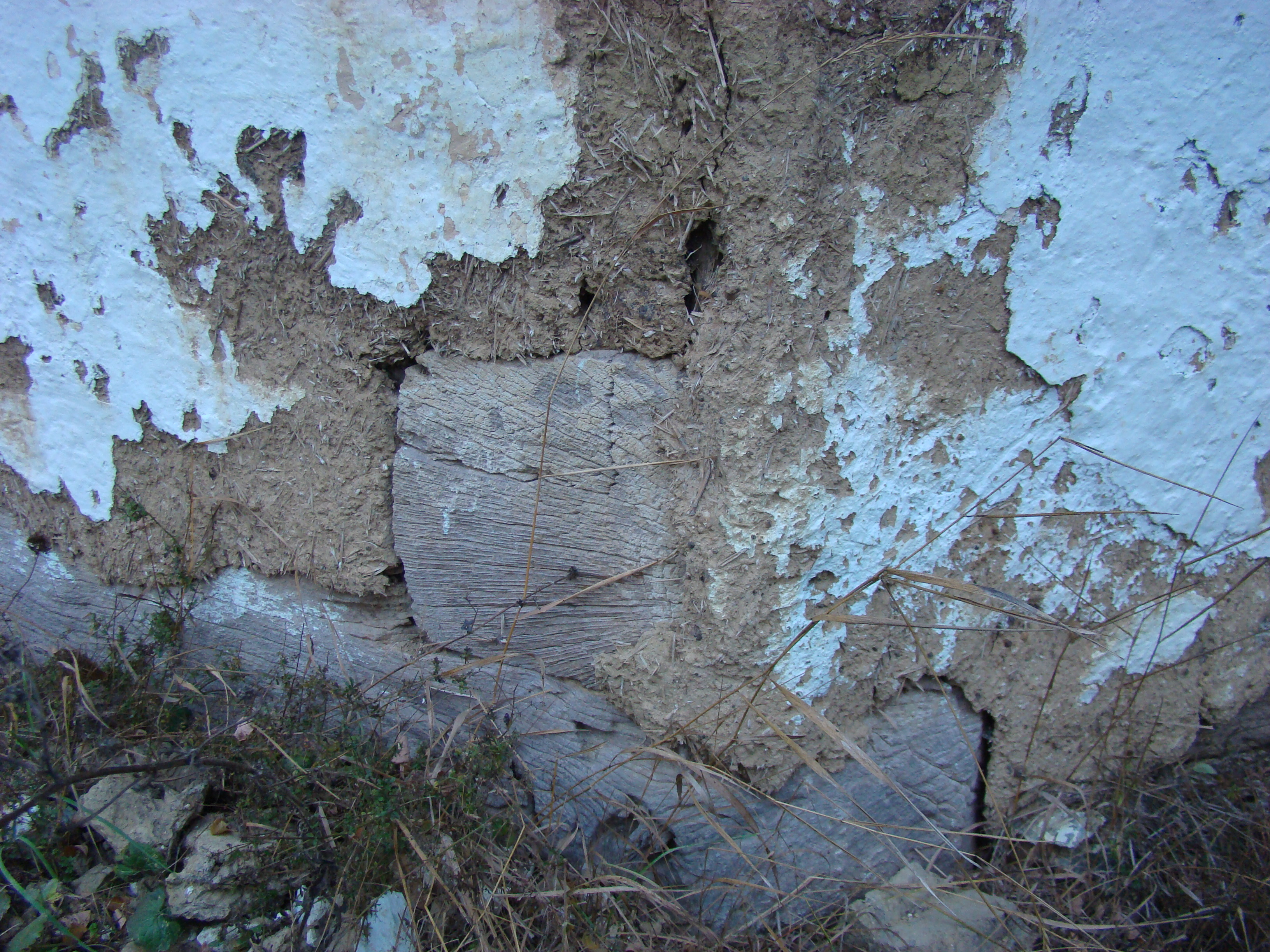
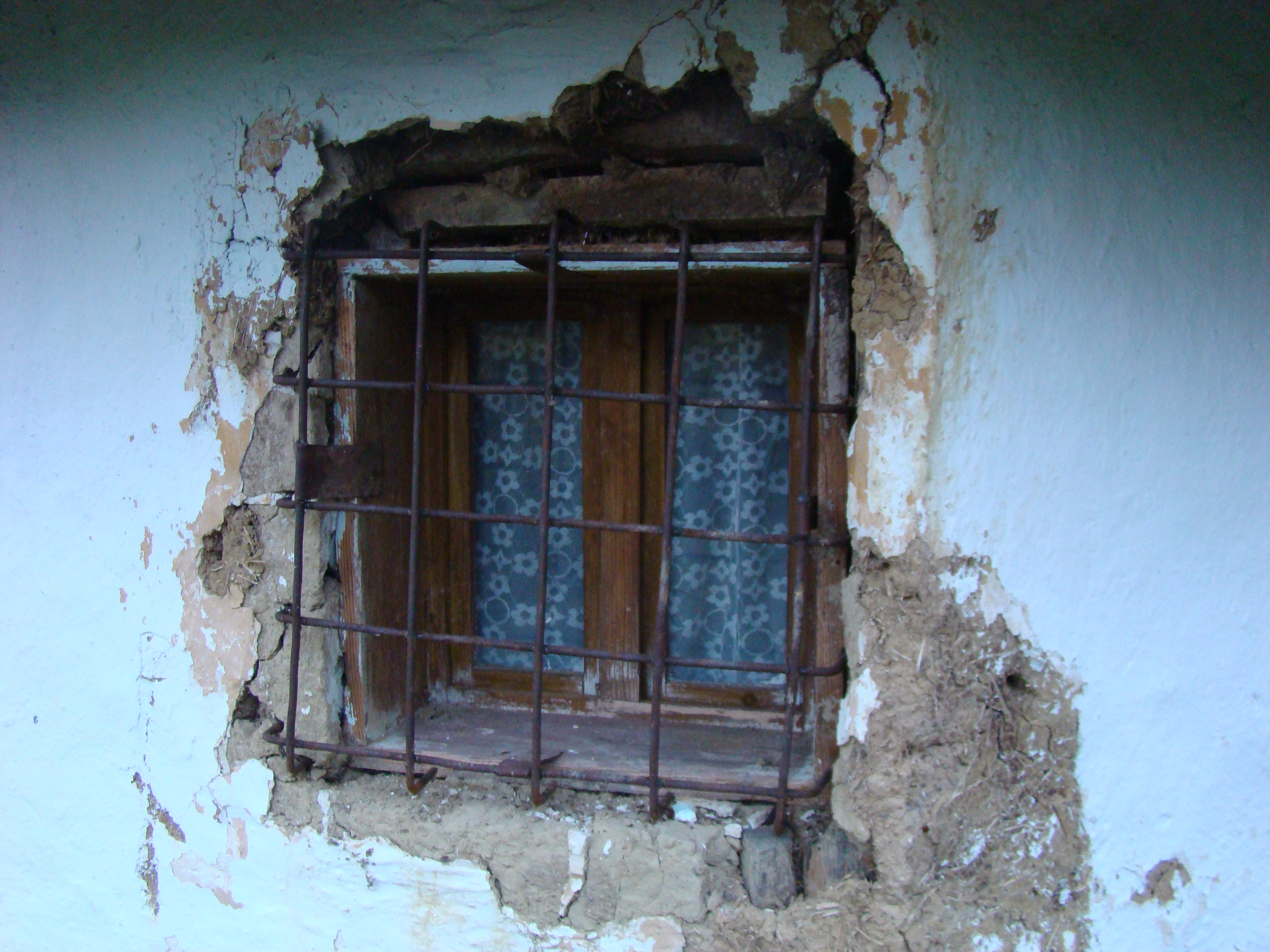
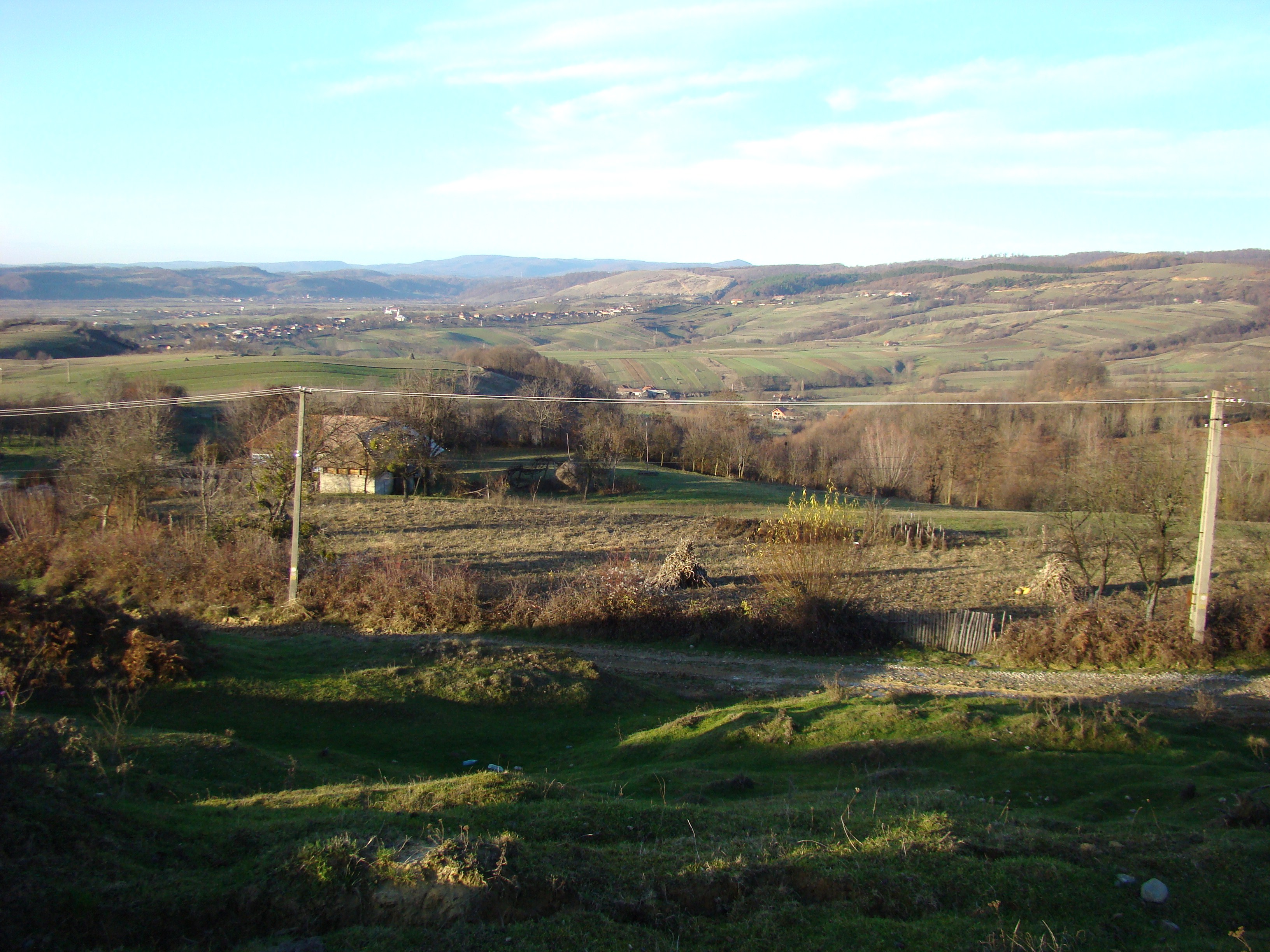

## Imagini din interior

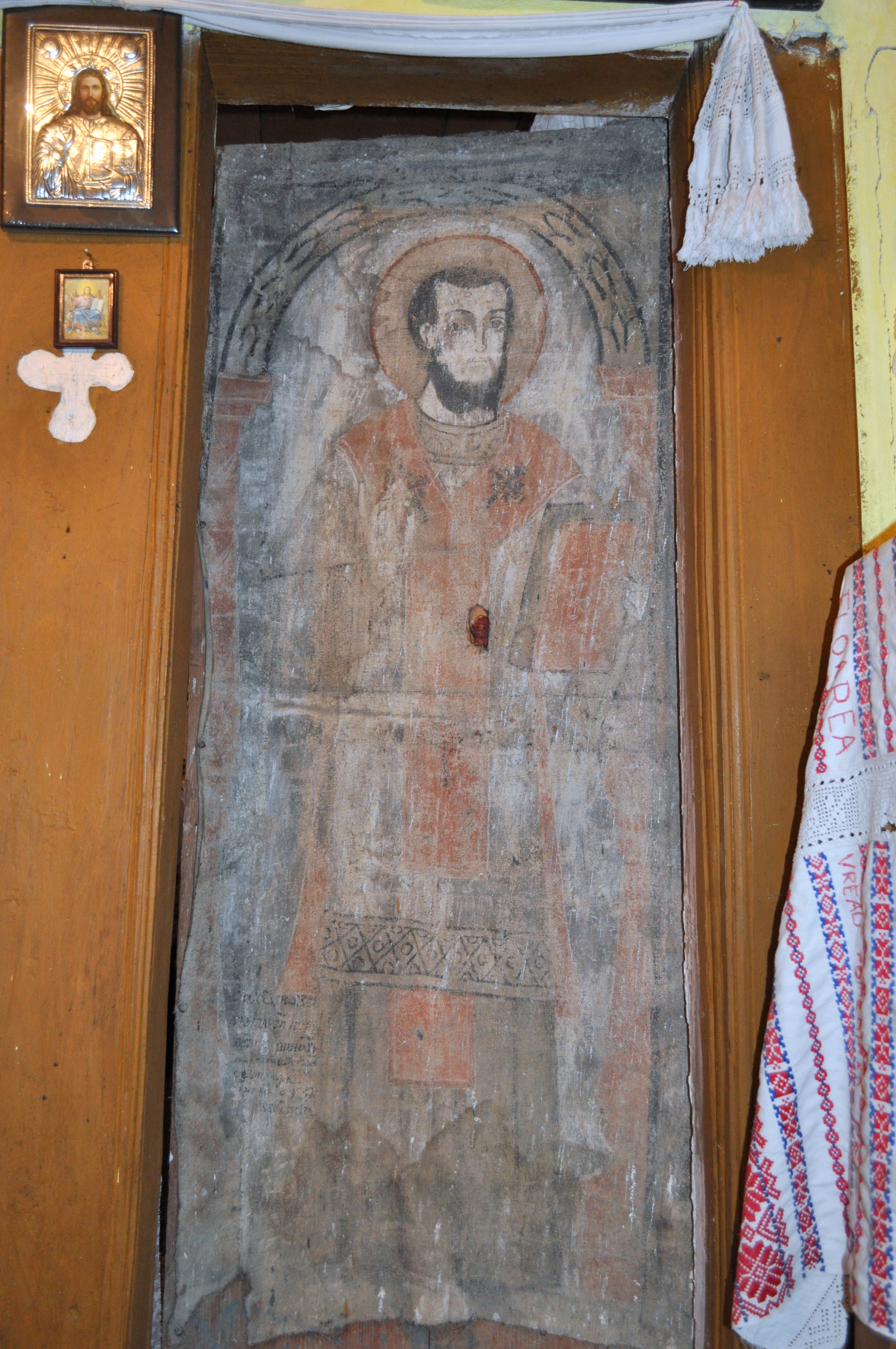
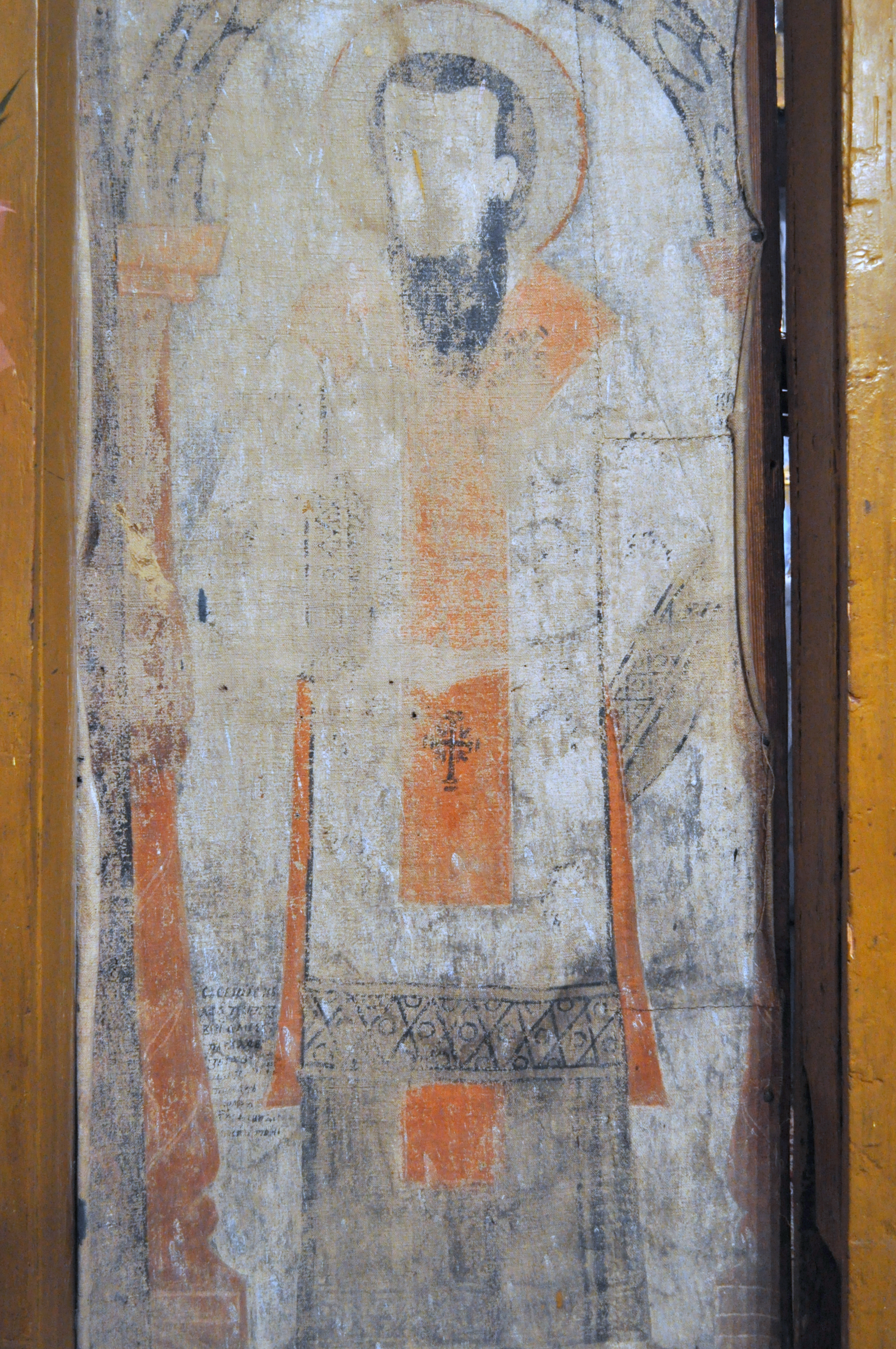
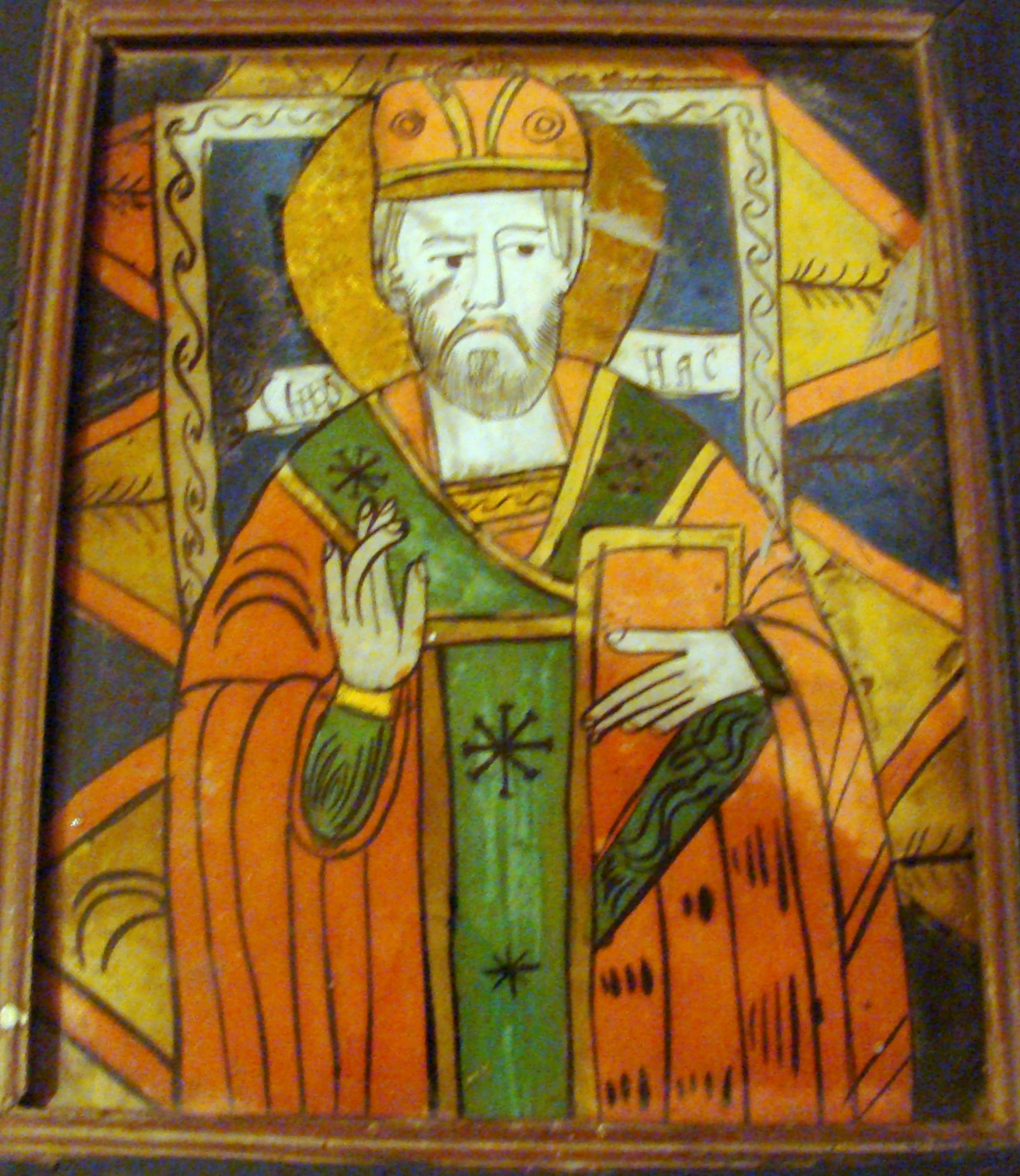
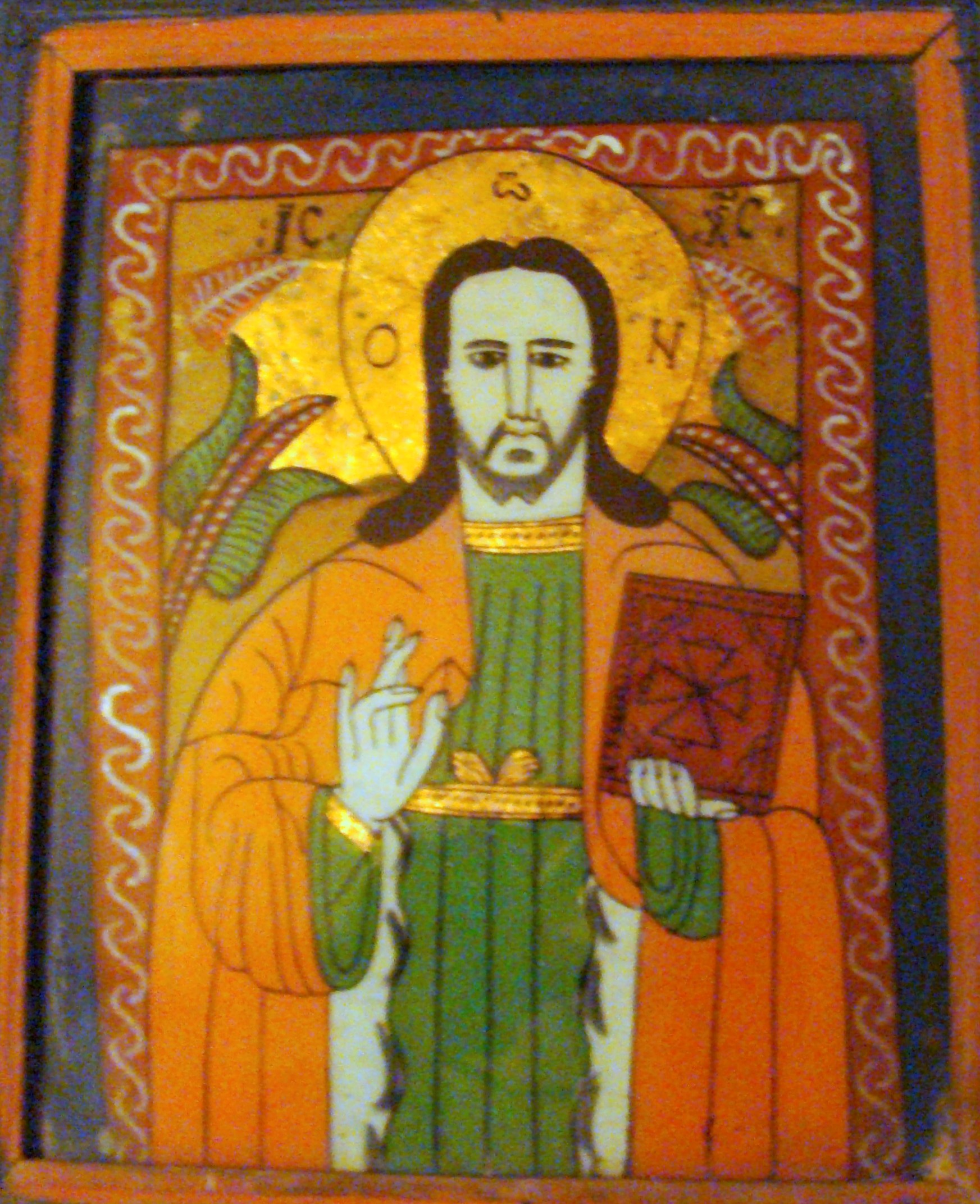
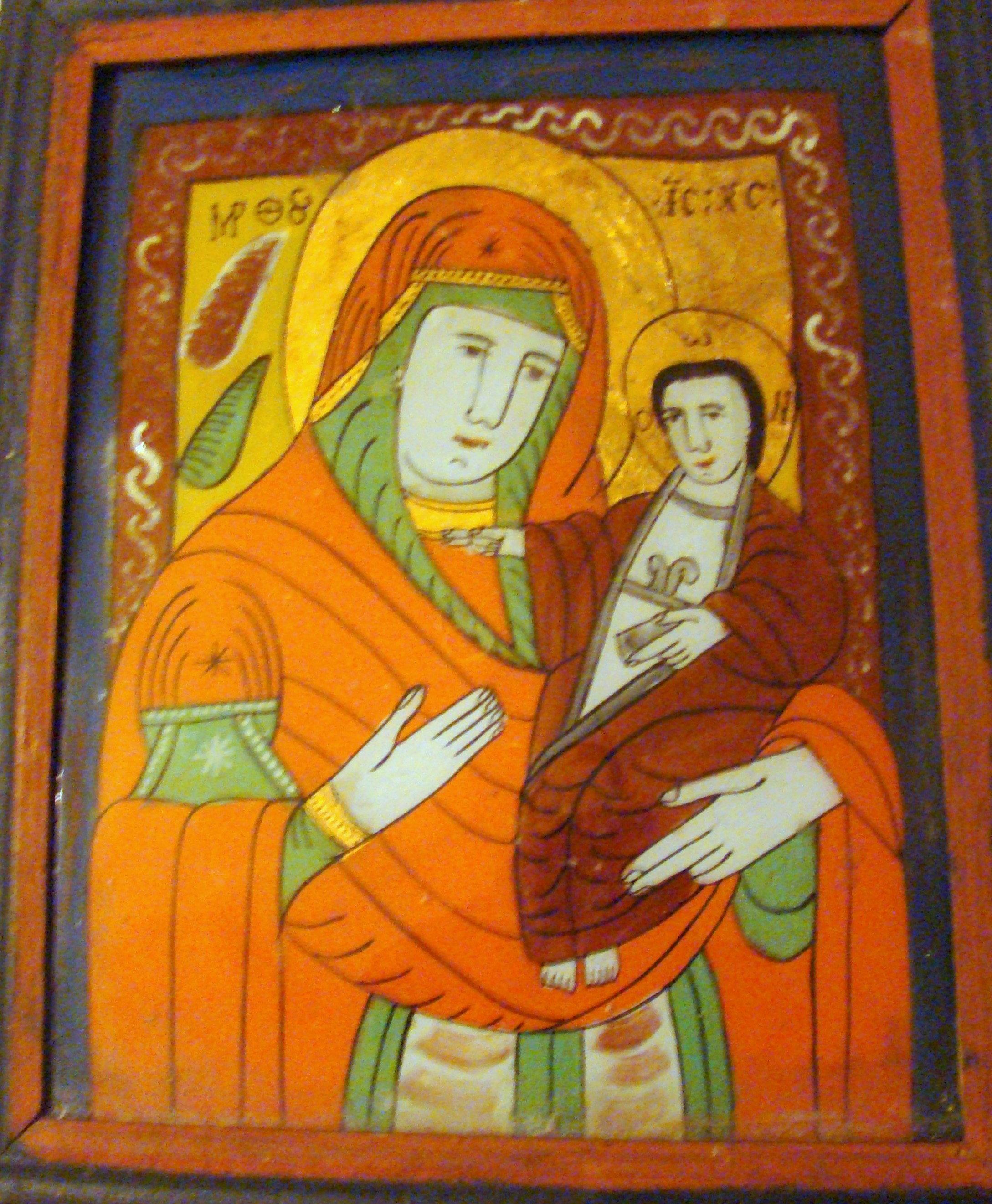
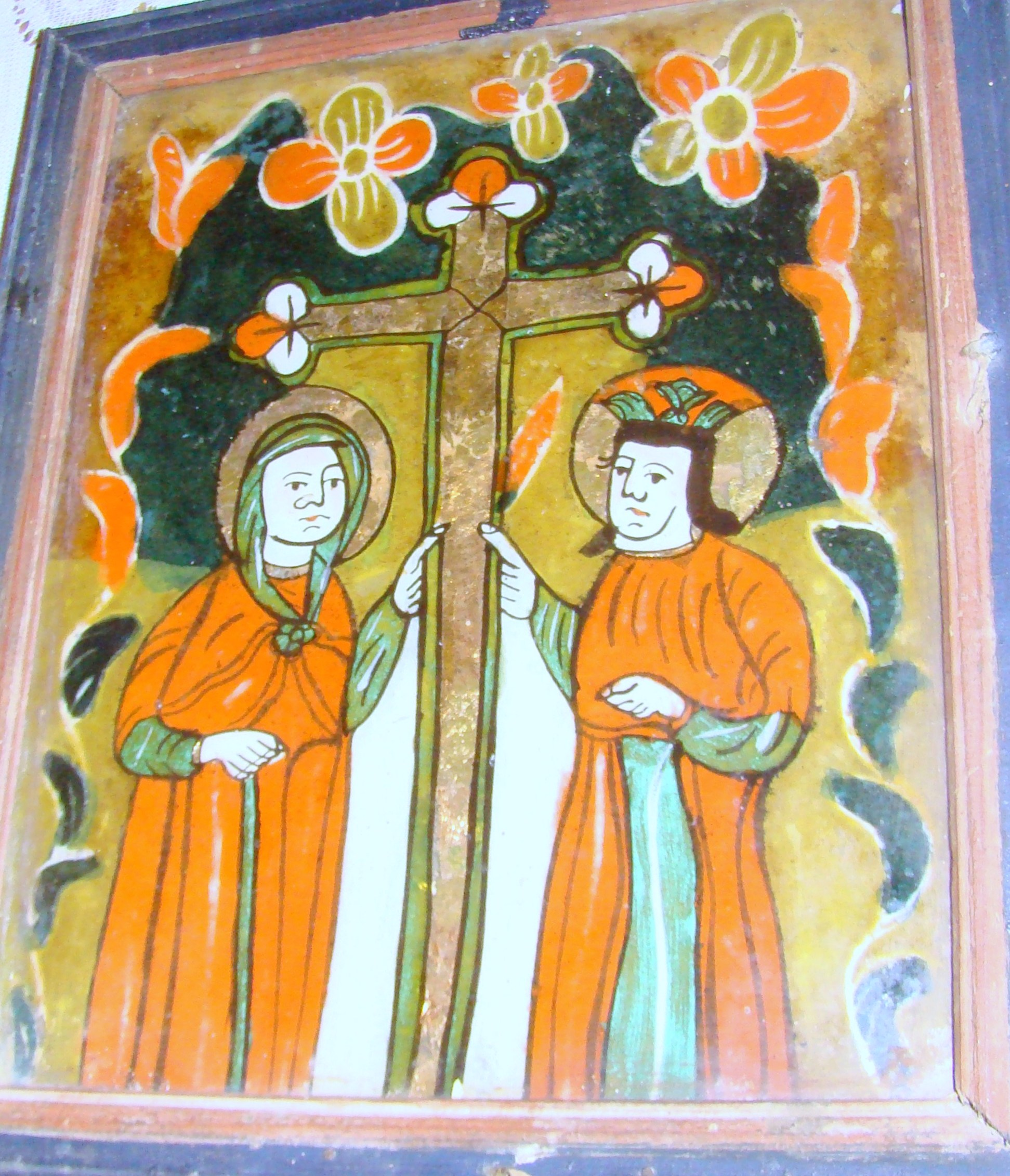
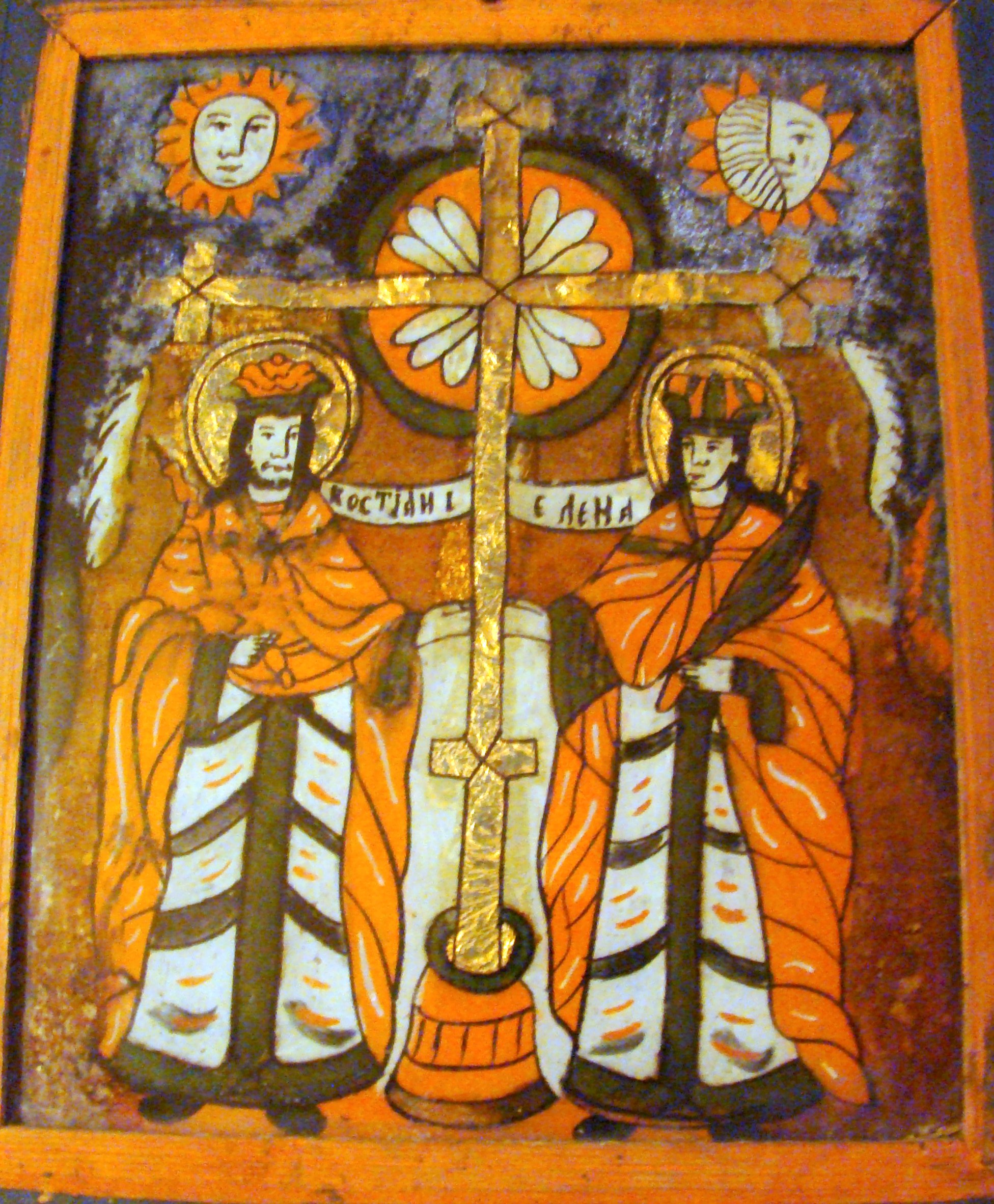
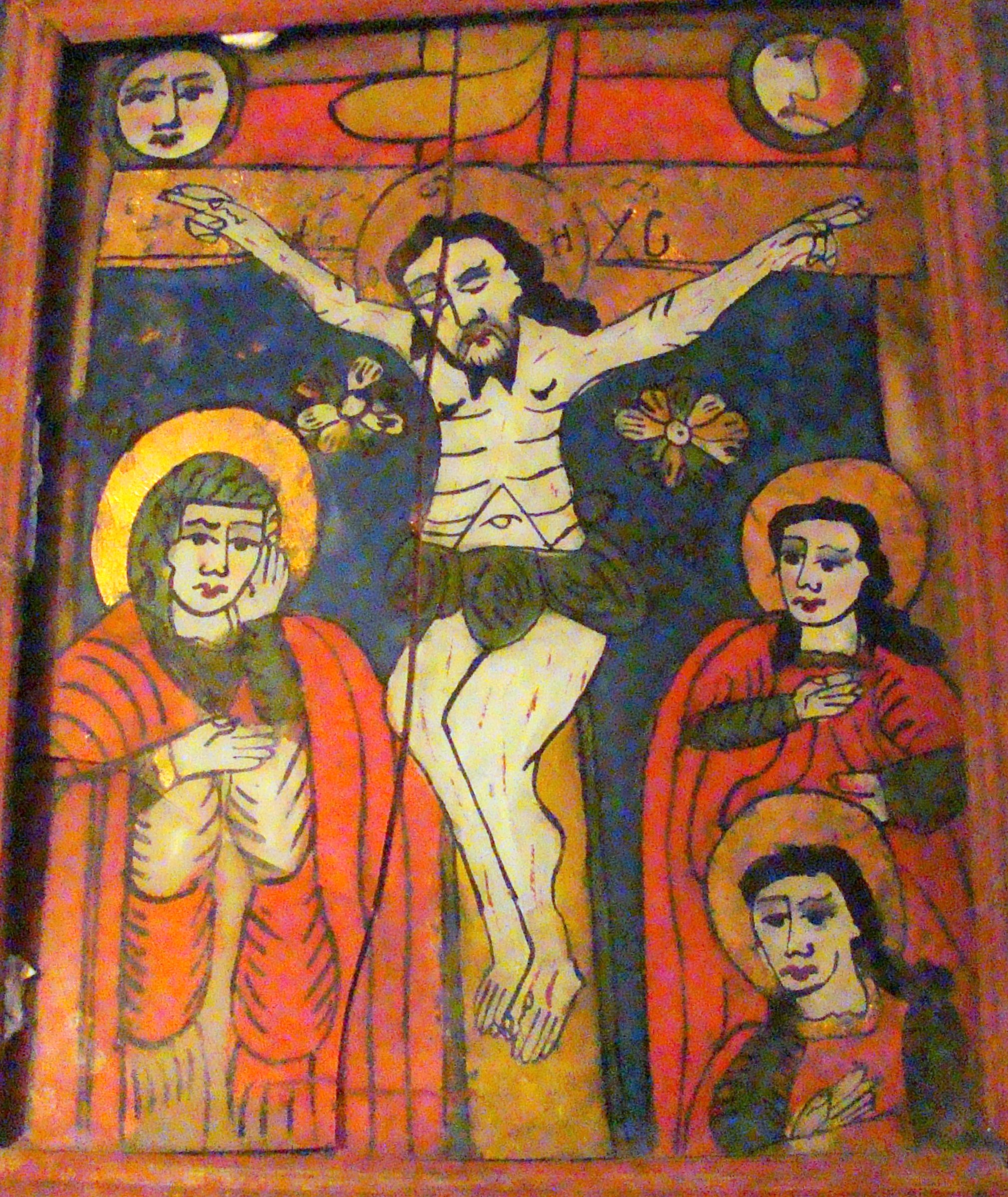
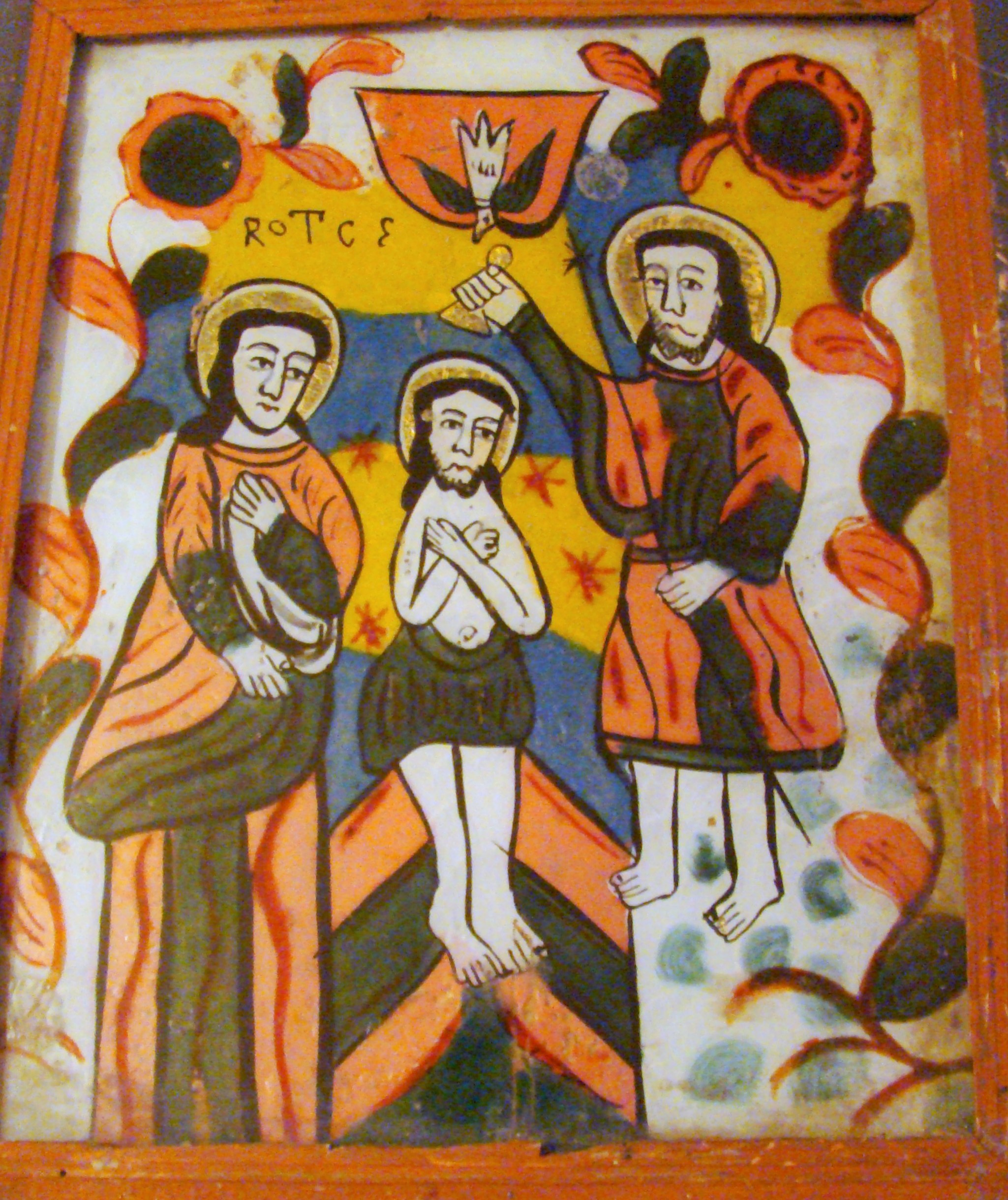
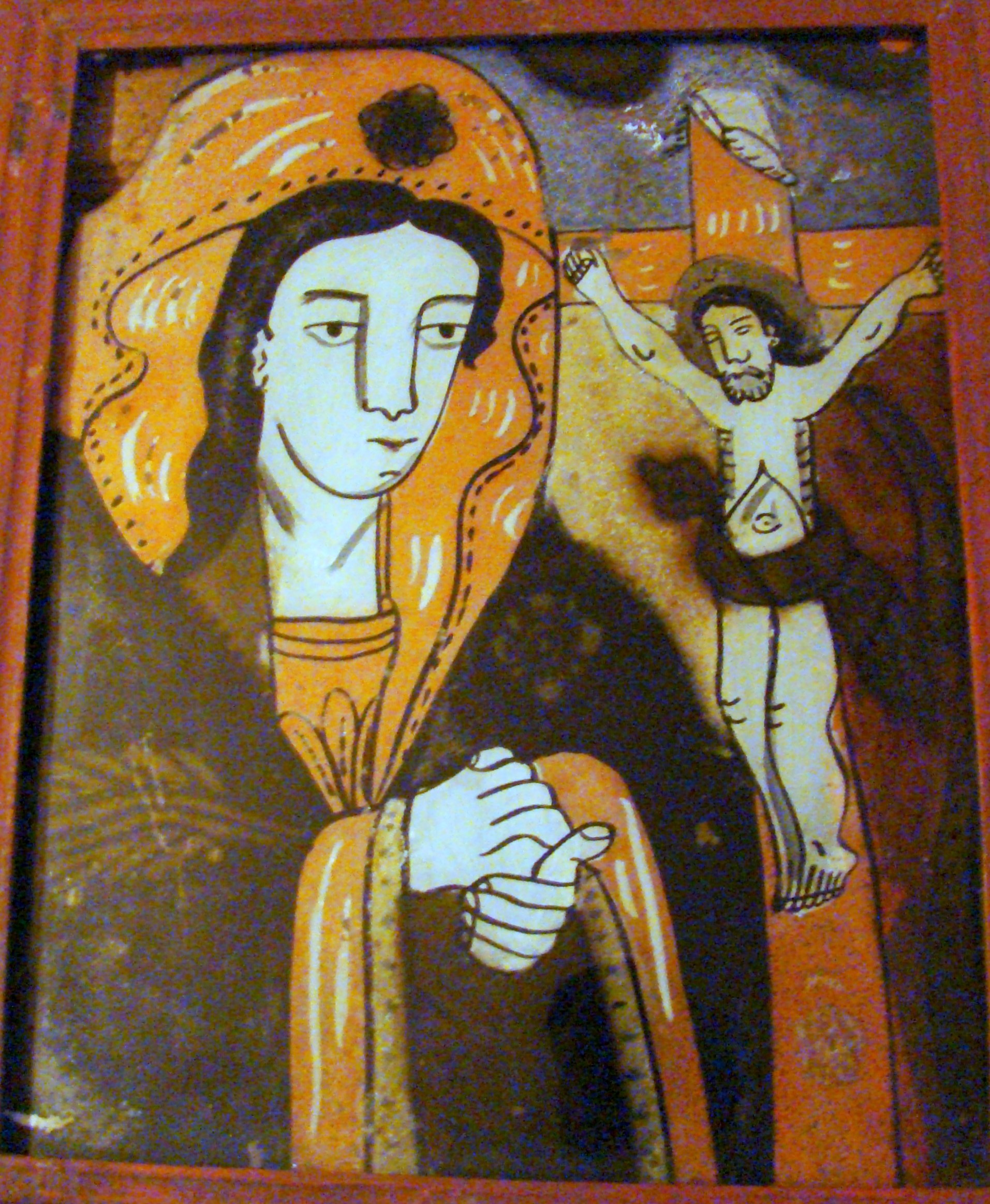
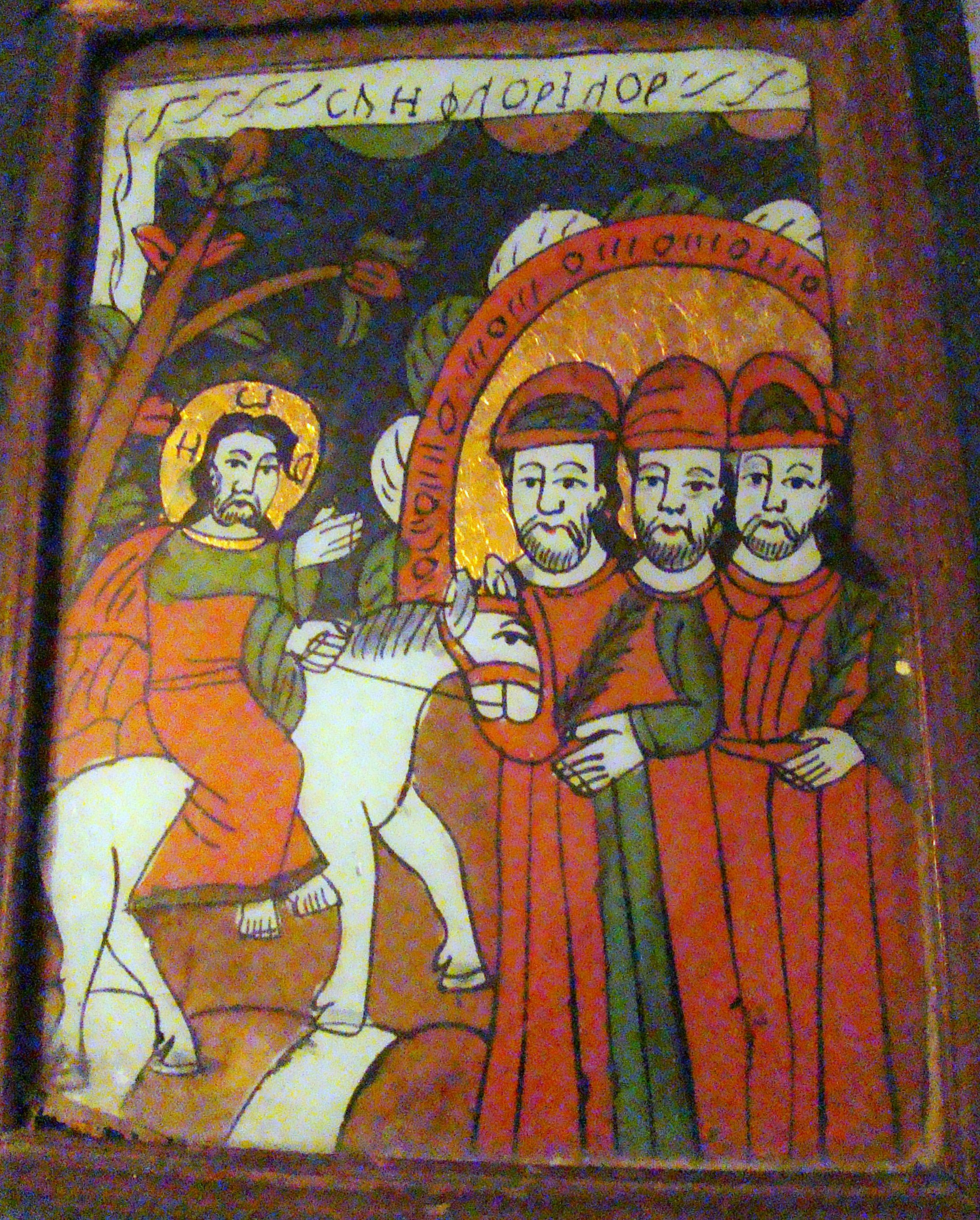
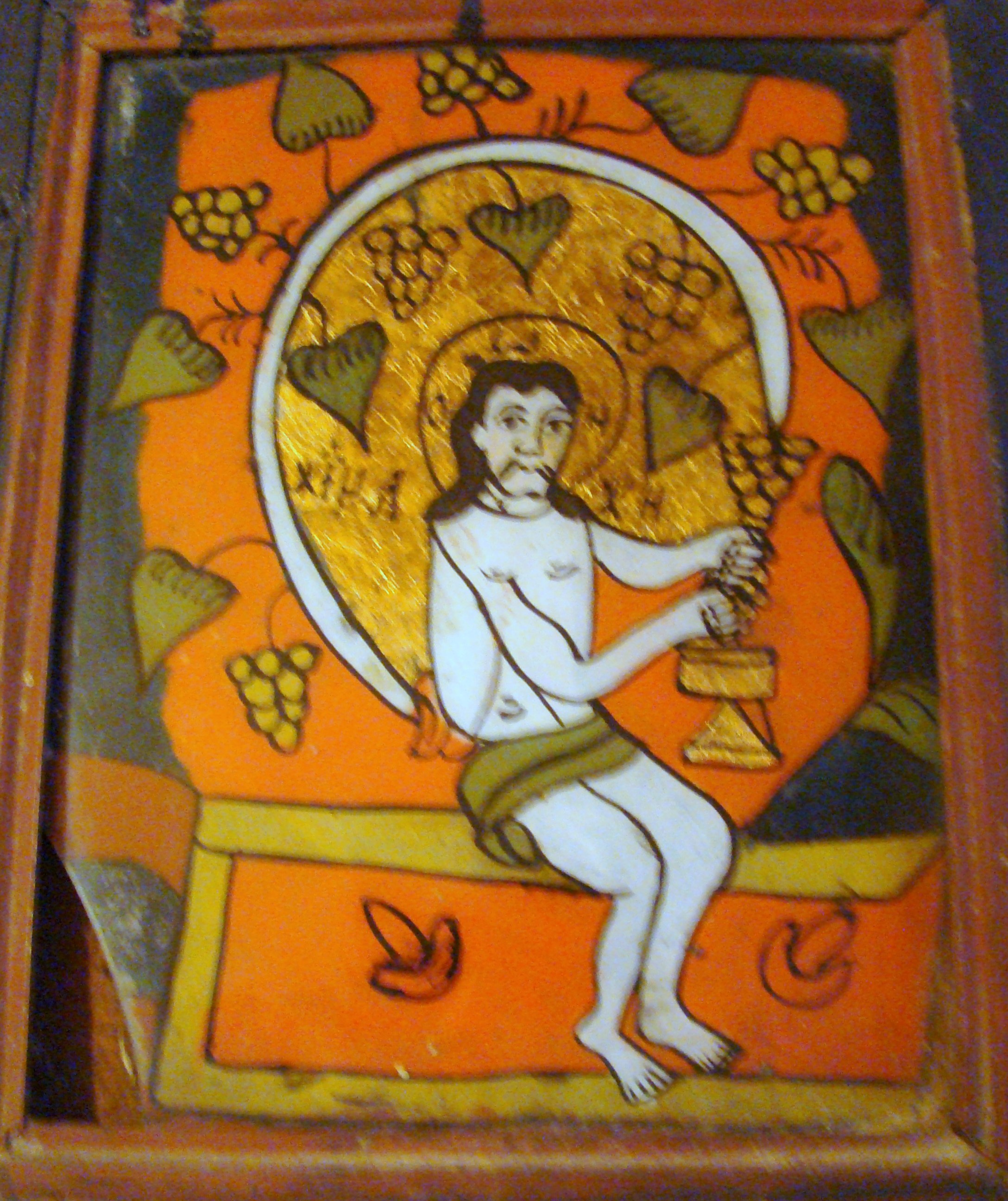
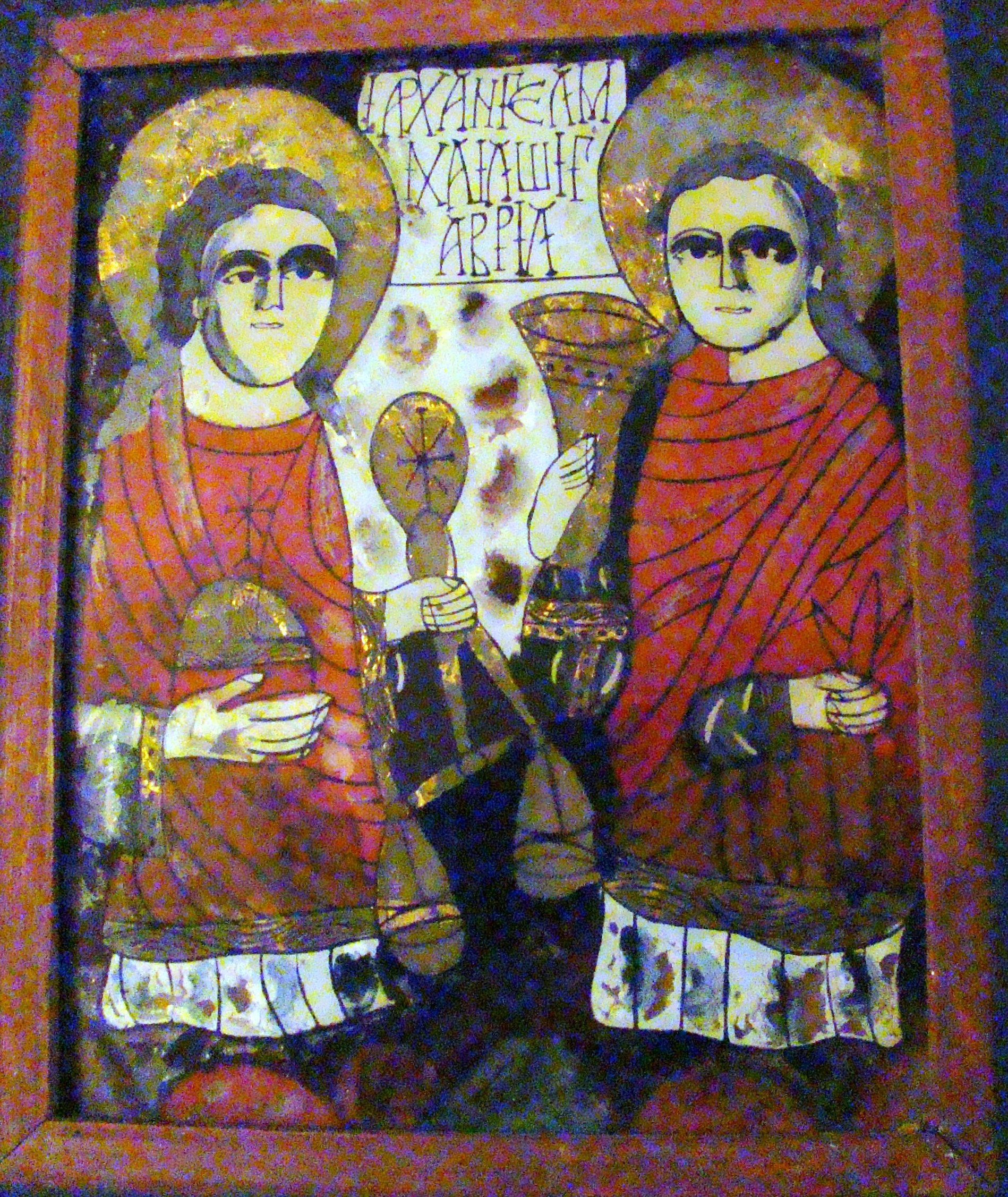
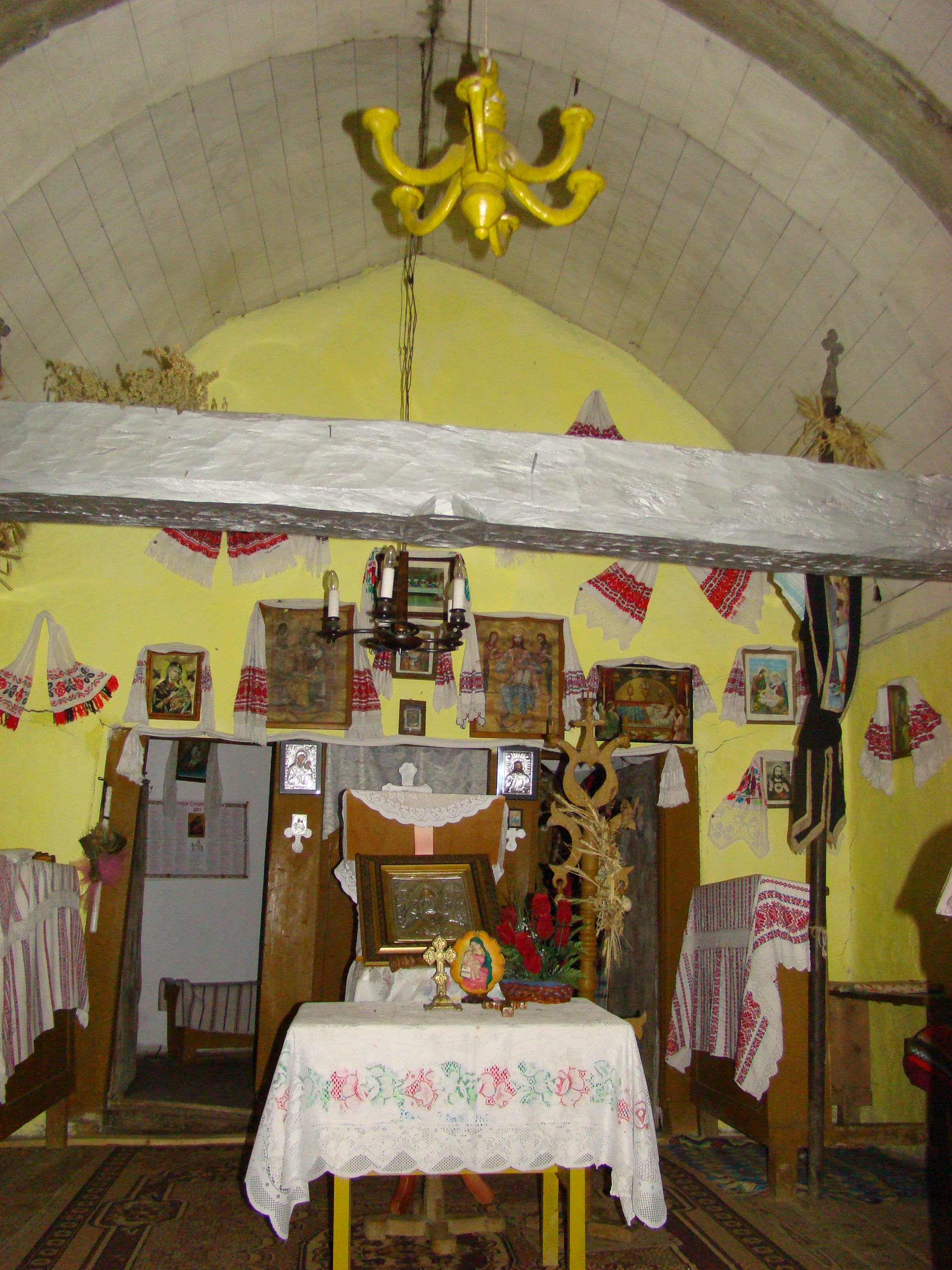
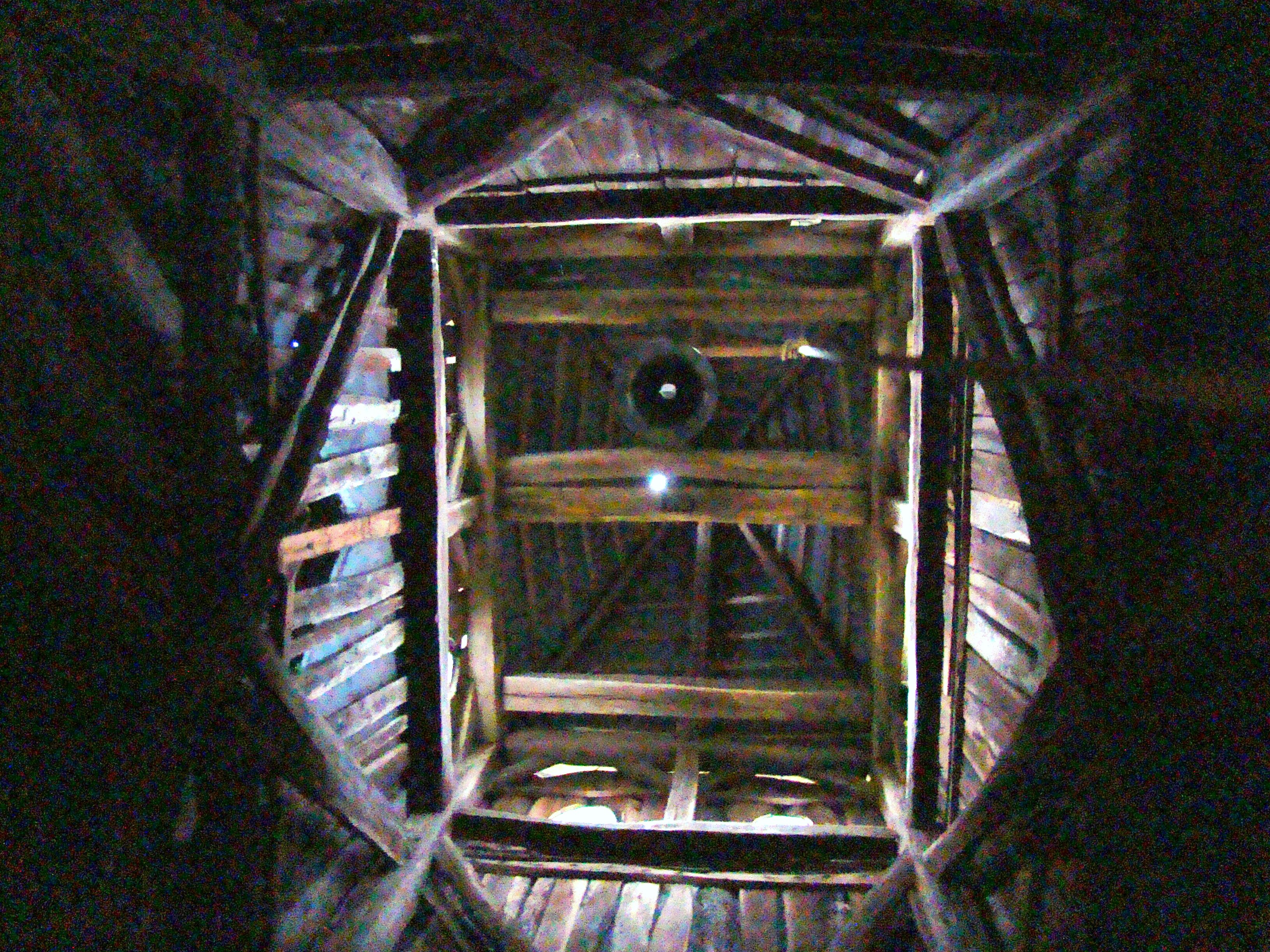
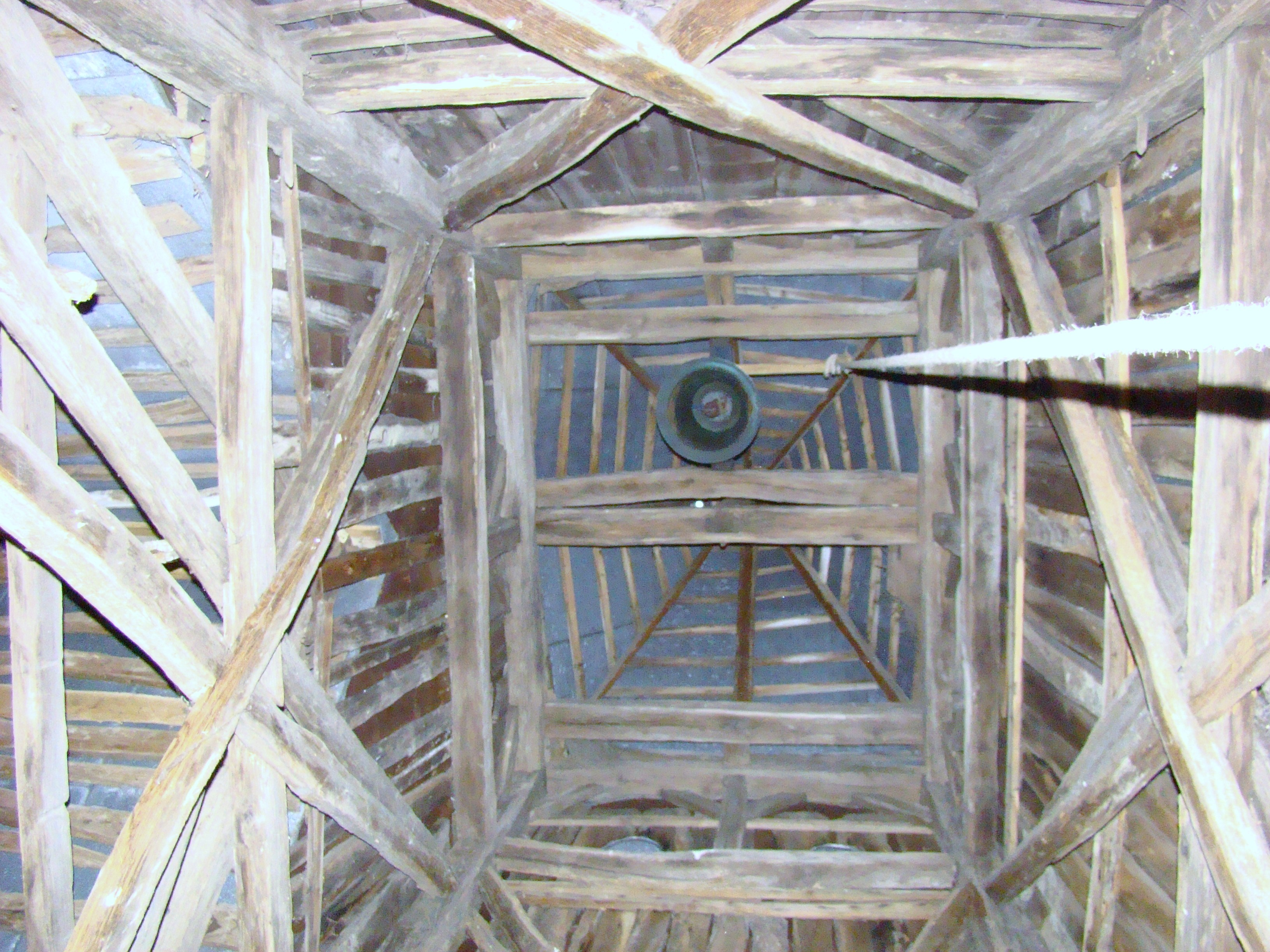
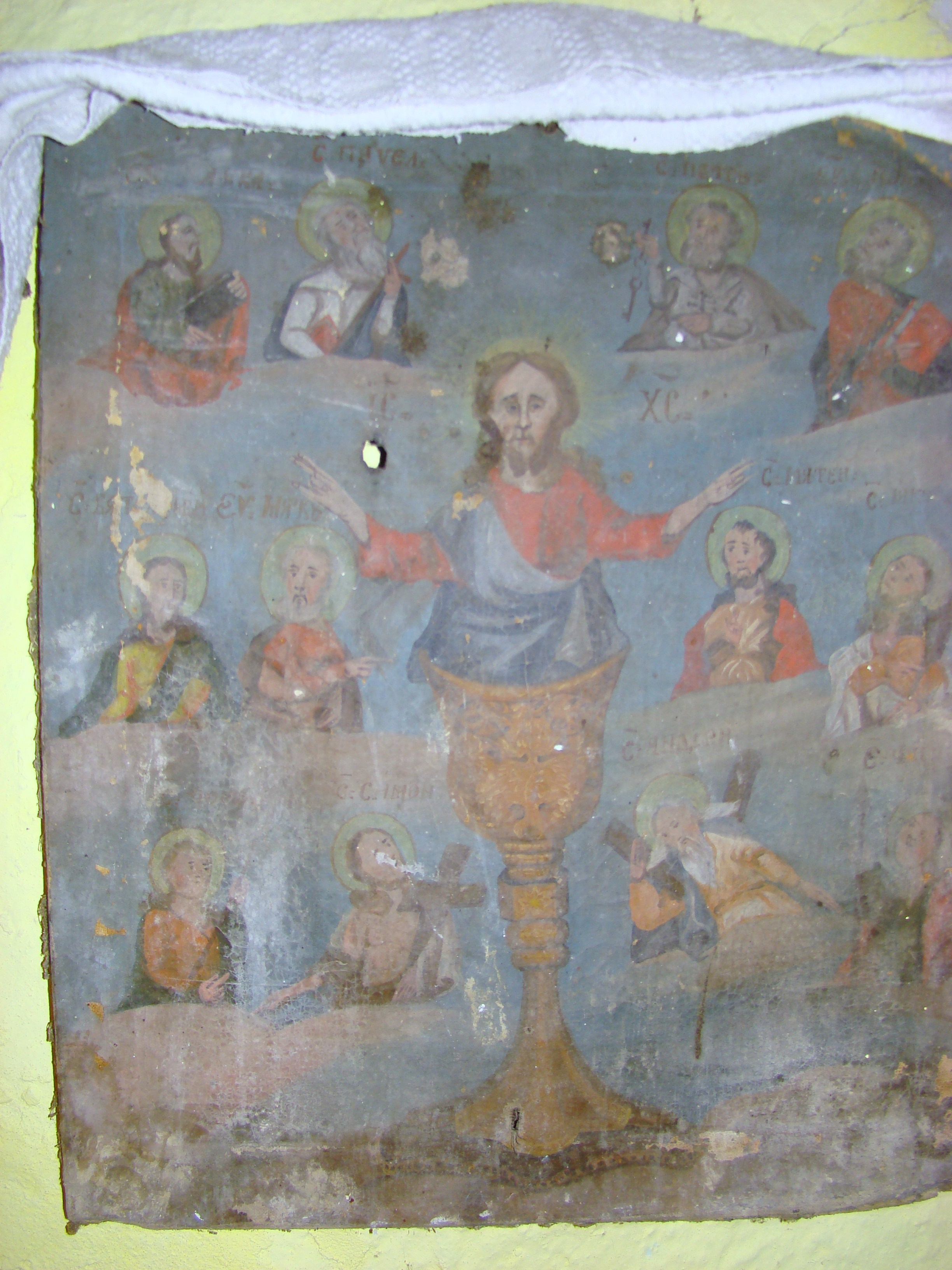
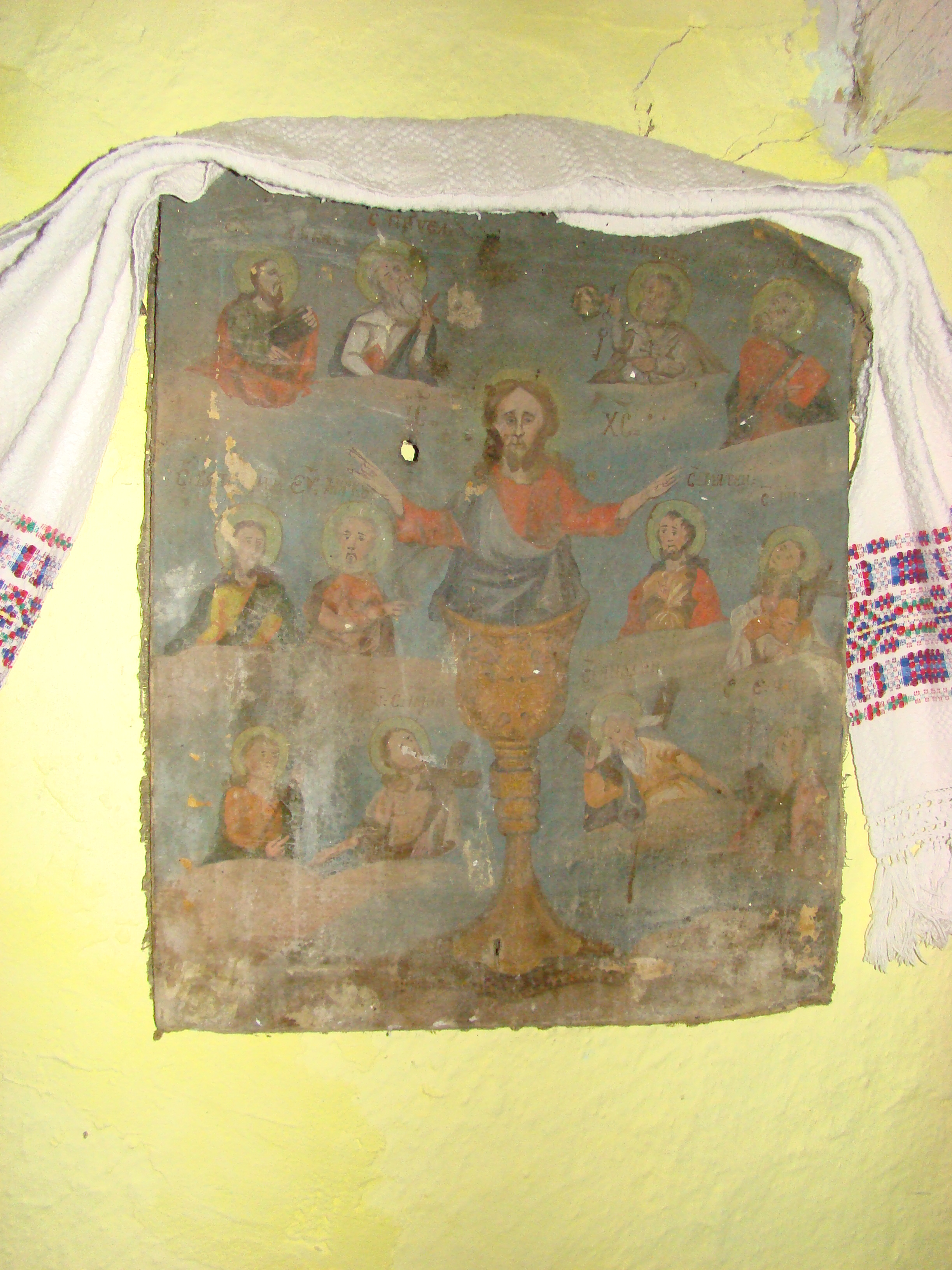
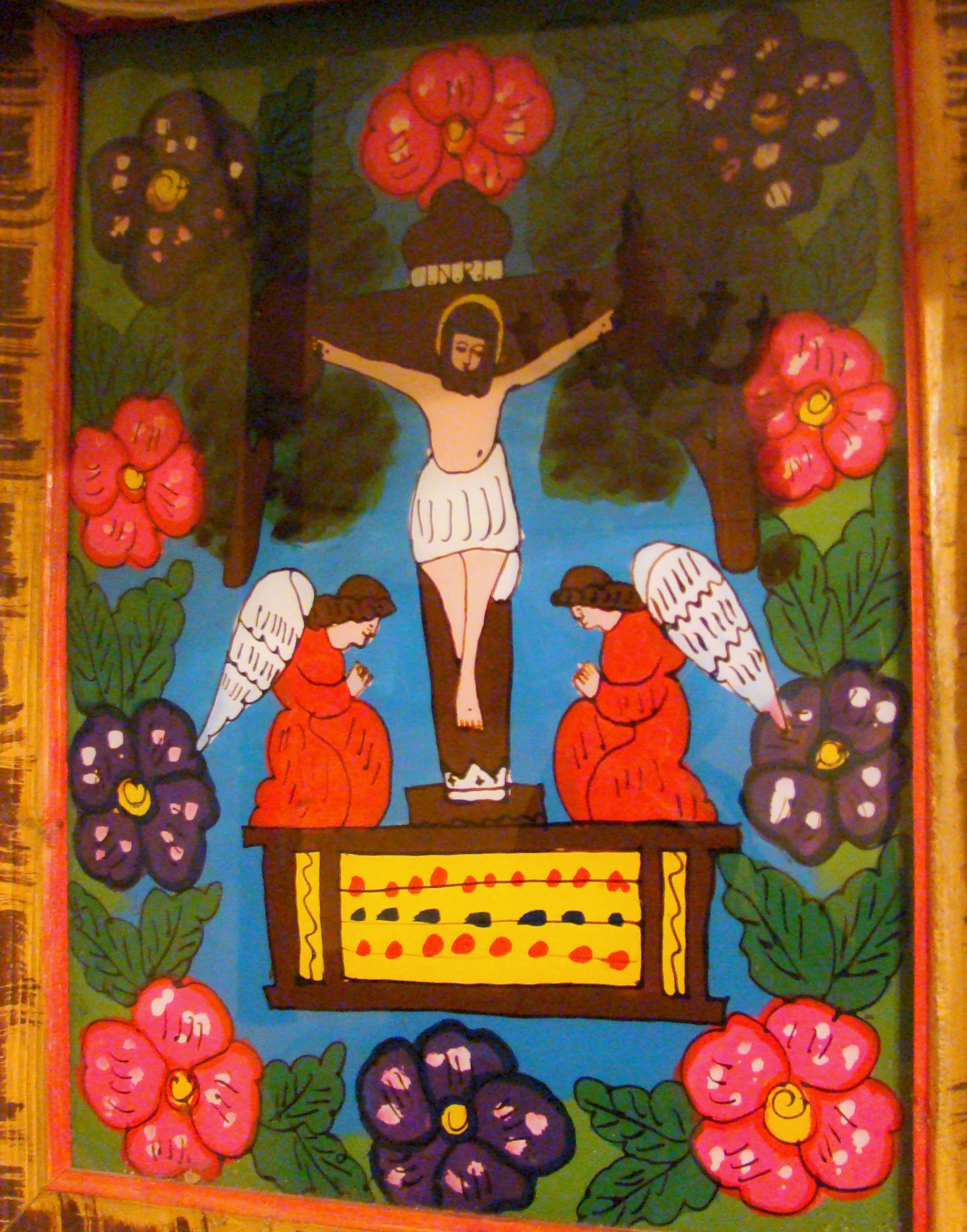
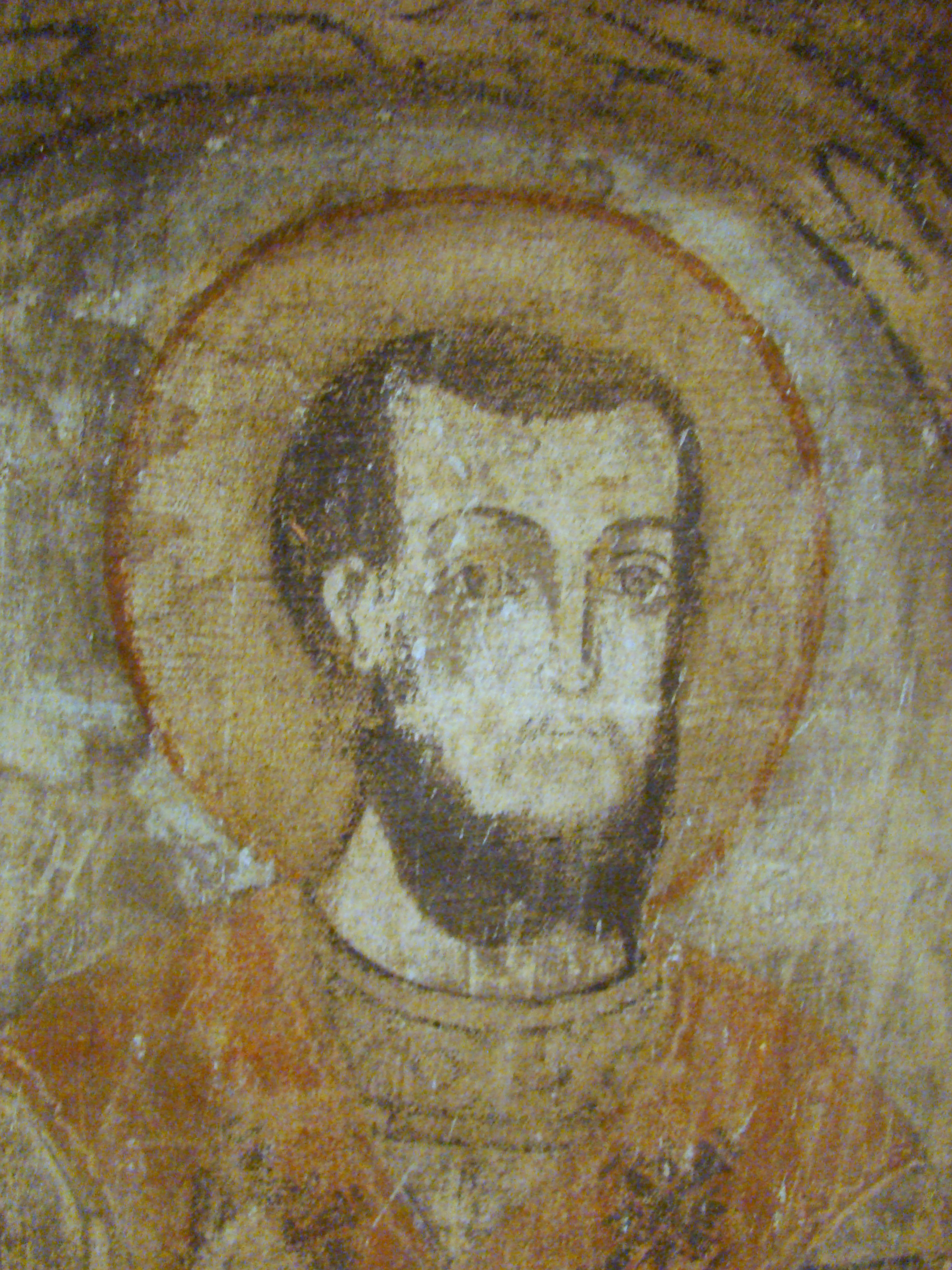
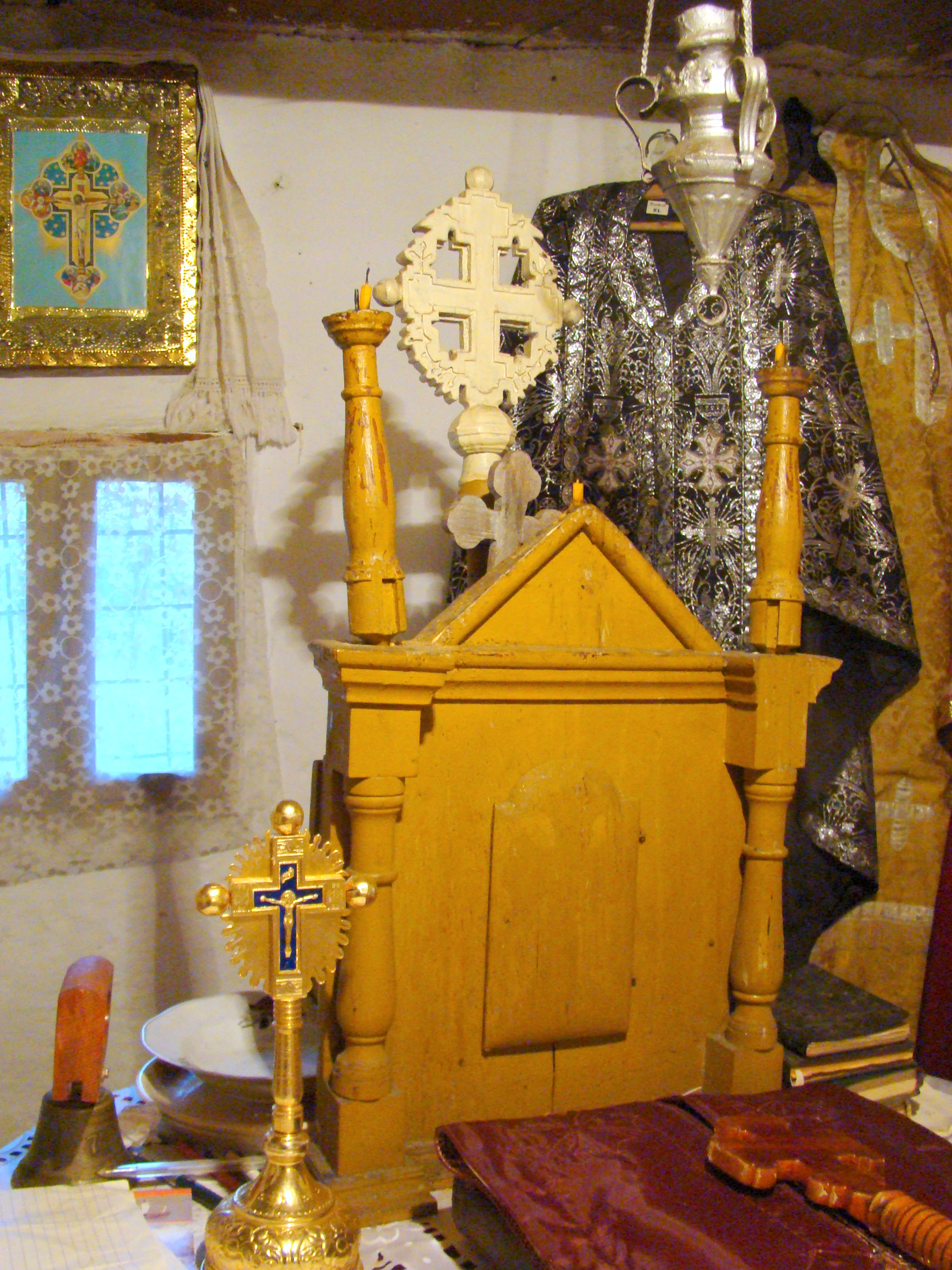
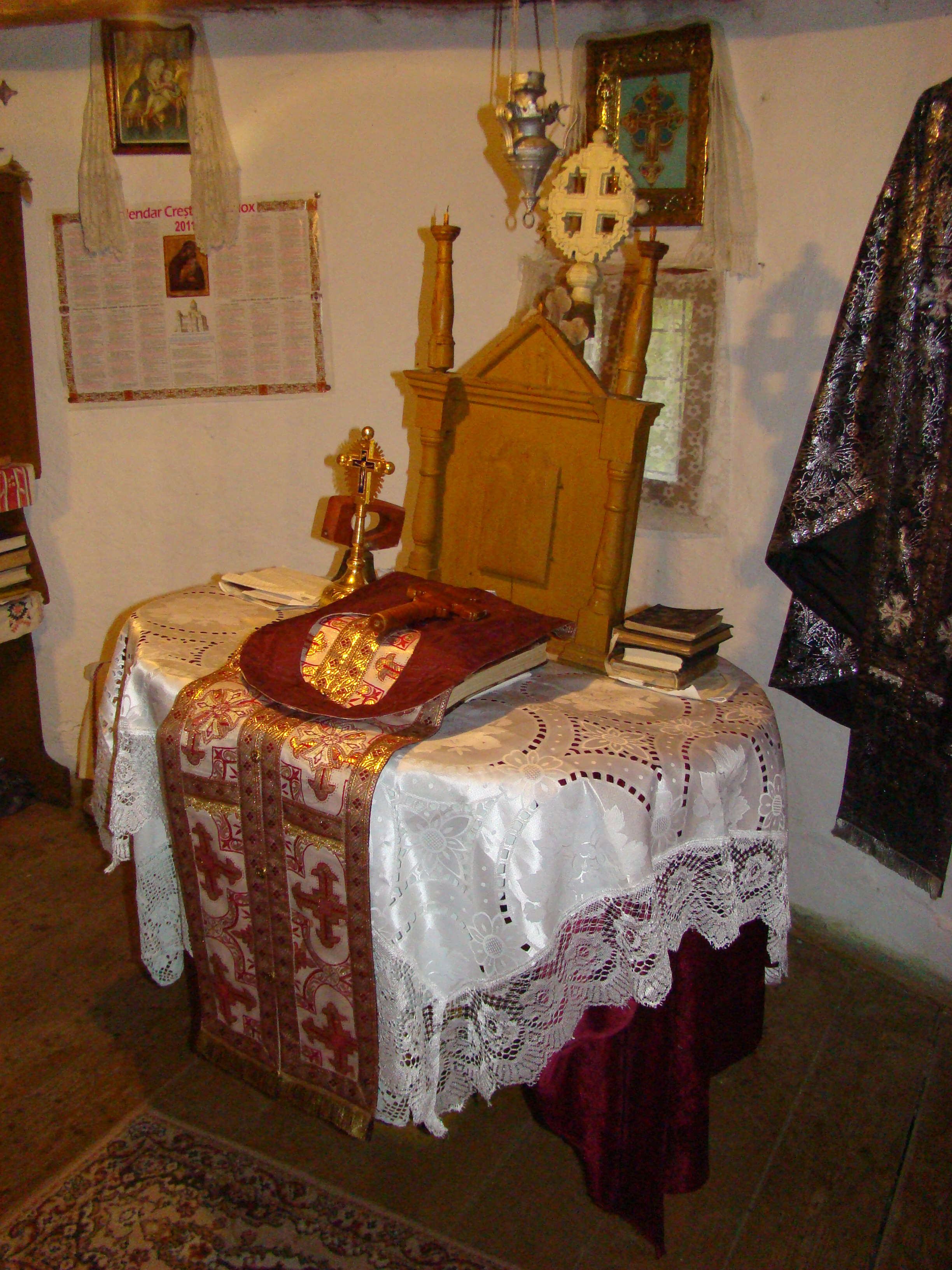